# Ivoorsnijwerk

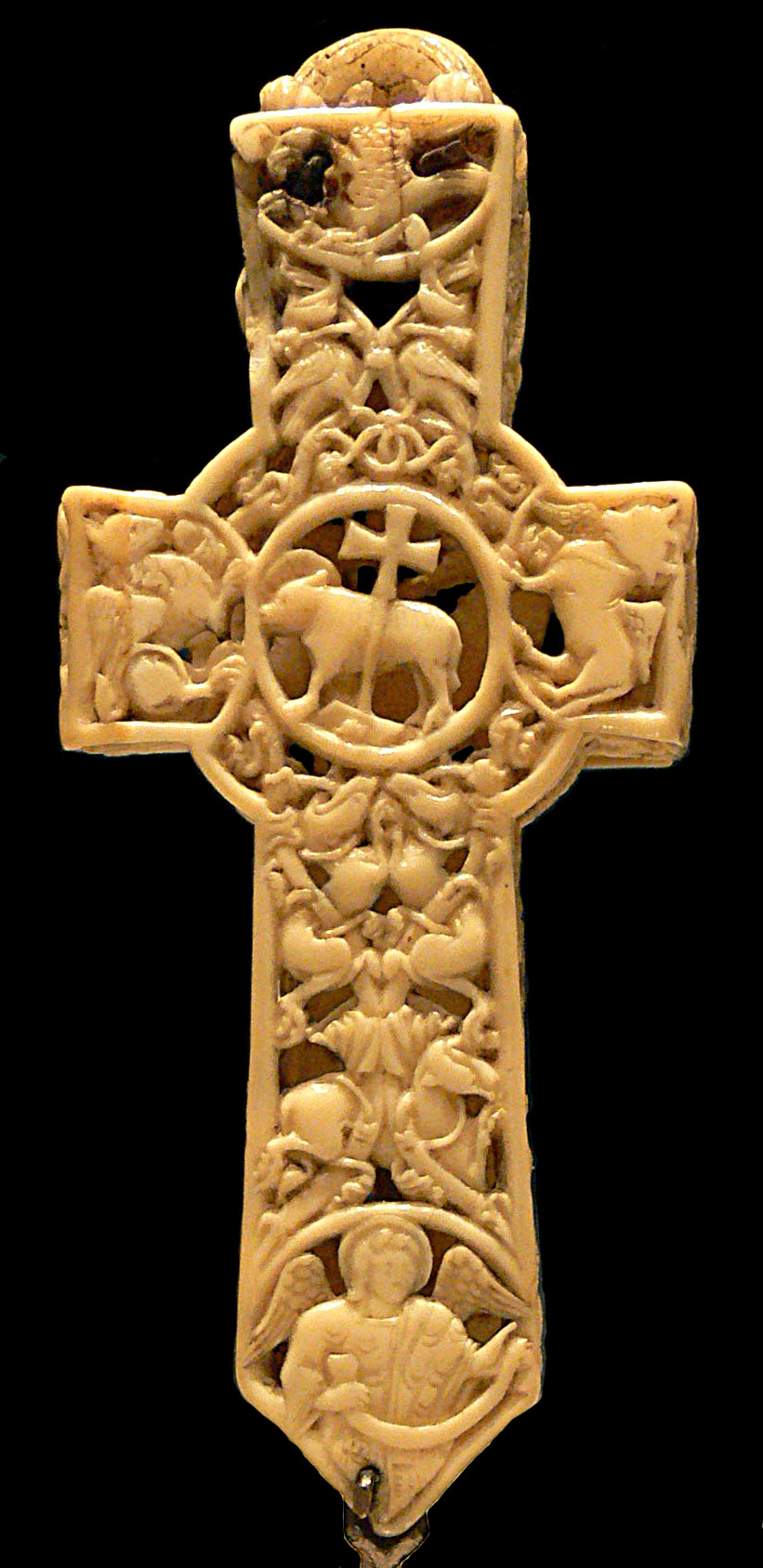
11e eeuw Angelsaksisch ivoren kruis gesneden uit walrus-ivoor

Ivoorsnijwerk is snijwerk uit ivoor, een materiaal afkomstig van de slagtanden van dieren, door middel van scherpe werktuigen.
Deze kunstvorm gaat terug tot de prehistorie. Waarschijnlijk was houtsnijwerk toen ook zeer populair maar daarvan bleef weinig of niets bewaard door de vergankelijkheid van het materiaal. Van ivoorsnijwerk daarentegen, zijn talloze voorbeelden bewaard gebleven. Ivoor was door zijn herkomst een zeldzaam en schaars materiaal, in kostprijs vergelijkbaar met edelmetalen, en het werd dus meestal gebruikt voor de vervaardiging van luxeproducten. Ivoorsnijwerk was zeer populair wereldwijd. Het ivoorsnijden komt voor in de meeste culturen, van het oude Egypte over het oude Griekenland en het antieke Rome en Byzantium, maar het werd ook beoefend in Rusland, Japan, China en India. In het westen bleef het in zwang tot de 15e eeuw. Daarna verminderde het gebruik van ivoor en werd meer houtsnijwerk geproduceerd, zeker ten noorden van de Alpen. Het materiaal bleef wel in gebruik en het ivoorsnijden kende nog heroplevingen tijdens de barokperiode en in de periode van de art deco. Dankzij het feit dat ivoor gemakkelijk bewaard blijft, is het zeer belangrijk voor de kennis van de middeleeuwse en Byzantijnse kunst omdat er veel meer van bewaard bleef dan van de kunstproductie in andere materialen.

## Materiaal
Het materiaal dat afkomstig is van tanden of slagtanden van dieren wordt ivoor genoemd en werd al sinds de prehistorie gebruikt in snijwerk. Het overgrote deel van het gebruikte ivoor was afkomstig van de slagtanden van olifanten maar ook walrustanden, narwalhoorn en tanden van potvissen werden veelvuldig gebruikt. In het oude Egypte en in het Syrisch-Palestijnse gebied werden eveneens nijlpaardtanden gebruikt. Sporadisch werd ook ivoor uit slagtanden van andere diersoorten voor snijwerk gebruikt. Bij gebrek aan ivoor werd snijwerk ook uitgevoerd op dierenbeenderen en hoornen.
In de prehistorie leverden de mammoeten het materiaal voor ivoorsnijwerk en in de negentiende eeuw ontstond een levendige handel in mammoetivoor na de ontdekkingen van bewaarde dieren in de permafrost van Siberië en Noord-Amerika.
Sinds het CITES (Convention of International Trade in Endangered Species) van 1989 is de handel in ivoor wereldwijd verboden.
Olifantentanden zijn niet bedekt met een glazuurlaag, maar hebben een buitenlaag, een soort schors. Bewerkt en gepolijst is de kleur wit tot geelachtig, soms rozig, groenachtig tot bruin. Het is een poreus materiaal en kan dus perfect geschilderd worden. Het is glad en koel, heeft een aangename grip en is dus een tactiel aantrekkelijk materiaal. Het is bovendien vrij resistent en slijtvast. Dat maakte van ivoor al heel snel een luxemateriaal dat gebruikt werd voor juwelen en sculpturen sinds de prehistorie tot op vandaag.

## Geschiedenis

### Prehistorie
|                                        |  |  |
| De Leeuwmens na de derde reconstructie |  |  |

Uit de steentijd is vooral snijwerk in been en ivoor bewaard gebleven. Van houtsnijwerk, dat waarschijnlijk even populair was, is nagenoeg niets bewaard gebleven. Populair in de steentijd waren de vrouwenbeeldjes die men onder de algemene benoeming "Venusbeeldjes" onderbrengt. Ze komen voor gedurende het laatpaleolithicum tussen ca. 33.000 - 20.000 v.Chr. over gans Europa, van het huidige Frankrijk tot Siberië. Ze werden gemaakt uit de meest diverse materialen: hout, steen, been, ivoor en keramiek. Over de functie van deze beeldjes bestaan er verschillende theorieën, maar het blijft bij hypotheses. Ondanks de enorme tijdsperiode waaruit de beeldjes afkomstig zijn en de geografische spreiding, hebben de beeldjes dikwijls dezelfde vorm. Ze zijn ruitvormig en de voorgestelde vrouwen hebben een dikke buik, billen, dijen, heupen en grote borsten. Het hoofd is in verhouding klein en zeer zelden uitgewerkt. Handen en voeten ontbreken meestal.

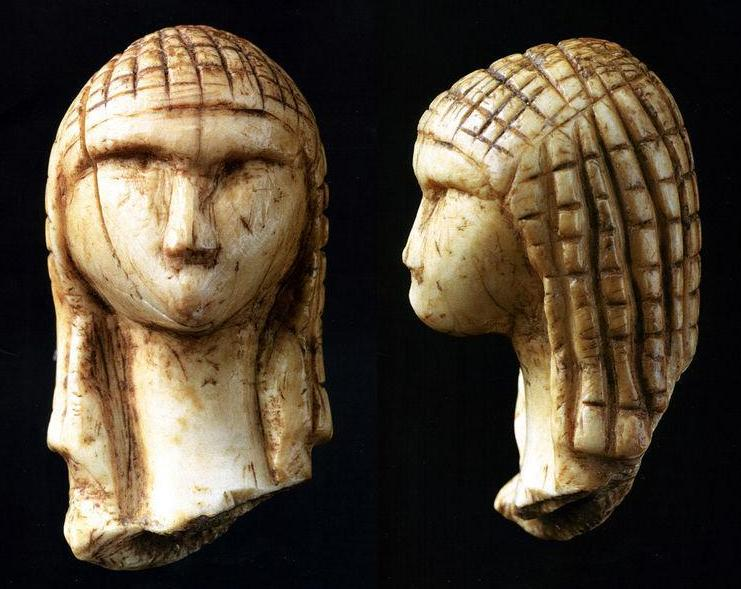
Venus van Brassempouy; voor- en zijaanzicht

De oudste menselijke figuur die tot nu toe werd gevonden is de Venus van Hohle Fels die ontdekt werd in 2008, in de Schwäbische Alb. Dit beeldje is waarschijnlijk minstens 37.000 jaar oud. Er zijn oudere Venusbeeldjes gevonden, namelijk de Venus van Berekhat Ram die 230.000 à 700.000 jaar oud zou zijn en gevonden werd op de Golanhoogten en de Venus van Tan-Tan, die tussen de 220.000 en 500.000 jaar oud zou zijn en gevonden werd in Marokko, maar de onderzoekers zijn het er niet over eens of het beeldjes zijn die op natuurlijke wijze hun vorm kregen of door mensen werden bewerkt of misschien het resultaat zijn van een combinatie van beide mogelijkheden. 
Een van de oudste objecten die tot nu toe werden teruggevonden is de Leeuwmens die in 1939 werd ontdekt in de Stadelgrotten van de Schwäbische Alb. Het beeldje dat dateert uit het begin van de Oude Steentijd is ca. 38.000 jaar oud en hoort tot het Aurignacien. Het is 29,5 cm hoog en werd gesneden uit de slagtand van een jonge mammoet. Het beeldje was verbrijzeld in meer dan 220 fragmenten en er werden drie reconstructies uitgevoerd om tot het huidige resultaat te komen. Over wat het beeldje precies voorstelde en de exacte ouderdom zijn de onderzoekers het nog steeds niet eens. In dezelfde regio, in de Vogelherdgrot, werden nog verschillende beeldjes ontdekt, onder meer een (intact) beeldje van een mammoet, ook ongeveer 33.000 jaar oud.
Ongeveer 10.000 jaar jonger is de Venus van Brassempouy die gevonden werd in de Grotte du Pape, Brassempouy (Aquitanië, Landes), Frankrijk. Van dit beeldje, eveneens uit het laatpaleolithicum, werd een fragment, het hoofd, teruggevonden. Het is een van de weinige beelden uit de prehistorie met een vrij gedetailleerde afbeelding van de gelaatskenmerken. Dit beeldfragment is onder te brengen in het gravettien.
Naast de beeldjes werd in de prehistorie ook de techniek van het graveren veelvuldig gebruikt. De techniek ontwikkelde zich waarschijnlijk later dan het beeldhouwwerk maar resulteerde in prachtige afbeeldingen van eigentijdse dieren zoals mammoets, rendieren, bizons, paarden, beren en de wolharige neushoorn. Prachtige voorbeelden hiervan werden gevonden in de Abri de la Madeleine in de Dordogne in Aquitanië, Frankrijk.

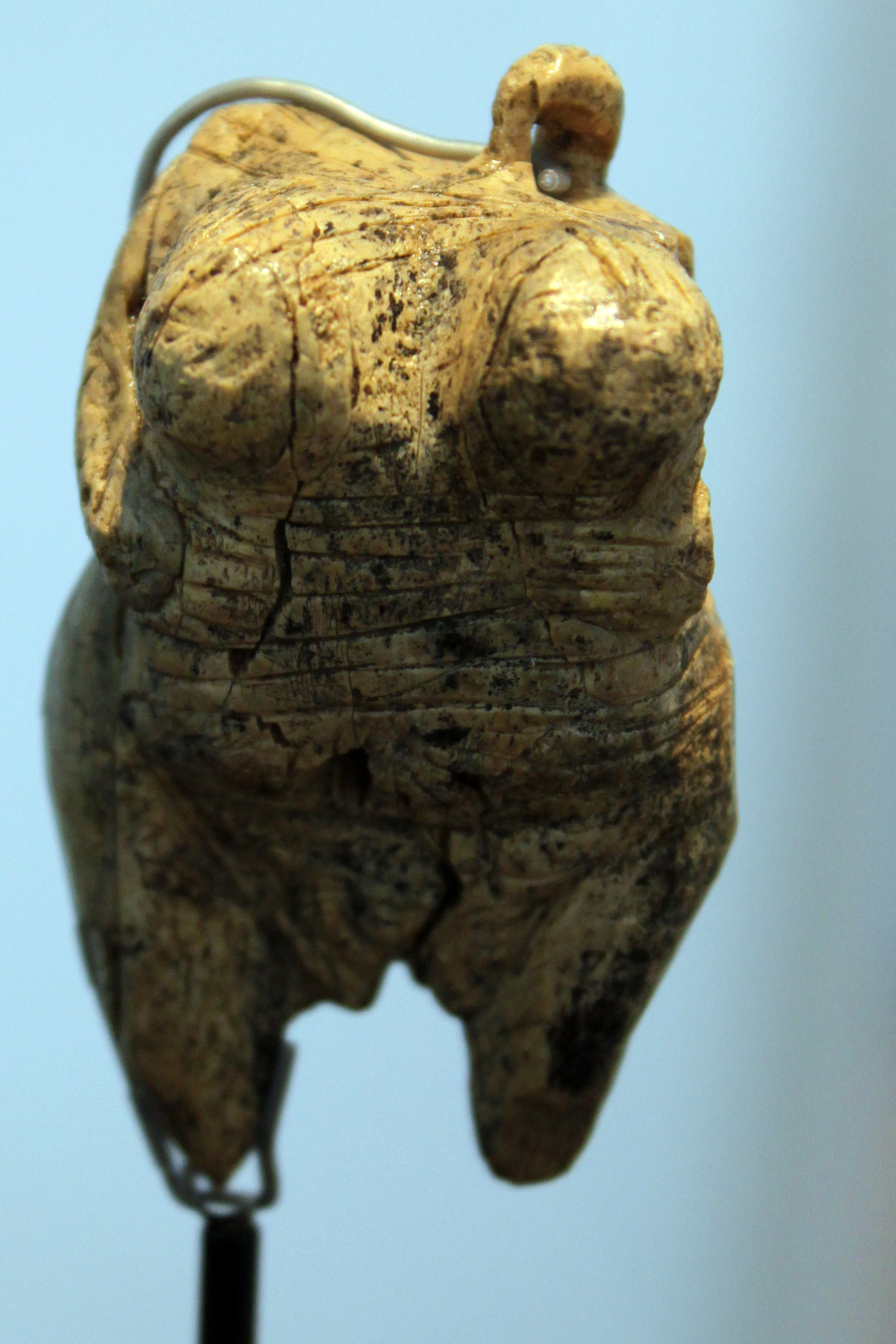
Venus van Hohlefels
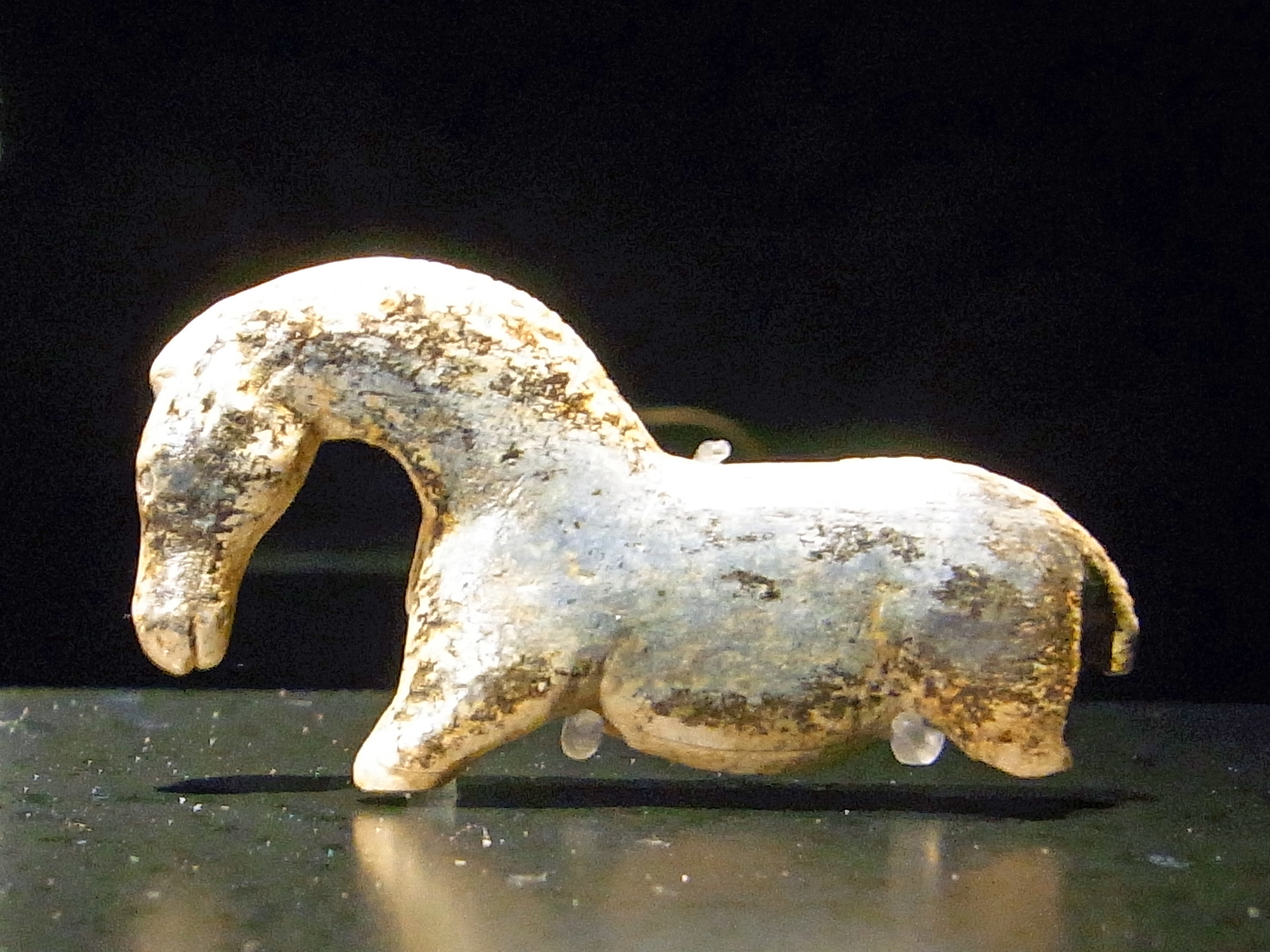
Wild paard uit de Vogelherdgrotten
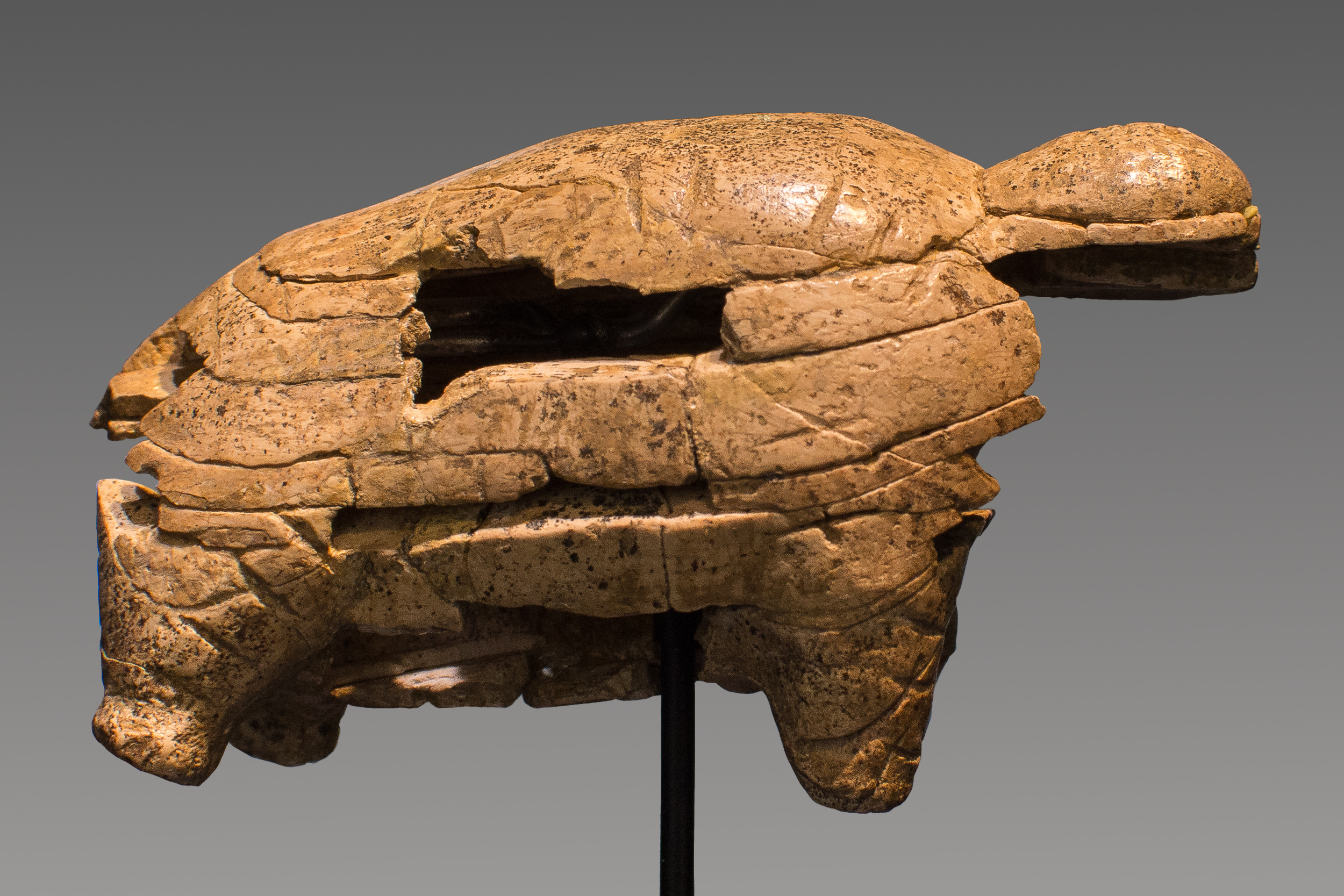
Mammoet uit de grotten van Geißenklösterle
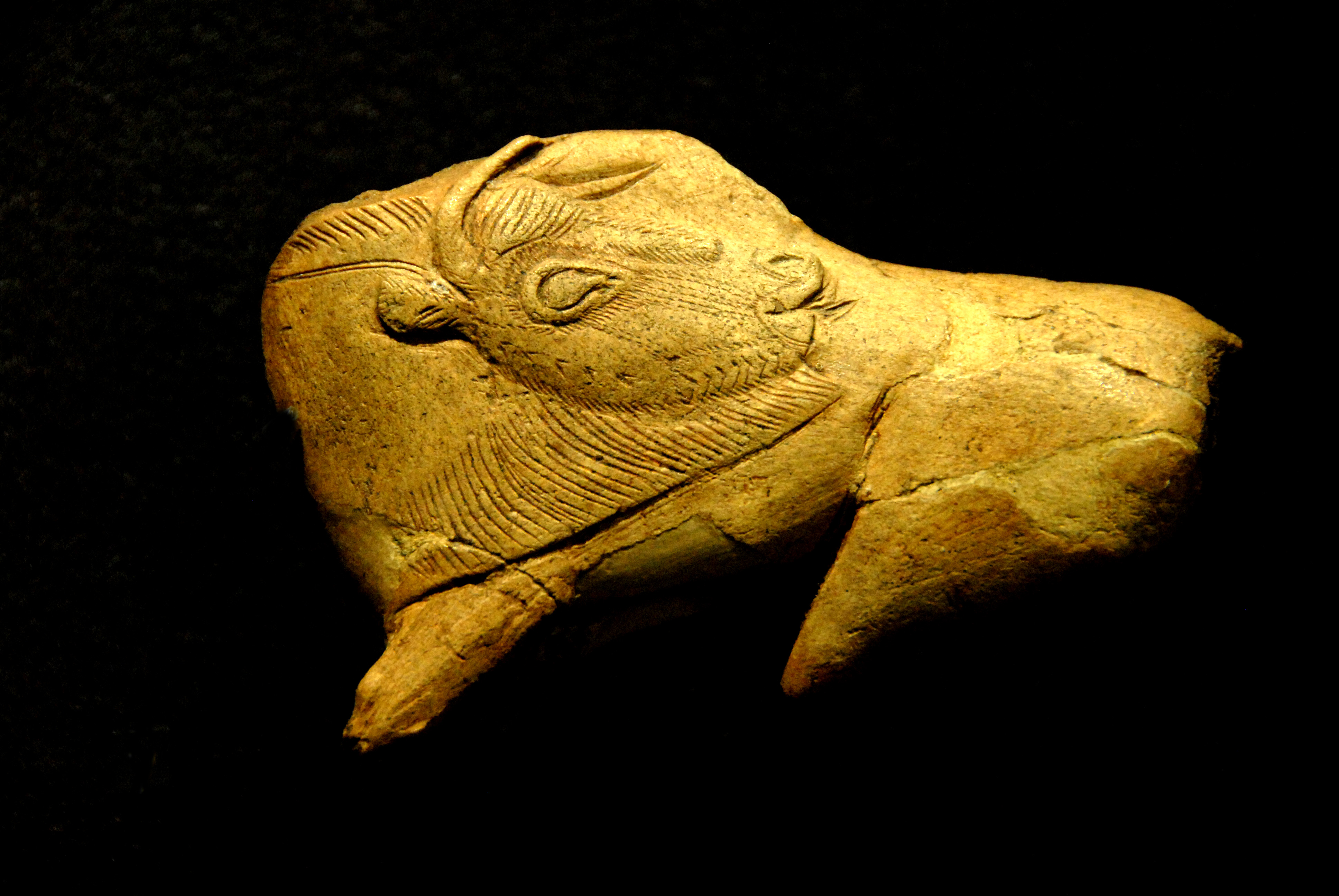
Steppenbison, uit de Abri de la Madeleine, 15.000 v. Chr.
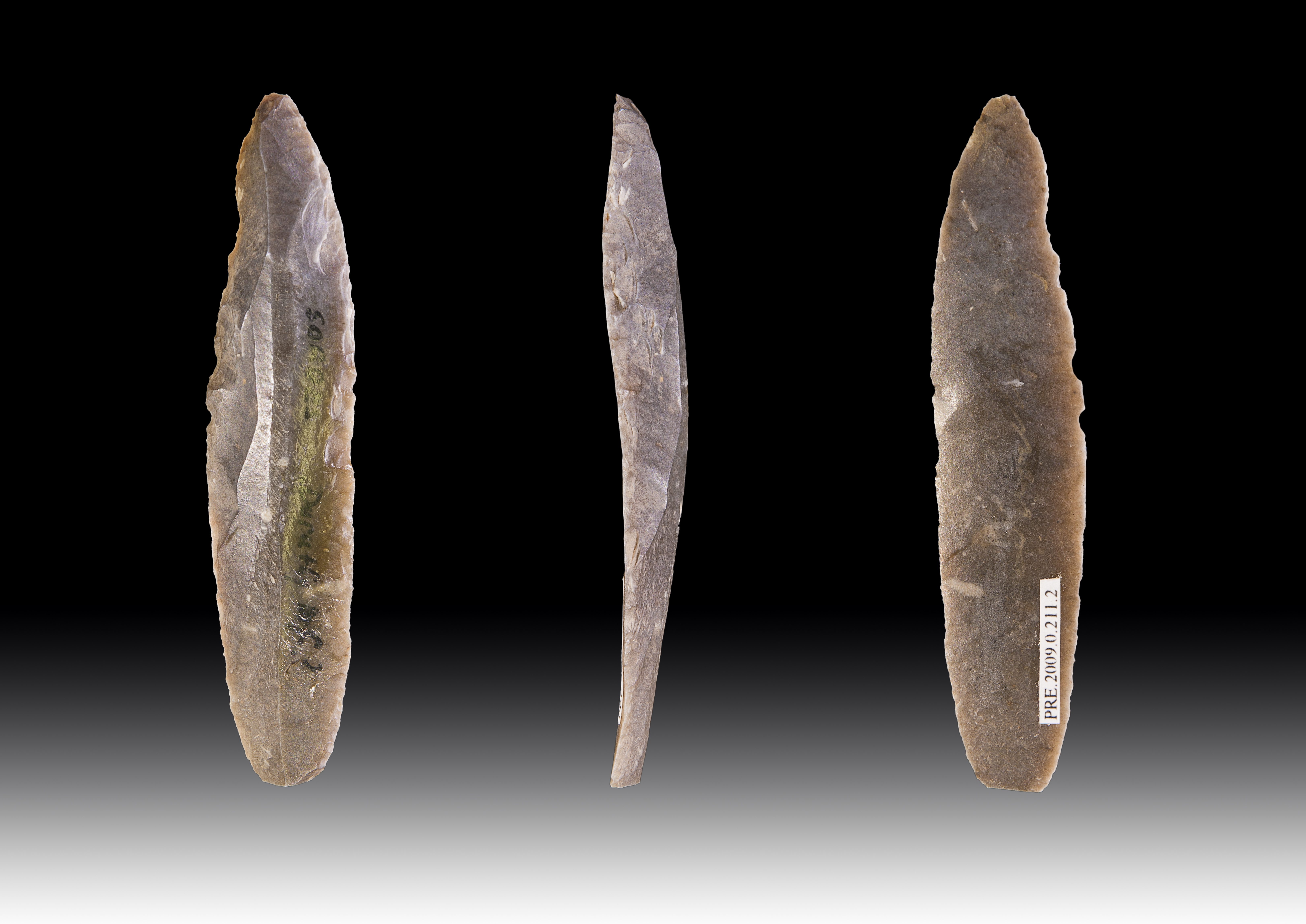
Vuurstenen messen gebruikt bij het ivoorsnijden

### Oudheid

#### Oude Egypte

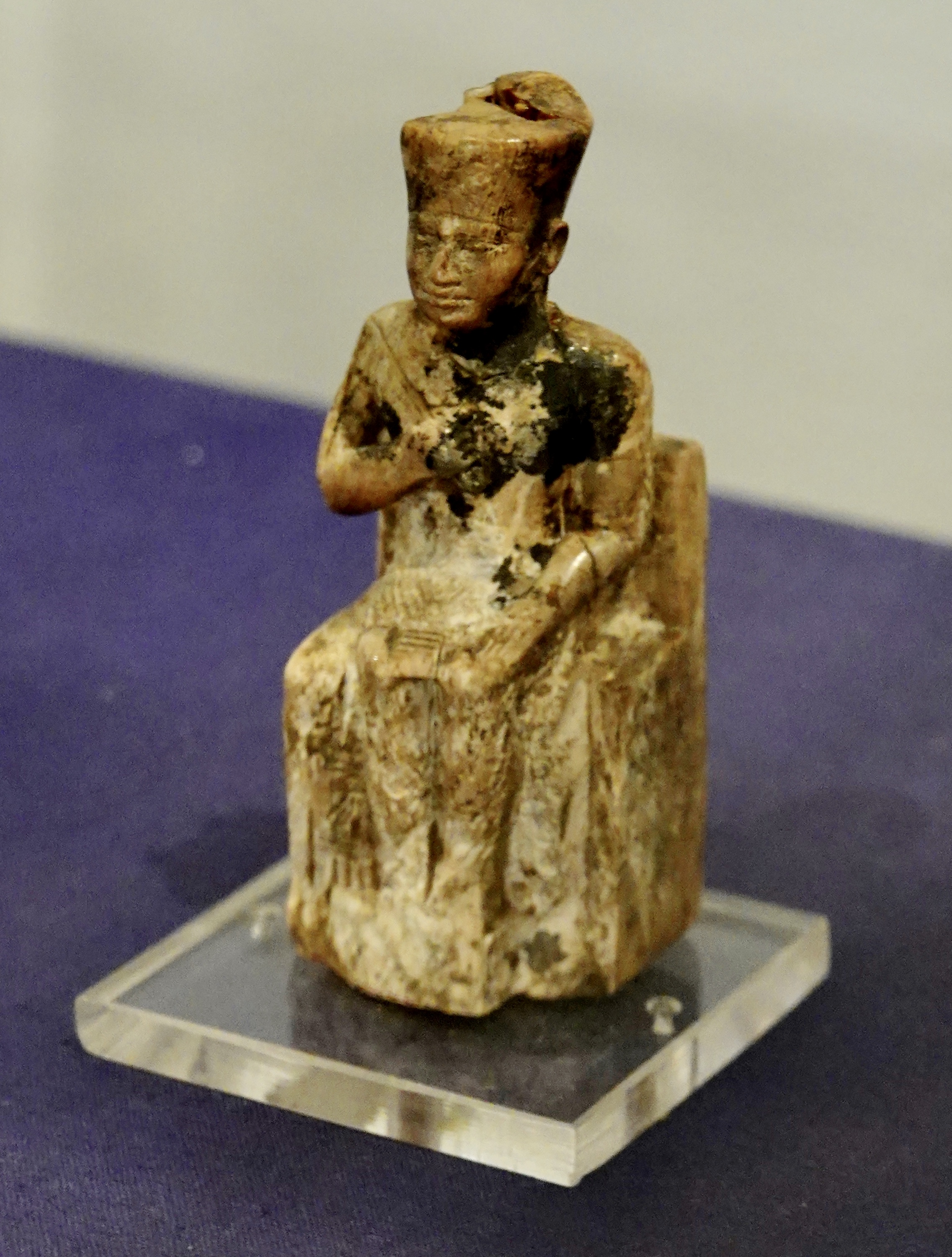
Ivoren beeldje van koning Khufu, Egyptisch museum, Cairo

Bewerkt ivoor van olifanten en nijlpaardtanden komen voor in de Egyptische sculptuur vanaf ca. 5500 v.Chr. in de Badaricultuur en  in de Naquada I periode van 4000 tot 3500 v.Chr. Zowel beeldjes als kammen, haarpinnen en amuletten werden op verschillende plaatsen teruggevonden. Onder de meest bekende vondsten horen twee beeldjes die gevonden werden bij Abydos, waarvan het ene een koning van de eerste dynastie voorstelt en het andere koning Choefoe, de tweede koning van de 4e dynastie, de man die de grote piramide bij Gizeh bouwde. Vondsten uit de vroeg-dynastieke periode tonen duidelijk dat de Egyptische ivoorsnijkunst al zeer vroeg beïnvloed werd door andere stijlen, onder meer door motieven uit Mesopotamië.
Omstreeks 3000 v.Chr. gingen de Egyptenaren over op het snijden in reliëf. Veel van het Egyptische werk is louter decoratief en bedoeld als versiering van luxe gebruiksvoorwerpen zoals handvatten en lijsten voor spiegels, lepels, kistjes en dergelijke meer. Ivoor werd ook veelvuldig gebruikt voor inlegwerk. Het ivoorsnijwerk van de Egyptenaren, vooral het reliëfwerk en het inlegwerk werd verder ontwikkeld in het Syrisch-Palestijnse gebied door de Kanaänieten, voornamelijk tussen 1600 en 1200 v.Chr., en tussen 900 en 300 v.Chr. door de Feniciërs, die deze kunstvoorwerpen via hun handelsroutes over het ganse Middellandse Zeegebied verspreidden. Het werk van de Kanaänieten werd ook beïnvloed door voorbeelden uit Mesopotamië,

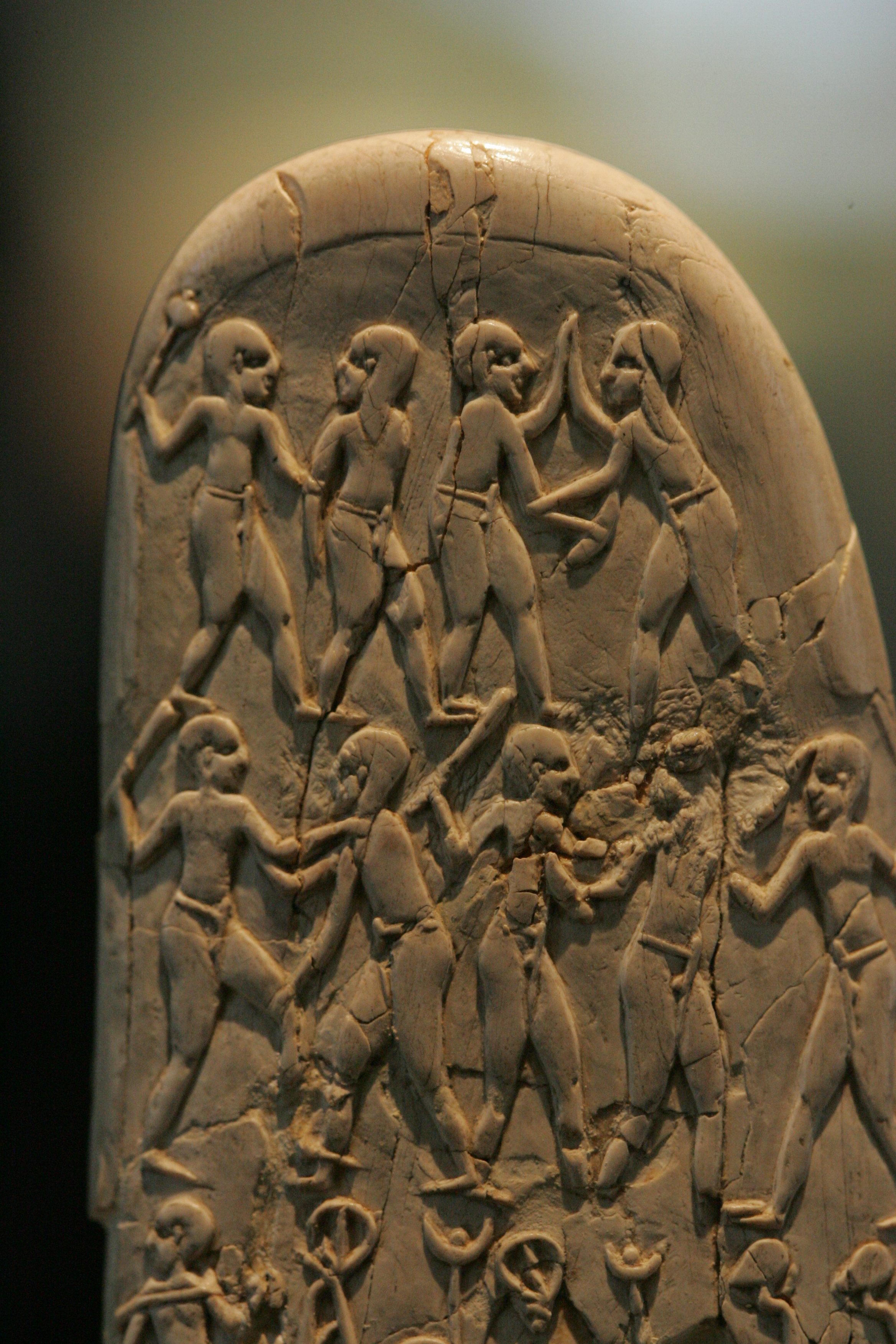
Greep van een pronkmes(Mes van Gebel el-Arak) uit nijlpaardenivoor, (Naqadacultuur), ca. 3200 v.Chr.
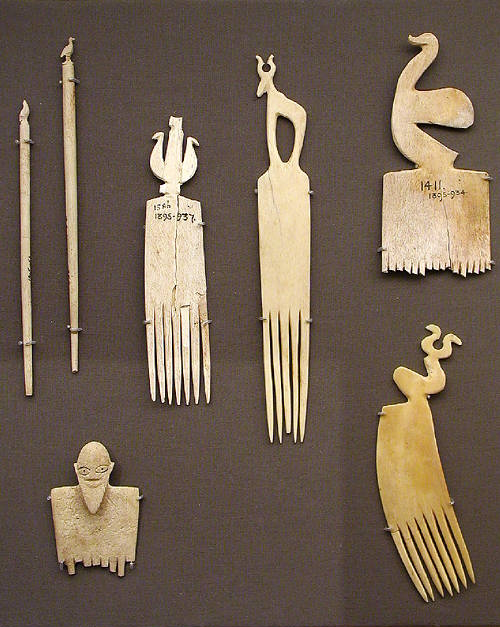
Kammen en naalden uit de Naqadacultuur
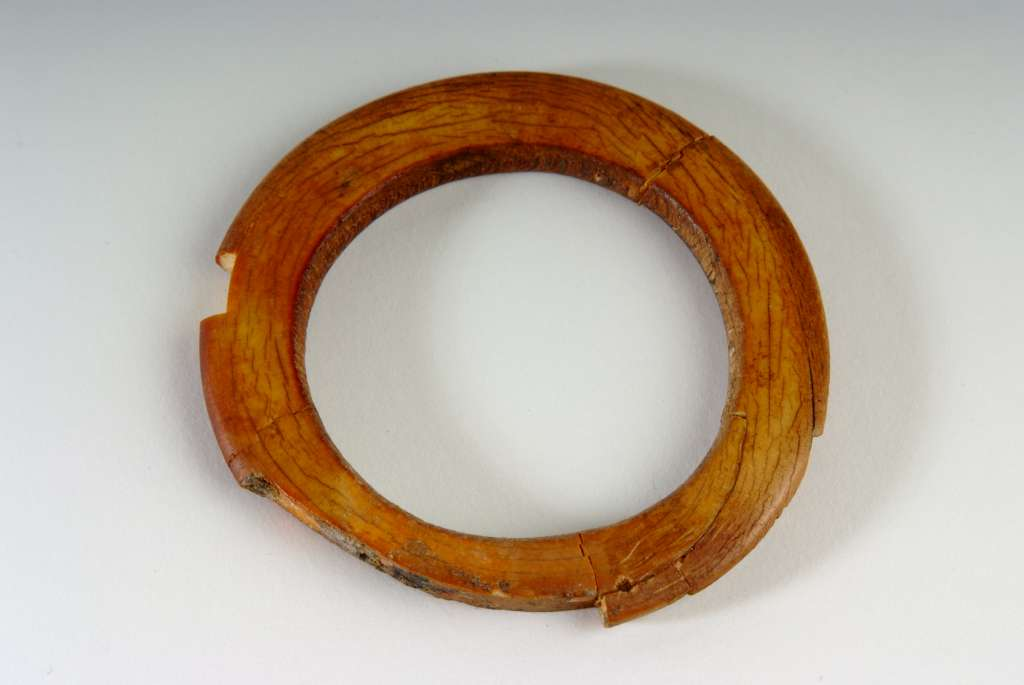
Ivoren armband ca. 3000-2000 v.Chr.
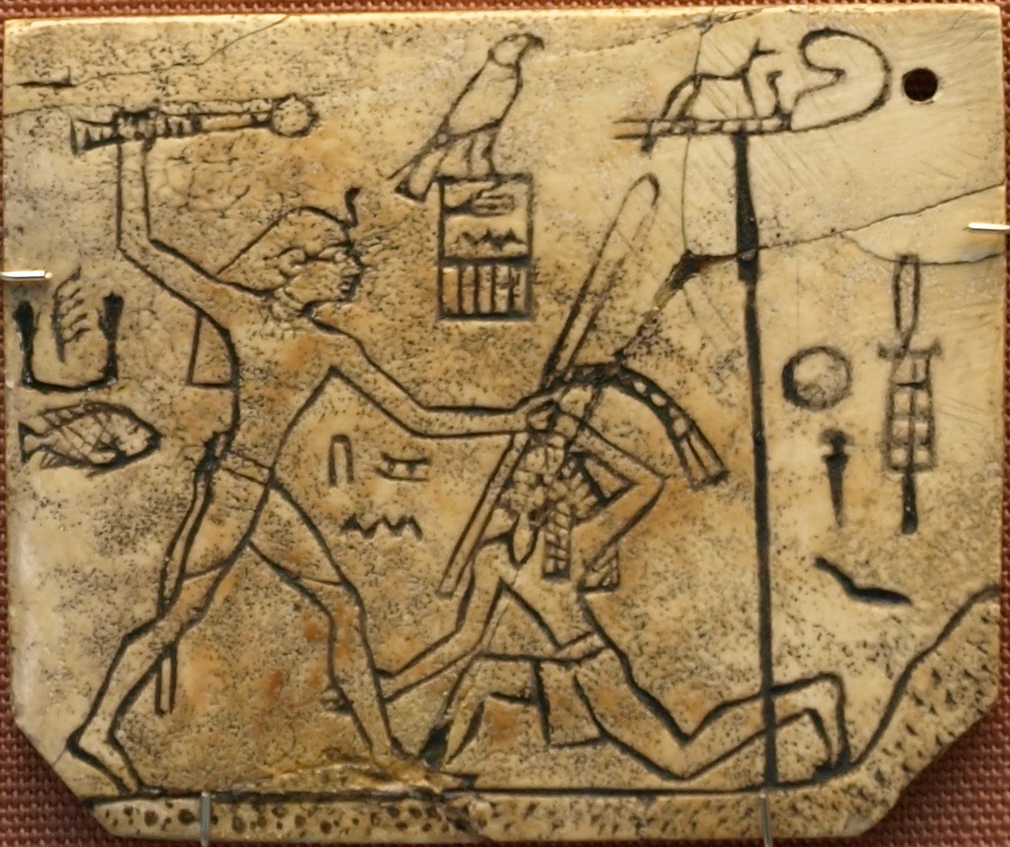
Voorstelling met farao Den, 1.e Dynastie, ca. 3000 v.Chr.
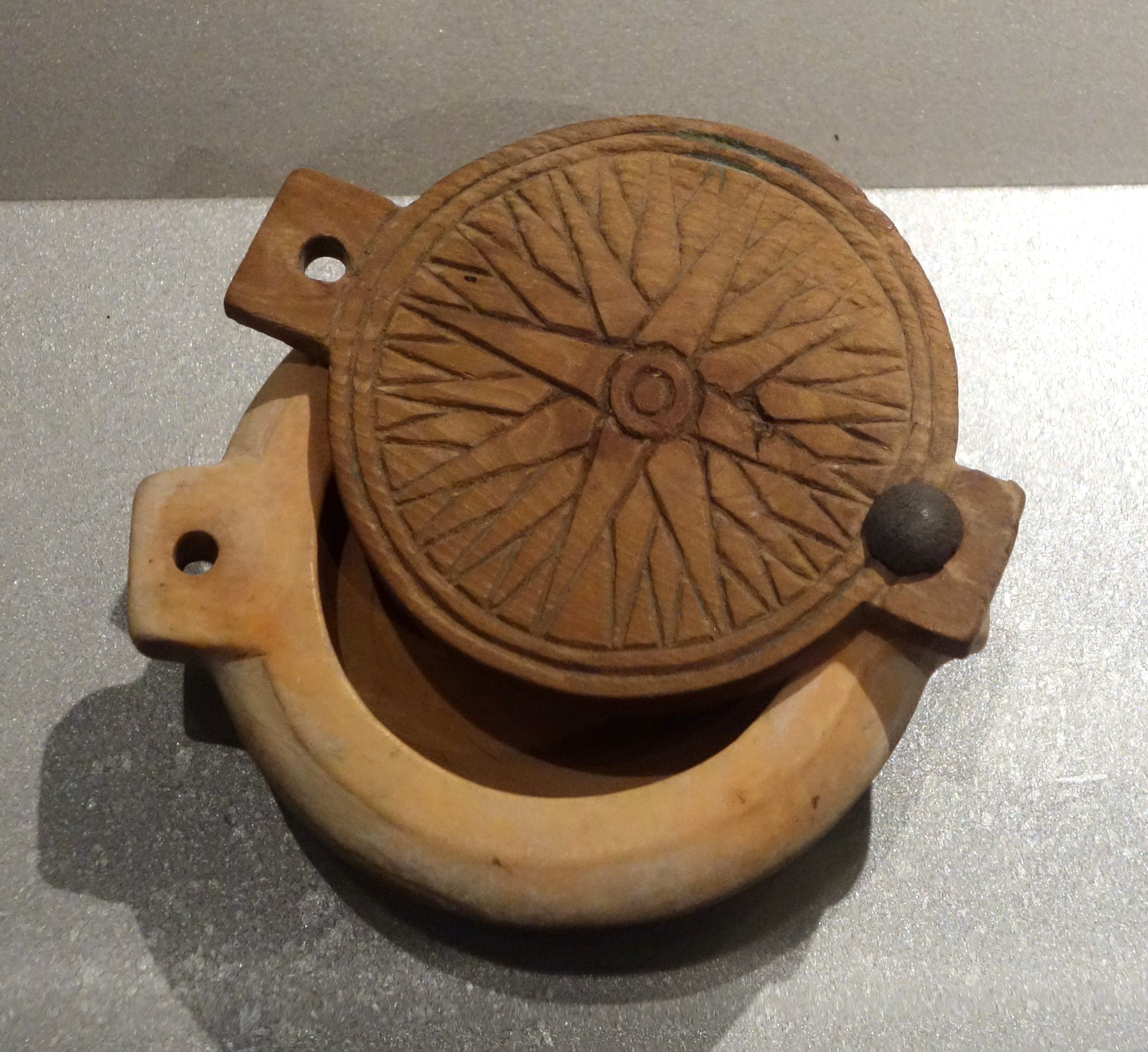
Cosmeticadoosje ca. 1539-1292 v.Chr
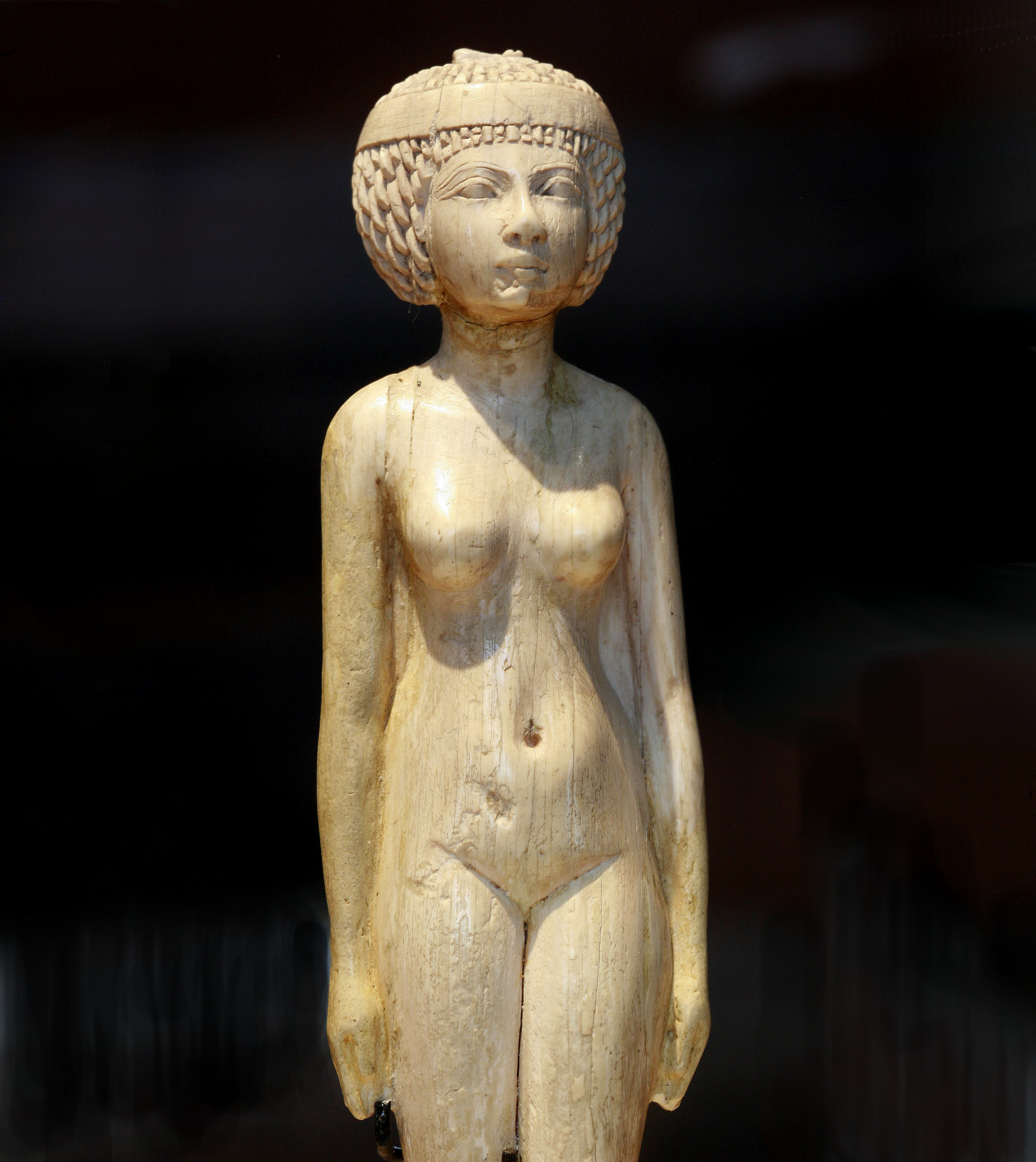
Vrouwenbeeldje uit de derde tussenperiode van het oude Egypte (ca. 1070 - 712 v.Chr.)

#### Oude Griekenland

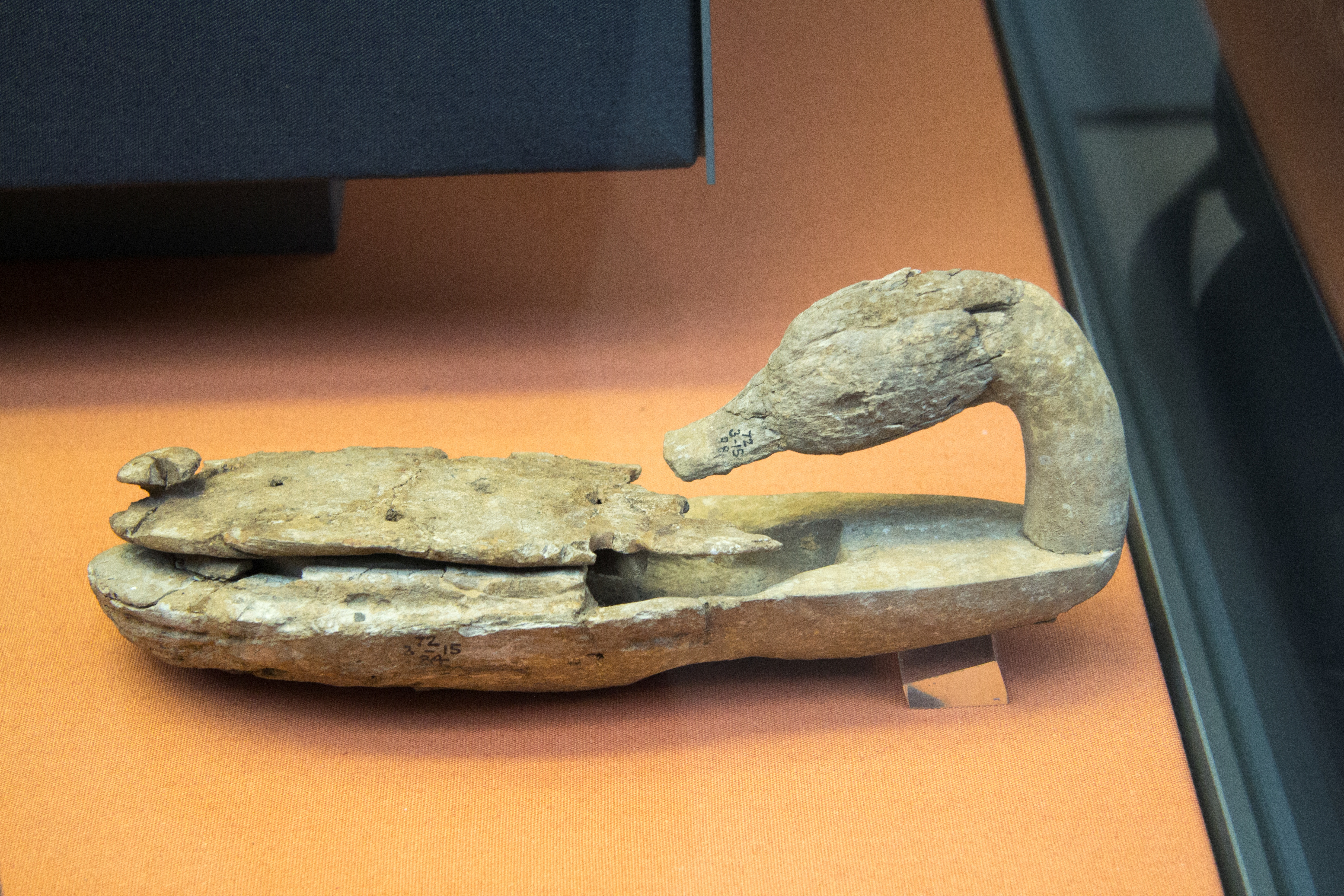
Ivoren cosmeticadoosje in de vorm van een eend (1375-1380 v.Chr.).

Bij het vroegste Aegeïsche ivoorsnijwerk dat bewaard is gebleven horen de kleine figuurtjes van acrobaten die gevonden werden in het Minoïsche paleis in Knossos op Kreta en die dateren van ca. de 16e eeuw v.Chr. Uit de periode van de Myceense beschaving (ca. 1600 - 1100 v.Chr.) kent men talrijke sites waar ivoorsnijwerk gevonden werd, van Megiddo in Palestina en Ras Shamra in Noord-Syrië over Cyprus en Rhodos tot in Delos, Mycene en Attica. Deze sites markeren waarschijnlijk de route waarlangs de ivoorbewerkers van oost naar west trokken. Het werk toont duidelijk oosterse invloeden en het ivoor kwam van Afrika of Azië. Het is dus duidelijk dat de betrokken ambachtslui niet uit Griekenland zelf kwamen. Uit de Myceense periode kennen we vooral gebruiksartikelen zoals kammen, spiegels, doosjes voor juwelen en toiletartikels en kleine beeldjes. De ambachtslui, Kanaänieten of Feniciërs, vestigden zich in de steden langs hun route als Metoiken.
Tussen de Myceense periode en de 9e eeuw v.Chr. is er een periode waaruit weinig werk is overgeleverd. Vanaf de 9e eeuw v.Chr. wordt de ivoorsnijkunst terug actief en volgens Barnett waren er drie belangrijke scholen die de ivoorsnijkunst in Griekenland hebben beïnvloed namelijk die van Noord-Syrië, Fenicië en Anatolië. De eerste twee kwamen via Rhodos en Kreta naar Samos en mogelijk naar Sparta en Athene. De Anatolische school kwam via Phrygië en Lydië naar Ionië en Korinthe, waar deze stroming in contact kwam met de beide andere.
Vanaf de 6e eeuw v.Chr. werd in Griekenland gebruik gemaakt van ivoor bij de realisatie van chryselefantien beeldhouwwerk voor monumentale cultusbeelden. Ook dit type beeldhouwwerk waar de lichaamsdelen uit ivoor en de kleding uit goud of andere edelmetalen werd gemaakt, kennen we al uit het oude Egypte en het vond via Mesopotamië en Kreta zijn weg naar Griekenland en het westen. Het oudste gekende voorbeeld is de Palaikastro Kourus (1480 - 1425 v.Chr.) die opgegraven werd in een heiligdom van een Minoïsche nederzetting bij Roussolakkos op Kreta. Bekende voorbeelden hiervan zijnde kolossale beelden die door Phidias werden gemaakt: een beeld van Athena Promachos voor de Akropolis van Athene en een beeld van Zeus voor zijn tempel in Olympia. Geen van beide beelden is bewaard gebleven, maar we kennen ze vandaag uit de beschrijvingen van Pausanias (ca. 115-180).

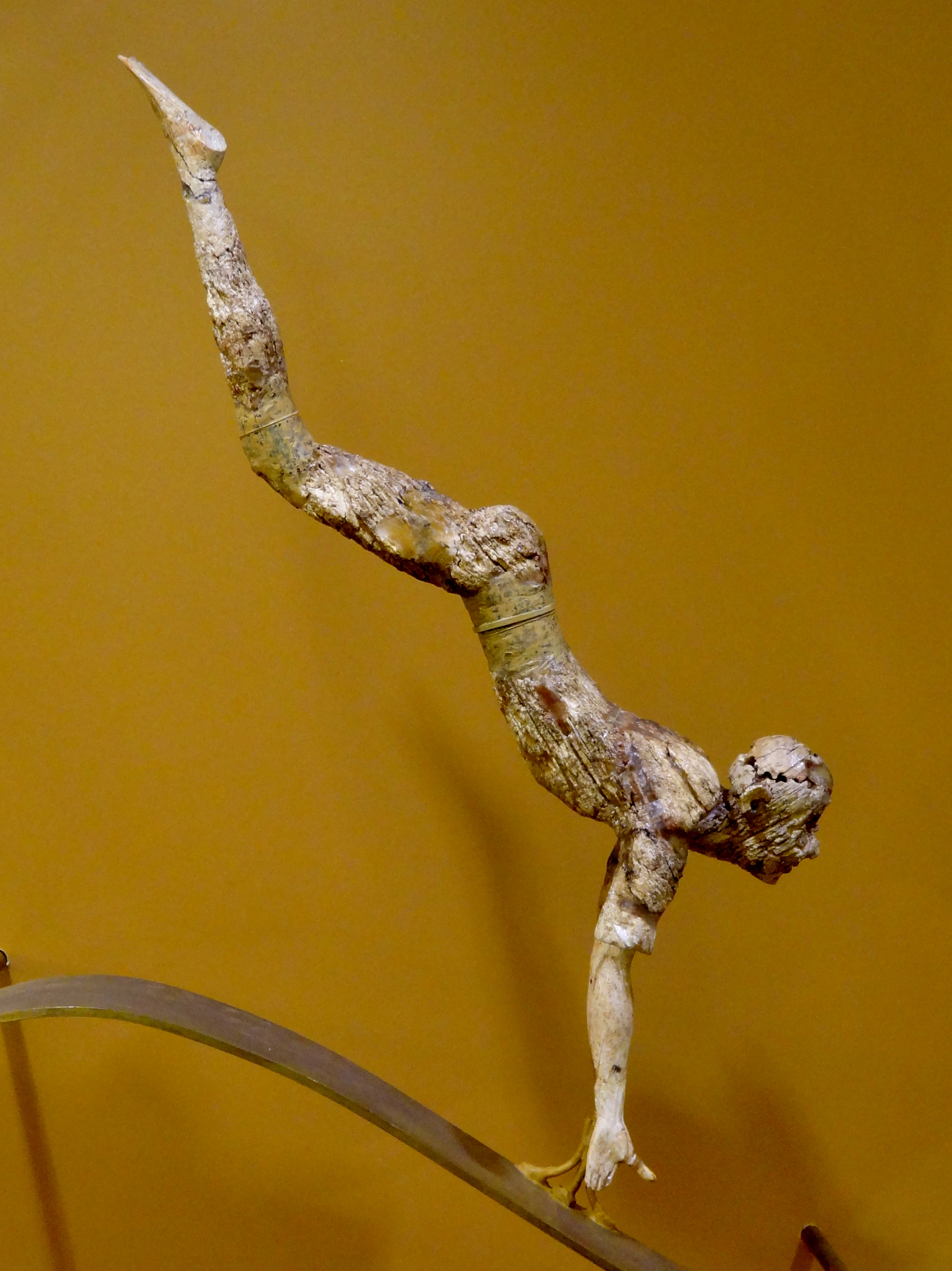
Minoïsche stierspringer", 15e eeuw v.Chr.
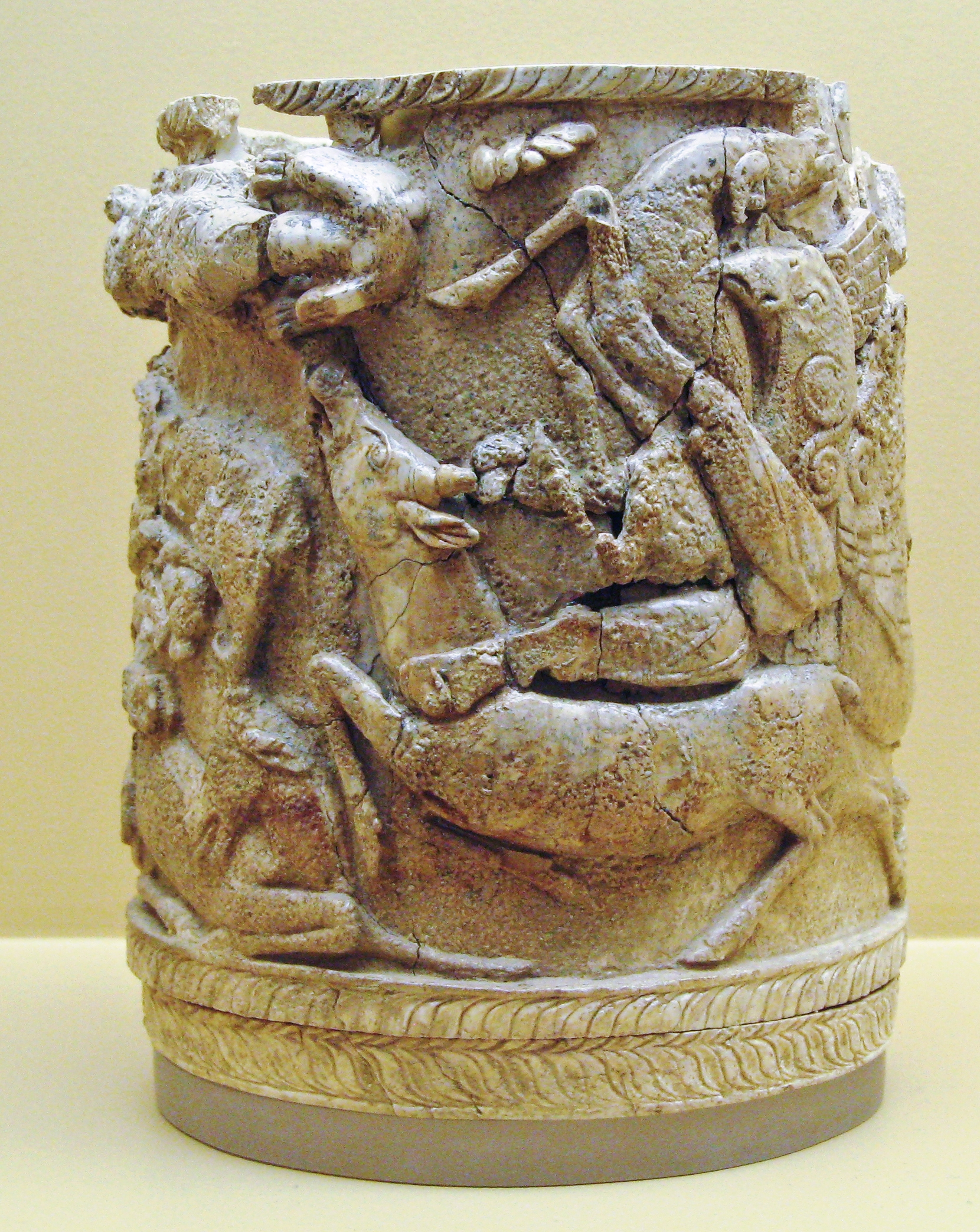
Pyxis met griffioen die een hert aanvalt, late 15e eeuw v.Chr.
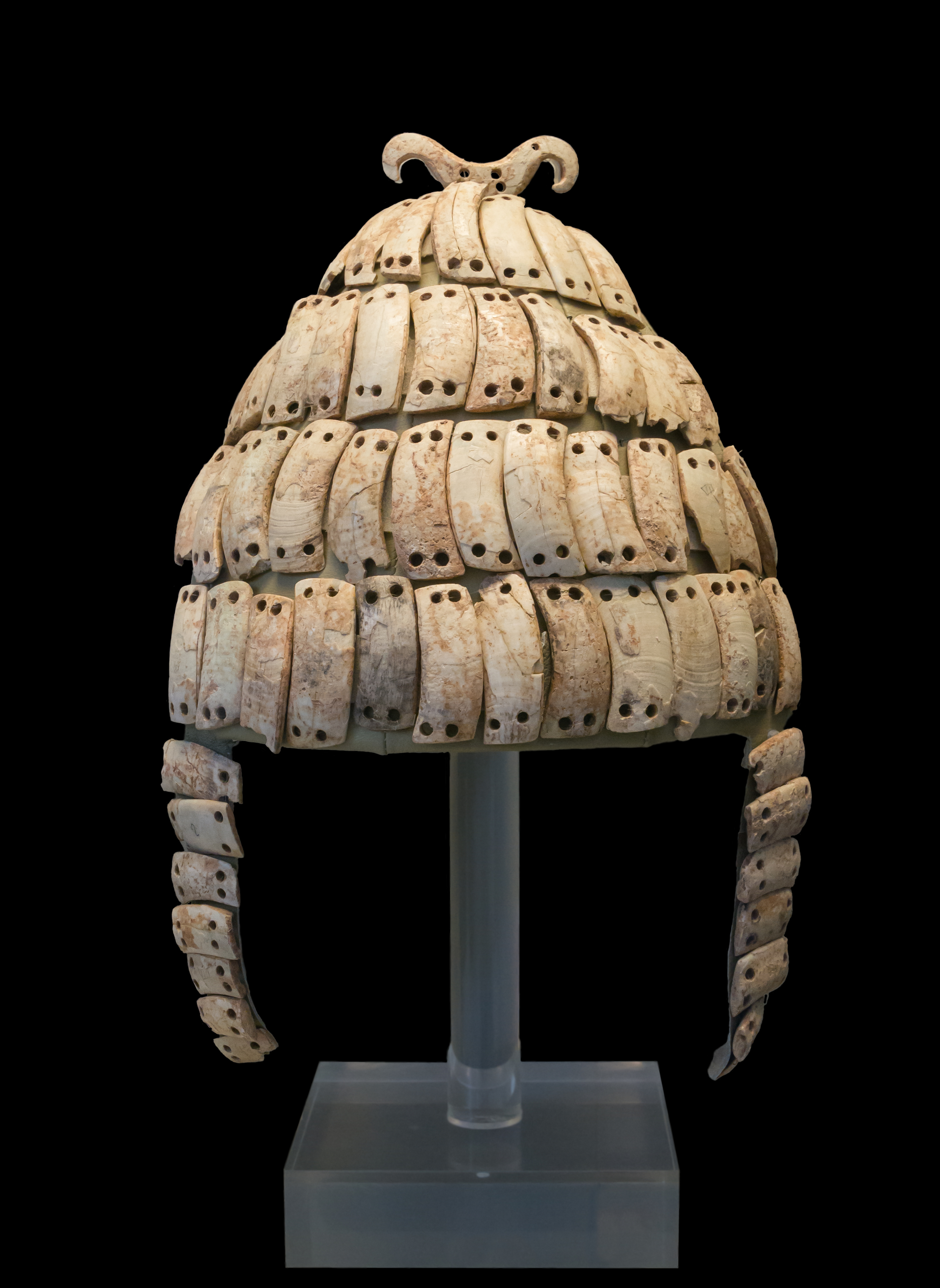
Helm, Mycene, 14e - 13e eeuw v.Chr.
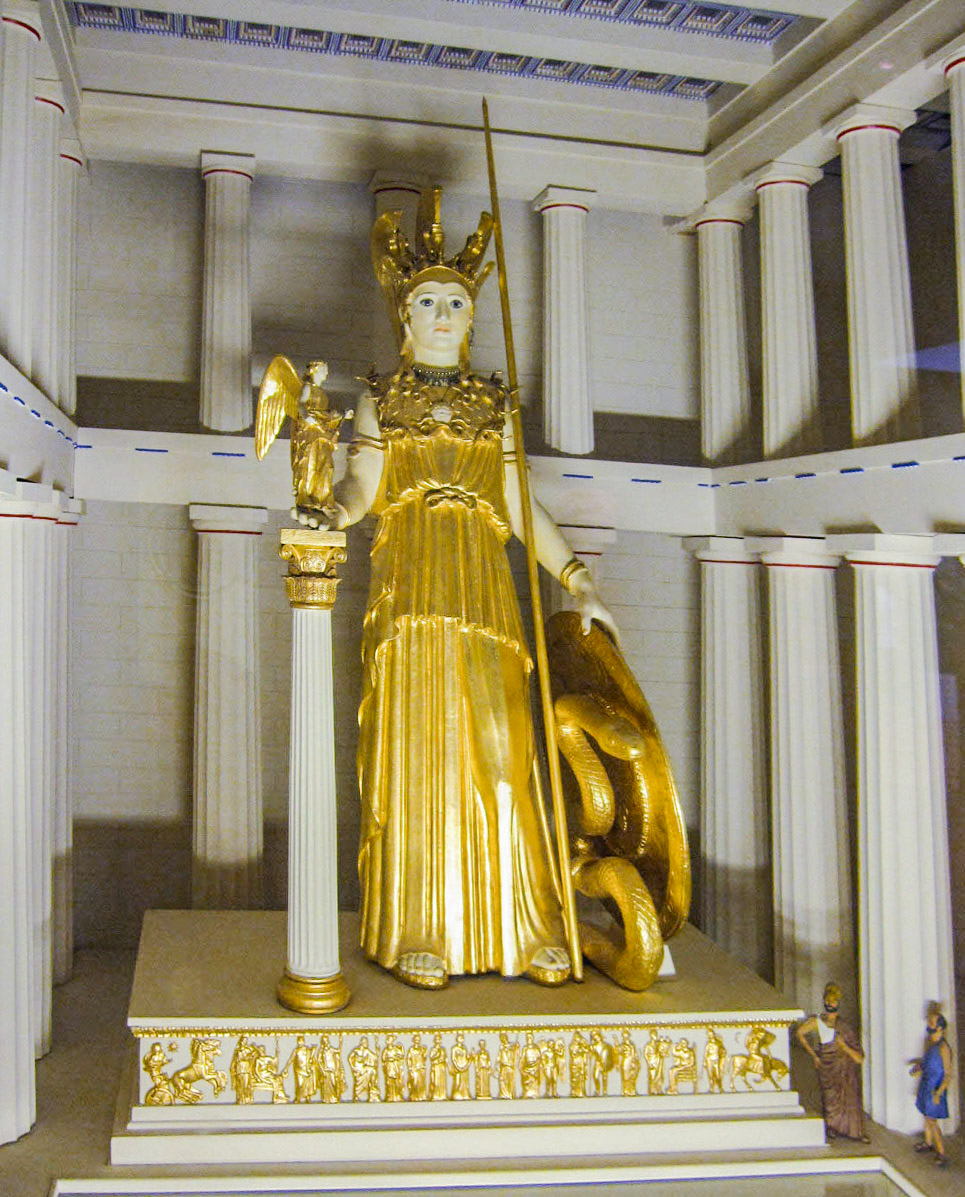
Schaalmodel van de Athena Promachos, Royal Ontario Museum
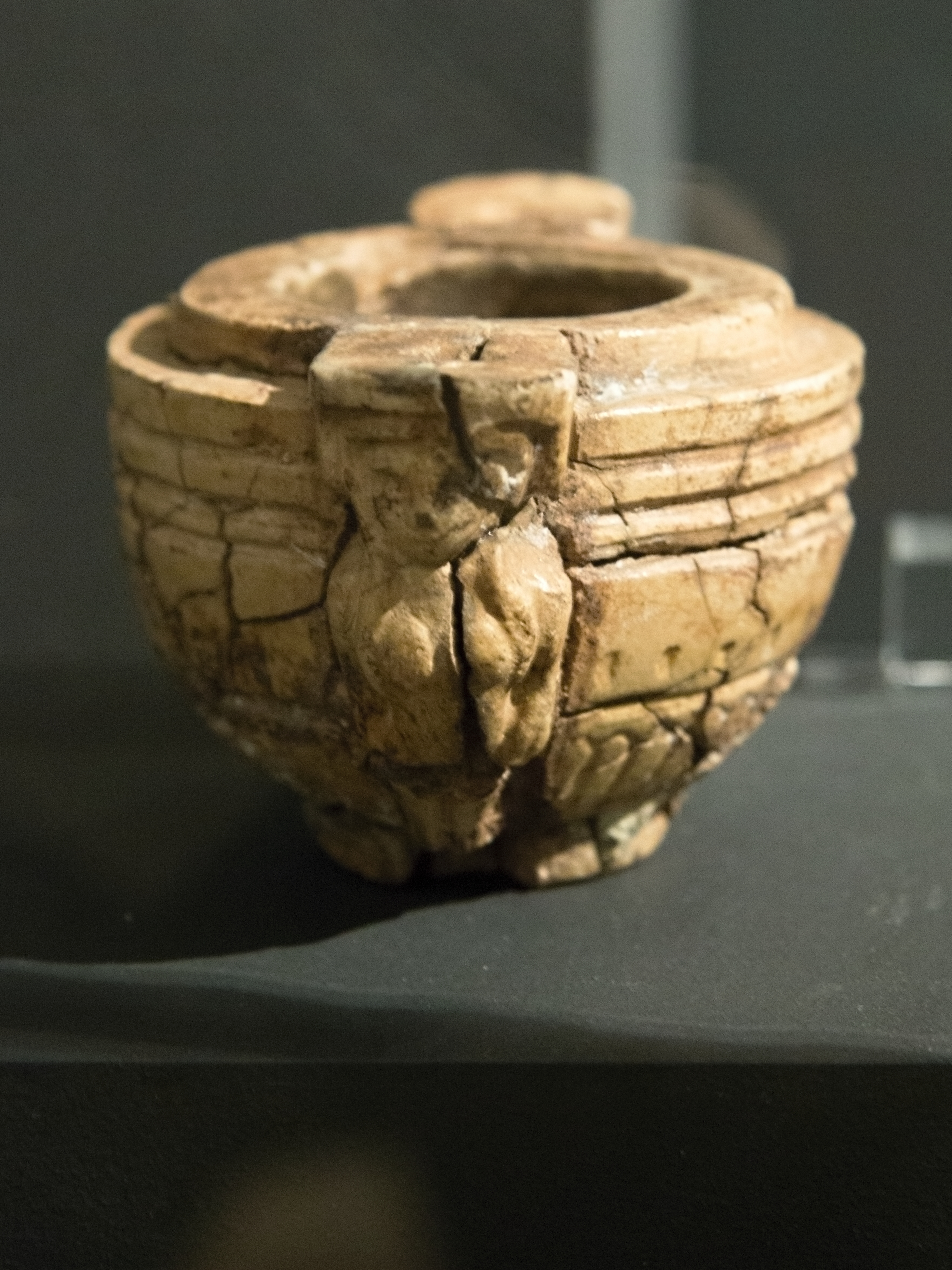
Ivoren pyxis, 7e eeuw v.Chr.

#### Oude Rome

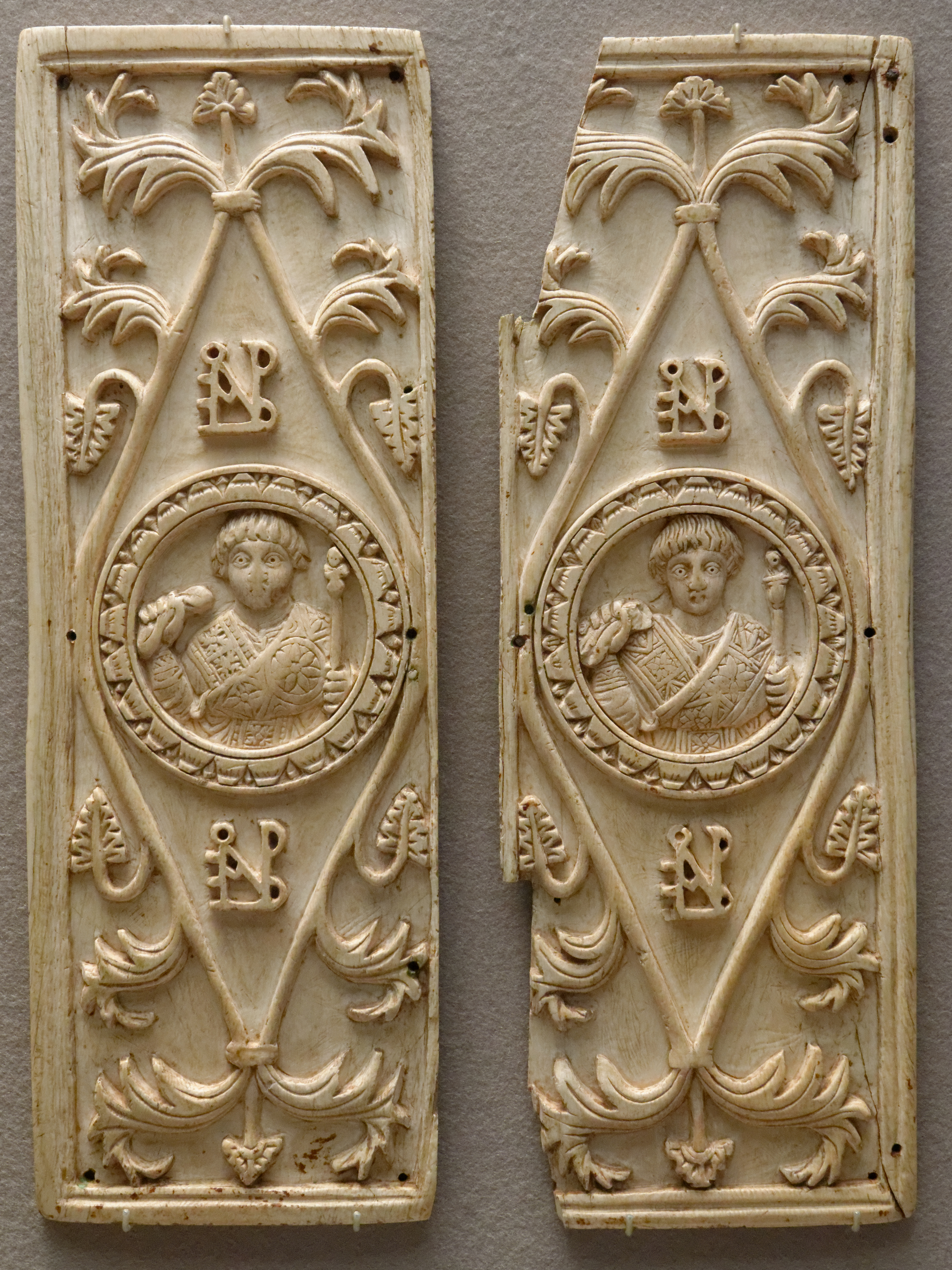
Areolbindus diptiek, 506, Louvre

Een van de belangrijkste vondsten van ivoorsnijwerk werd gedaan tijdens de opgravingen op de oostzijde van de Palatijn in Rome die begonnen in 1989. Er werden meer dan 1500 objecten in been en ivoor gevonden tijdens de vijf seizoenen van de opgravingen. Het materiaal is afkomstig uit een brede periode van de eerste tot minstens de zesde eeuw. Bijzonder interessant is dat de vondsten afkomstig zijn uit opeenvolgende stratigrafische lagen die vrij nauwkeurig kunnen gedateerd worden aan de hand van het aardewerk gevonden in dezelfde lagen. Bij voortgezette opgravingen werden nog een groot aantal objecten gevonden die kunnen gedateerd worden tussen de late derde en de zesde eeuw. Bij de vondsten zijn er tabletten met reliëfsnijwerk of intaglio, kleine doosjes (pyxides), pinnen met een versierde knop, lepels, naalden, handvatten, juwelen, spelstukken, speelgoed (poppen) en dobbelstenen. Er werd ook een belangrijk deel bewerkingsafval gevonden dat een inzicht gaf in de gebruikte technieken maar voornamelijk bewijst dat de been- en ivoorbewerking een lokale activiteit was van de late eerste eeuw tot de zesde eeuw.
Naast dit recent gevonden materiaal was Rome bekend voor zijn diptieken, een typisch Romeins product. Deze consulaire diptieken ontstonden in het laatste kwart van de vierde eeuw en werden door leden van de Romeinse elite gebruikt om een benoeming in een belangrijke functie te gedenken.  Ze bestonden uit twee rijkelijk gegraveerde paneeltjes, door scharnieren aan elkaar bevestigt. De oudste diptiek die met zekerheid kan gedateerd worden is die van Ancius Probus, consul in 406, maar er zijn verschillende andere diptieken bekend die op stilistische en historische basis in de late vierde eeuw kunnen geplaatst worden. De diptieken zouden hun oorsprong vinden in de benoemingsbrieven of codicillen die door de keizer op een wassen schrijftablet in diptiekvorm aan de betrokkene werden overgemaakt. De meeste diptieken dateren uit de 5e en 6e eeuw en werden gemaakt door consuls. Ze werden dan ook mettertijd consulaire diptieken genoemd, hoewel ze origineel ook voor andere functies werden gebruikt. Origineel werden ze gemaakt door elke magistraat die spelen organiseerde. Uit een brief van Symmachus aan zijn goede vriend Virius Nicomachus Flavianus, weten we dat zijn zoon een ivoren diptiek en een zilveren kom schonk aan zijn relaties bij het einde van de spelen die hij had georganiseerd als kandidaat quaestor.
Algemeen werd aangenomen dat deze gewoonte ontstond in Rome en later werd overgenomen in het Oost-Romeinse rijk, maar in recent onderzoek formuleerde Alan Cameron de hypothese dat het waarschijnlijk net omgekeerd was. Hij baseerde zich daarbij onder meer op wetgeving uitgevaardigd door Theodosius I in 384 aan de senaat van Constantinopel, waarbij de schenking van ivoren diptieken werd beperkt.

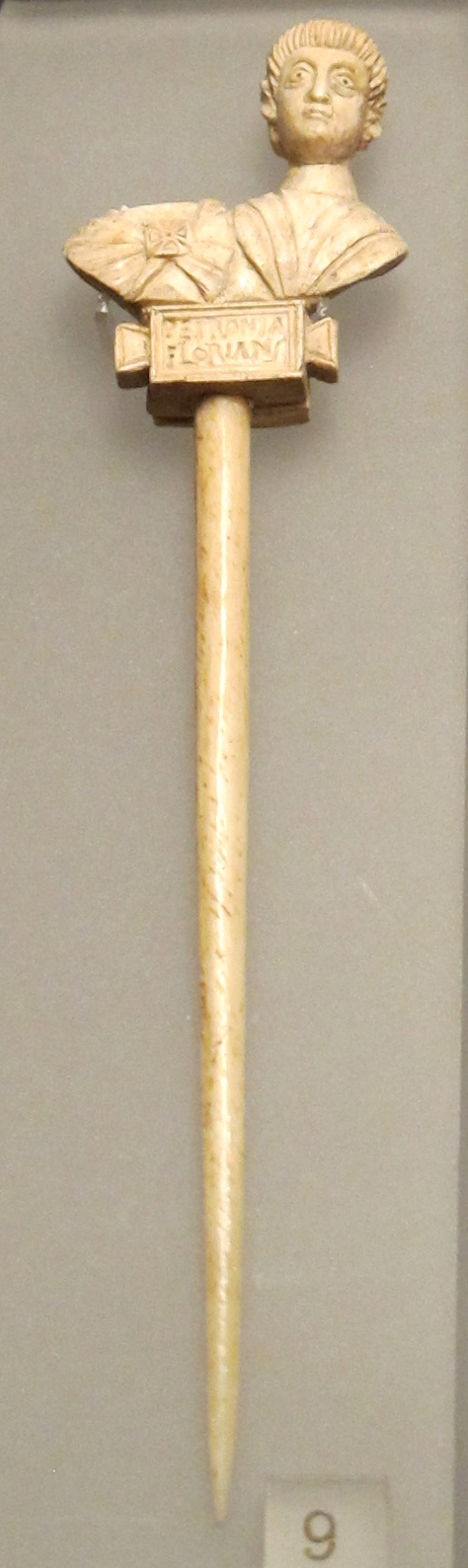
Haarspeld in been, ca. 350-400
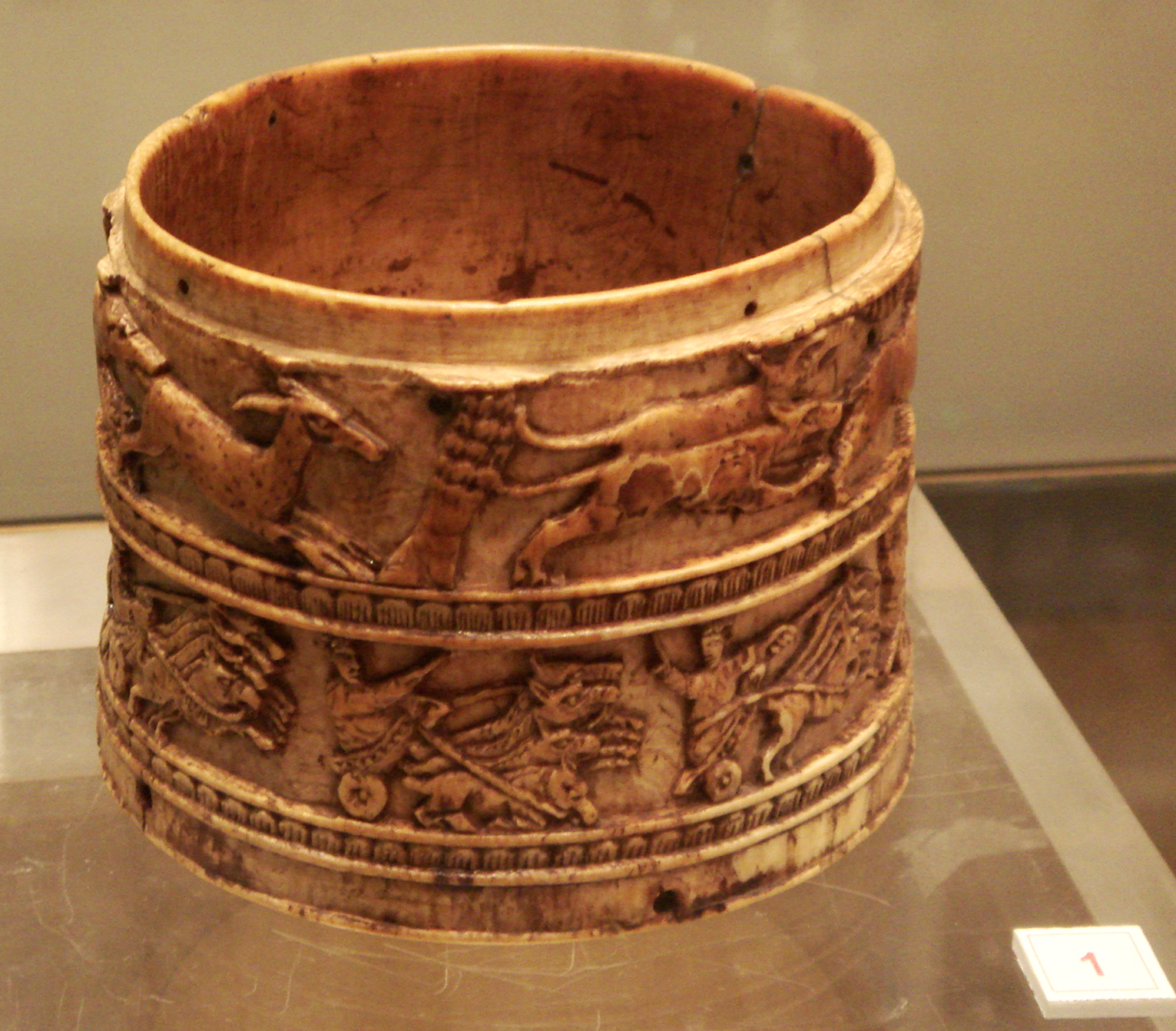
Pyxis met scènes van de jacht en de wagenrennen, 4e à 5e eeuw
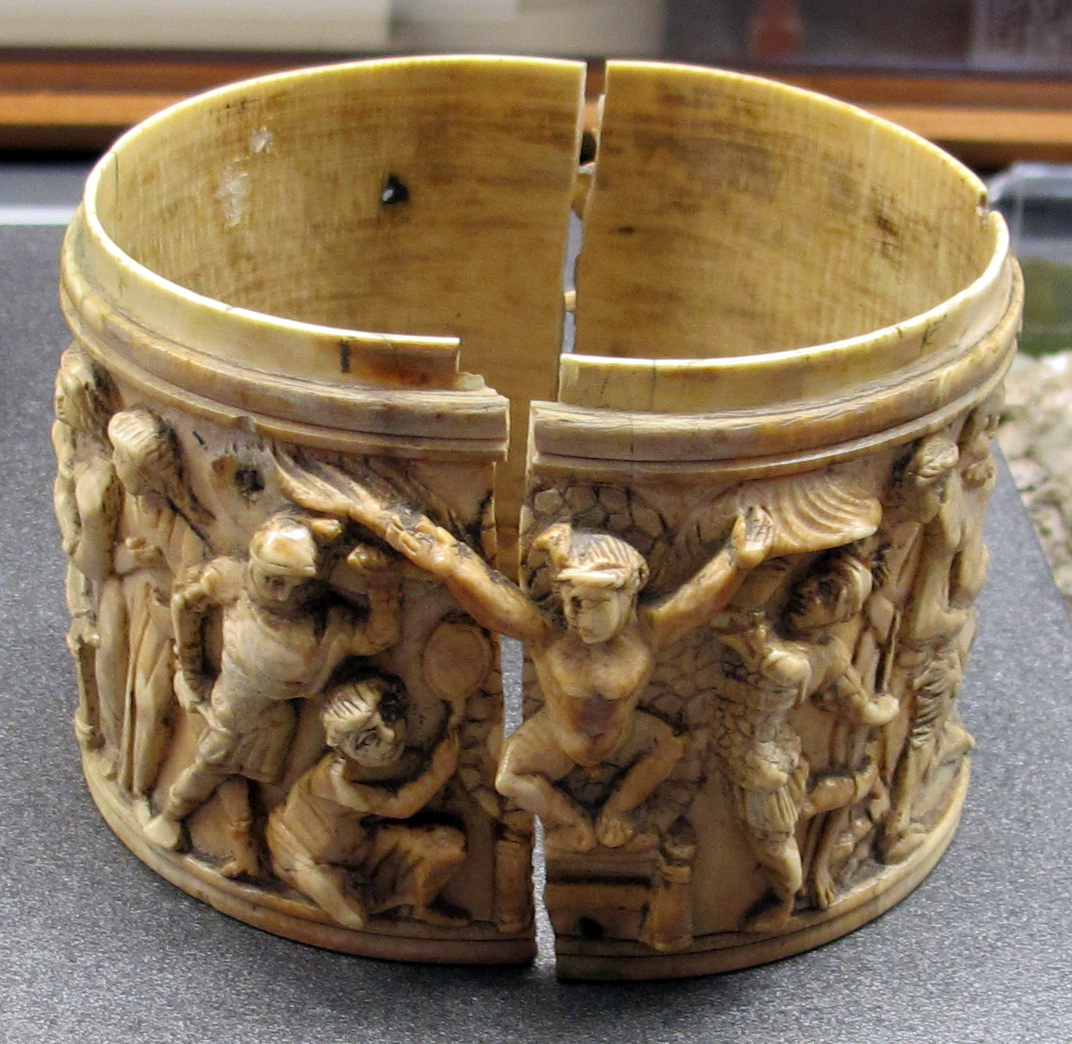
Pyxis met geboorte en jeugd van Dyonisos, 5e eeuw
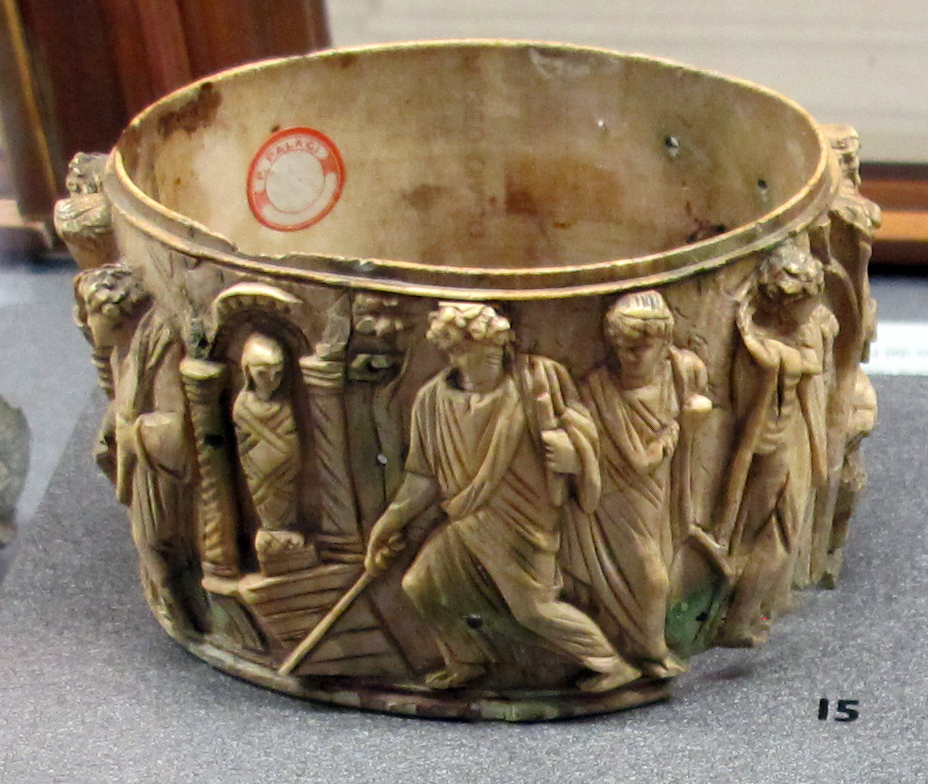
Pyxis met scènes uit het Oude en Nieuwe Testament, 5e eeuw
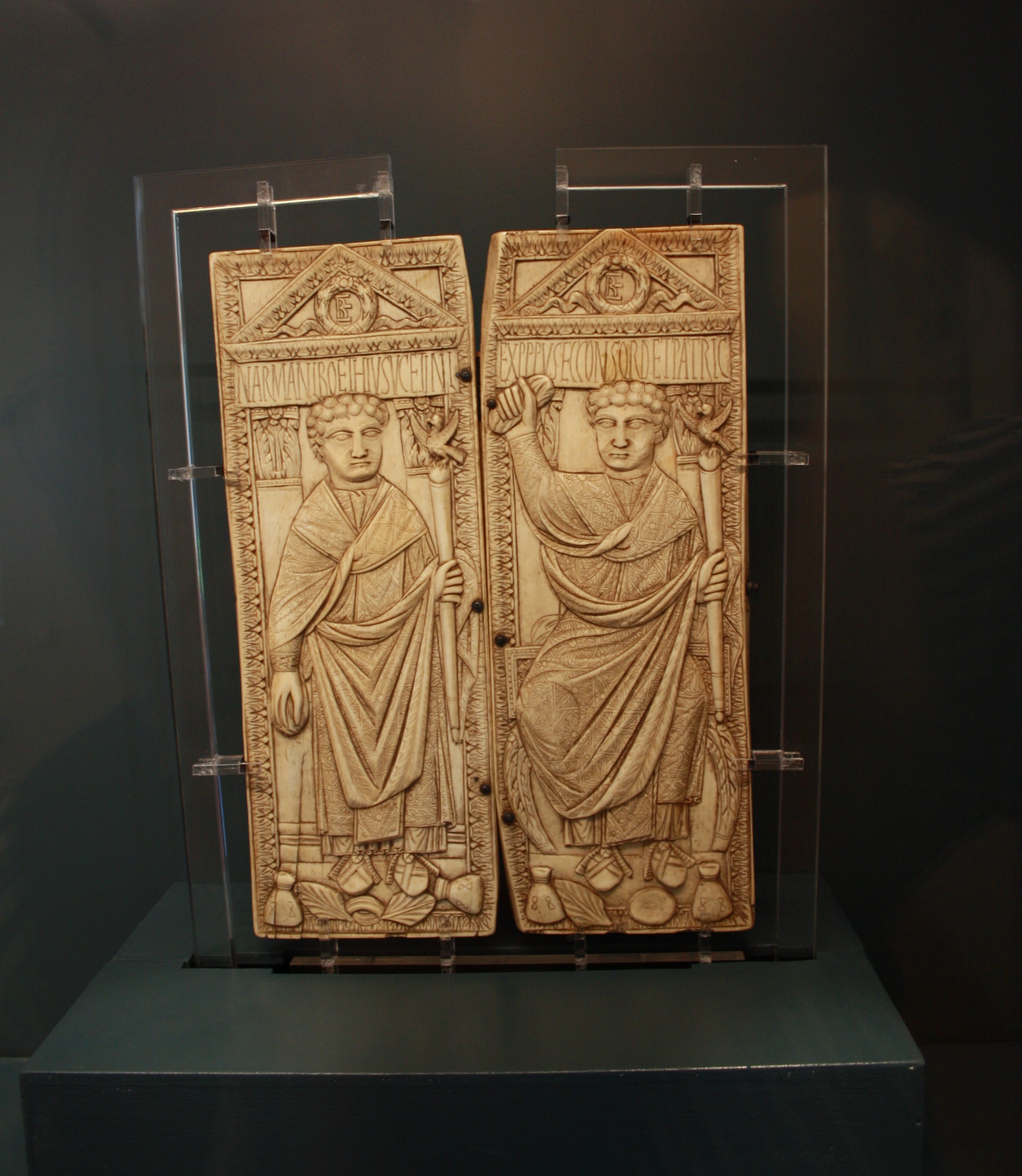
Diptiek van Manlius Boetius, Consul in 487
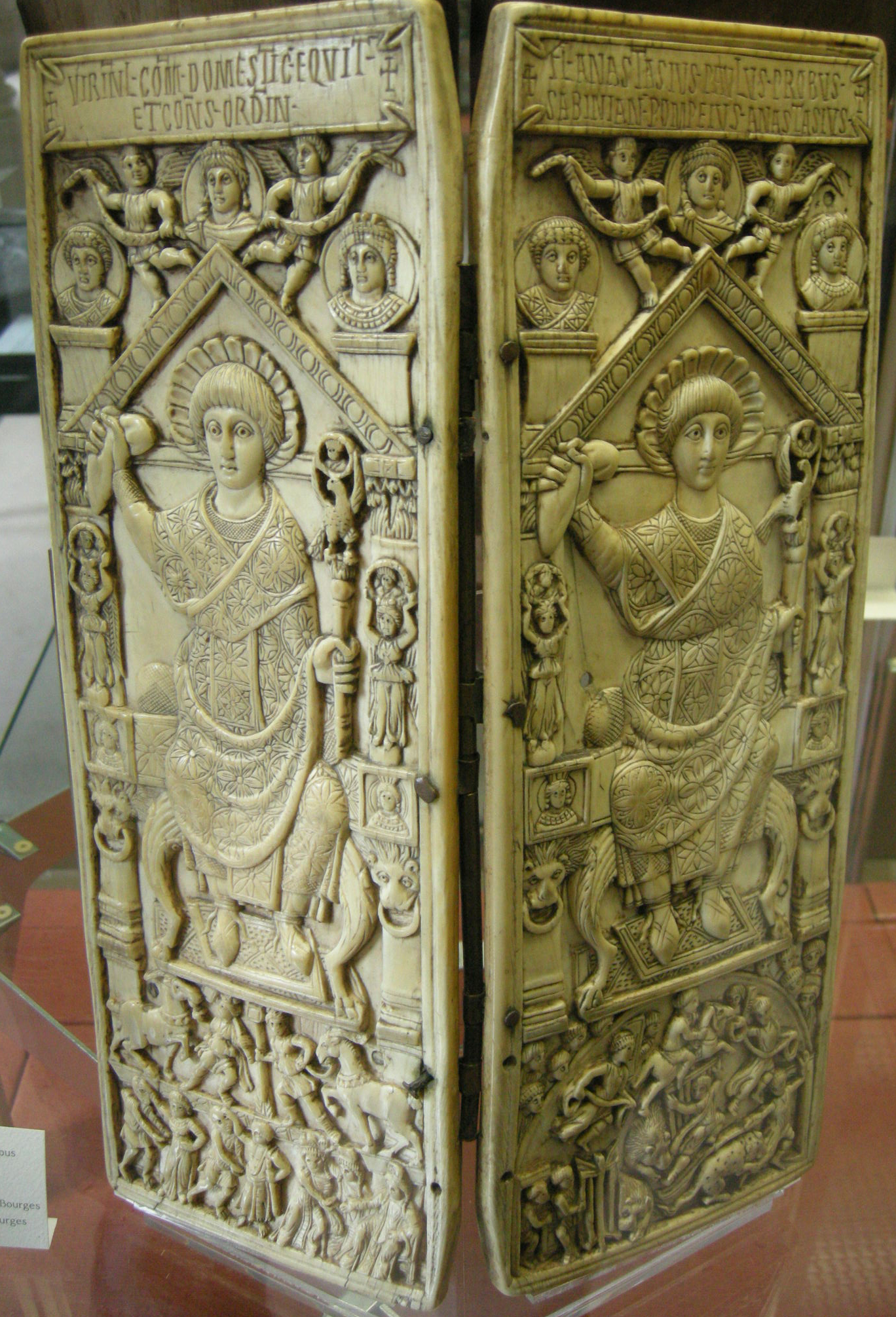
Diptiek van Flavius Anastasius Probus, consul in 517
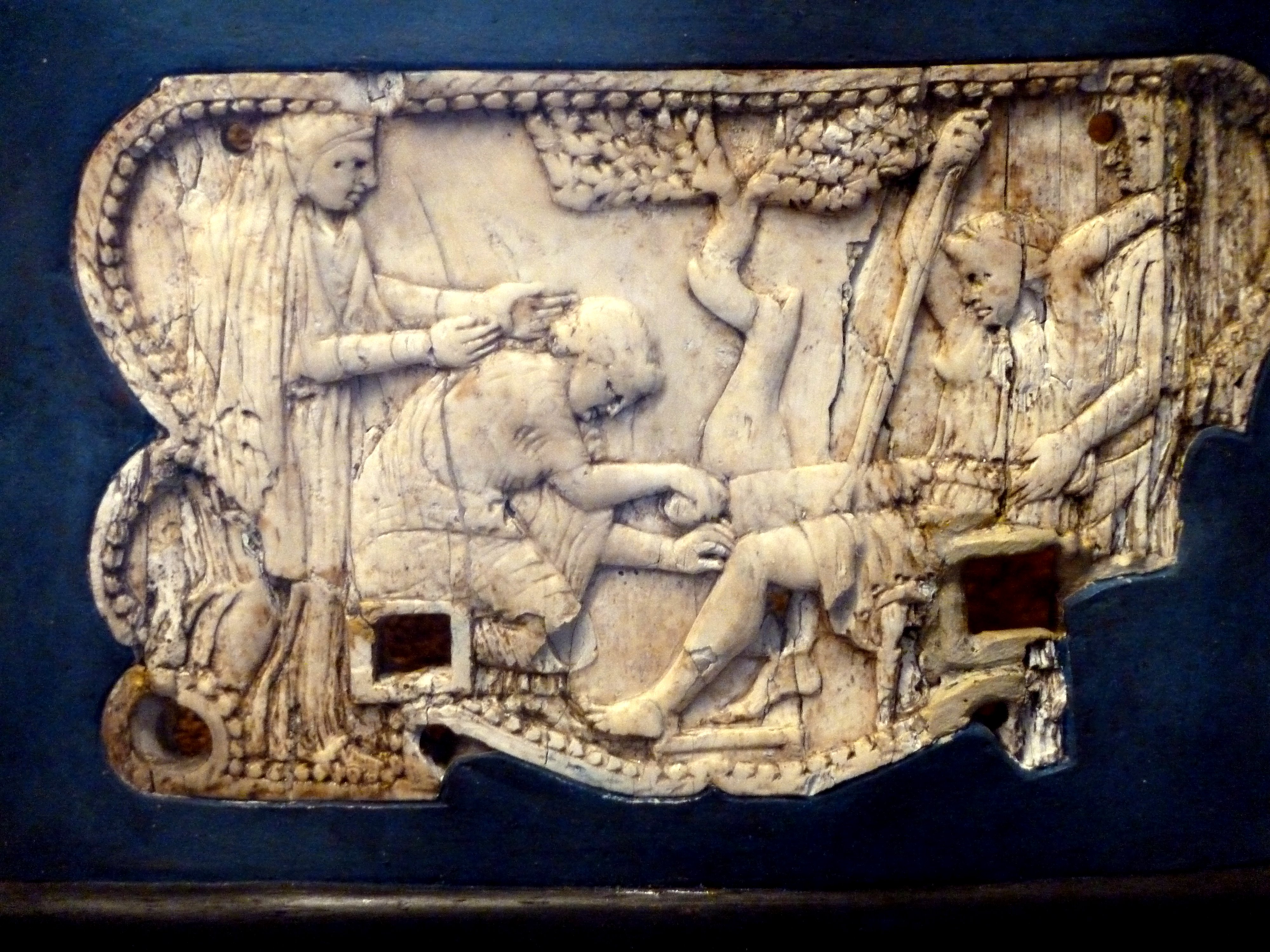
Ivoren meubelbeslag teruggevonden in Pompeï

### Byzantijnse ivoorkunst

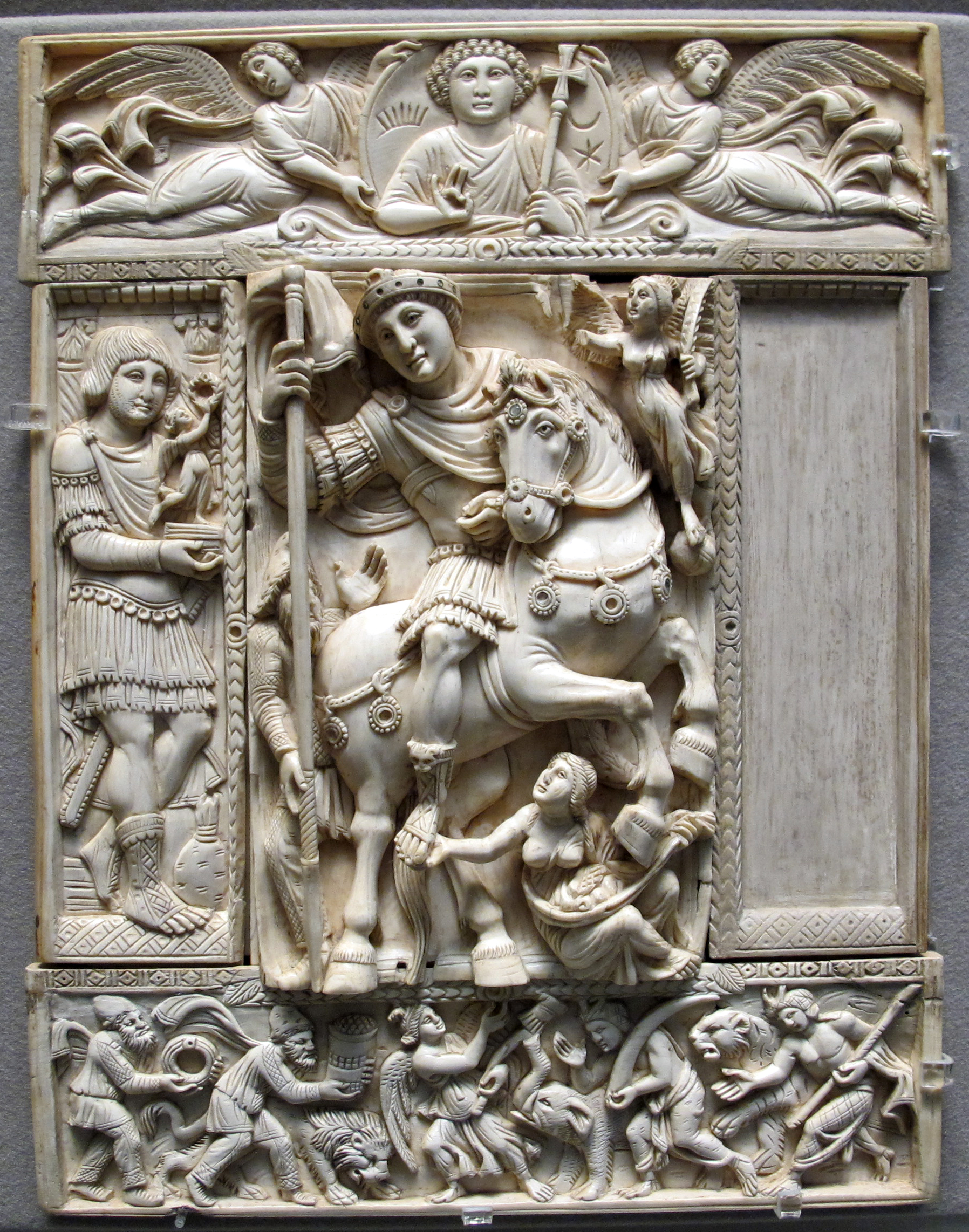
Barberini diptiek, ca. 500-550.

Het Romeinse rijk had een verregaande invloed op de culturen rondom de Middellandse Zee en bij de vestiging van het Oost-Romeinse Keizerrijk was er geen uitgesproken verschil tussen de Byzantijnse en de Romeinse kunst, het waren lokale varianten van dezelfde besiscultuur, de Byzantijnen beschouwden zichzelf trouwens als Romeinen. Byzantijnse kunst was niet beperkt tot Constantinopel, ook omringende landen waren er sterk door beïnvloed. Zo was kunst uit het exarchaat Ravenna, de republiek Venetië, het Kievse Rijk, het Koninkrijk Sicilië, Servië, Bulgarije en de Balkanlanden in het algemeen, sterk beïnvloedt door de Byzantijnse kunst.
Het is pas vanaf de 6e eeuw dat de kunst van het Romeinse Rijk en van het Byzantijnse Rijk stilaan uit elkaar beginnen groeien. In de Byzantijnse kunst evolueert men stilaan naar een minder naturalistische, meer abstraherende voorstelling van menselijke figuren. Tegen de tijd van Karel de Grote was de kloof zo groot geworden dat men moeilijk nog kon spreken van twee varianten van eenzelfde cultuur.
Deze evolutie kan onderverdeeld worden in drie periodes. De vroege Byzantijns kunst situeert men tussen het edict van Milaan in 313 en het einde van het Iconoclasme in 843. Werken uit Constantinopel uit deze periode sluiten nog sterk aan bij het Hellenistische model. De kunstwerken gemaakt door Italiaanse kunstenaars in deze periode tonen een meer lineaire stijl. De expressie van de figuren op het Italiaanse werk zijn bovendien vrijwel emotieloos in tegenstelling tot het Griekse werk. Men kan dus duidelijk een onderscheid maken tussen de verschillende strekkingen in de Byzantijnse kunst die nog grotendeels bepaald worden door de origine van de kunstenaar. Een mooi voorbeeld uit deze vroege periode is de Barberini diptiek.
De tweede periode tussen 843 en de plundering van Constantinopel tijdens de Vierde Kruistocht, begint met een heropleving van het Hellenisme. Men ging terug onderwerpen uit de klassieke mythologie afbeelden zoals op het Veroli kistje. Uit deze periode kennen we een aantal prachtige triptieken met onder meer de Harbaville triptiek en de Borradaile triptiek.
De laatste grote periode is die van de Paleologische kunst. Ze begint met het aantreden van de dynastie van de Paleologen als keizers van Byzantium en eindigt met de verovering van Constantinopel door de Ottomanen in 1453.

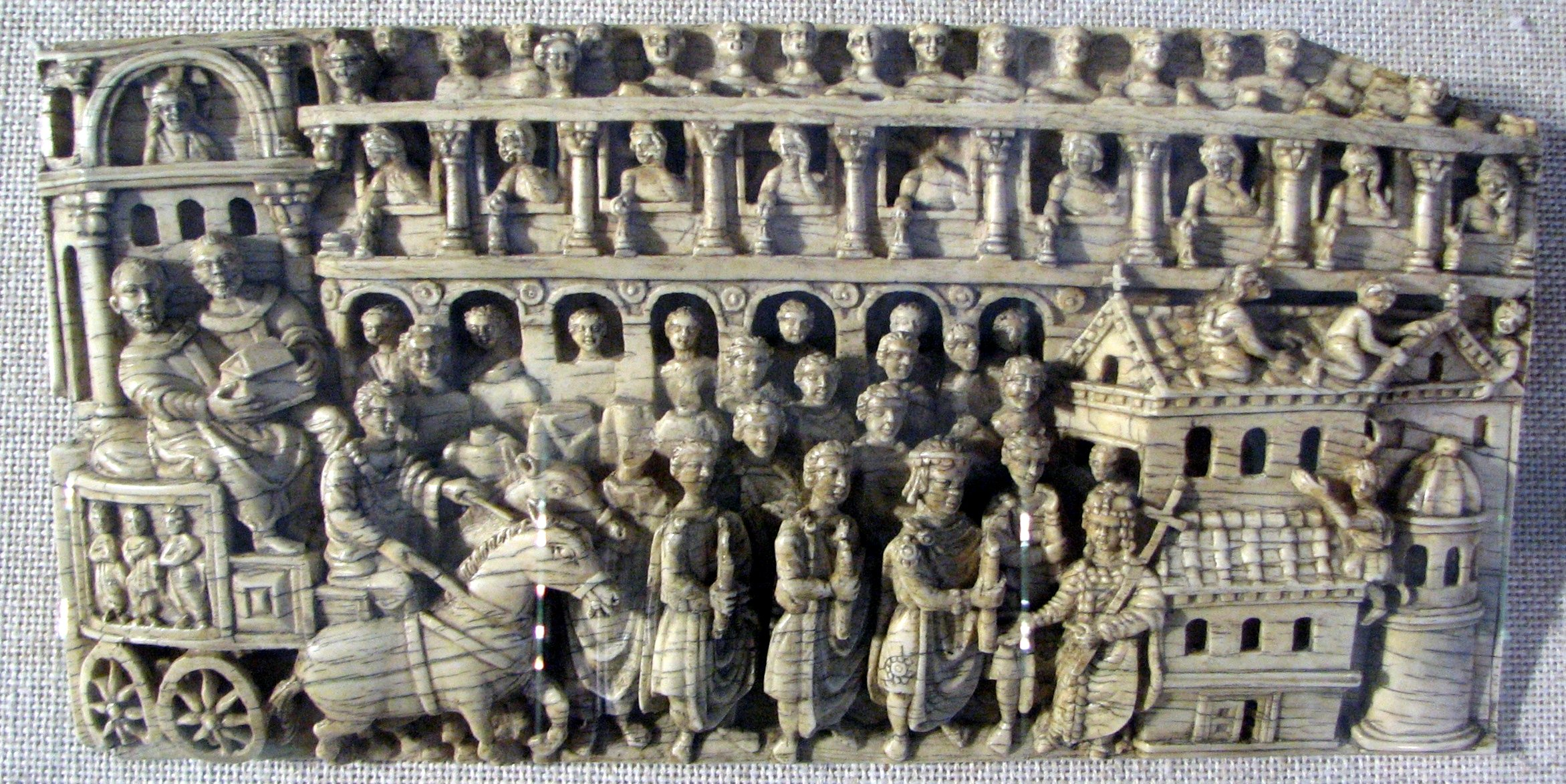
Ivoorsnijwerk, 5e eeuw, Constantinopel, Relikwieënprocessie

Een van de meest bekende kunstwerken uit de Byzantijnse periode is de troon van Maximianus van Ravenna waarvan men aanneemt dat hij gemaakt werd in het Byzantijnse Rijk voor Maximianus die bisschop was in Ravenna van 546 tot 553. De troon zou gemaakt zijn in de 6e eeuw en de toeschrijving aan Maximianus is gebaseerd op een monogram op de voorzijde. Hij is gemaakt uit hout en volledig bezet met ivoren panelen. Die zouden gesneden zijn in Constantinopel in opdracht van Justianus door verschillende kunstenaars De herkomst van het werk is stevig bediscussieerd en toegewezen aan alle grote centra uit die tijd, onder meer aan Alexandrië, maar de recentere studies schrijven het meestal toe aan kunstenaars die werkten voor het hof van Justianus, hetzij in Constantinopel hetzij in Ravenna zelf.

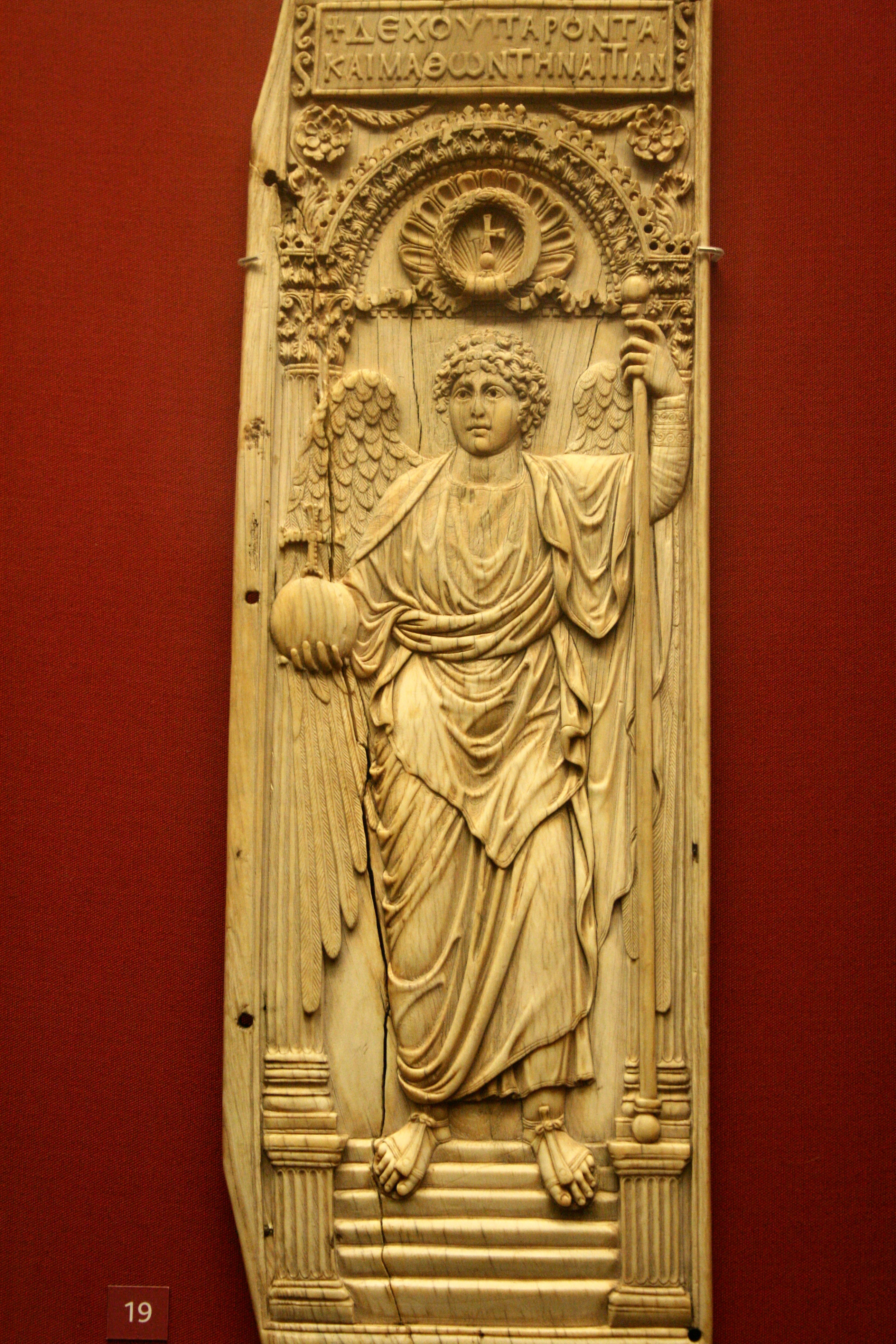
Paneeltje van een Byzantijnse diptiek. Constantinopel (525-550). Aartsengel. British Museum (London), Inv.Nr. OA.9999
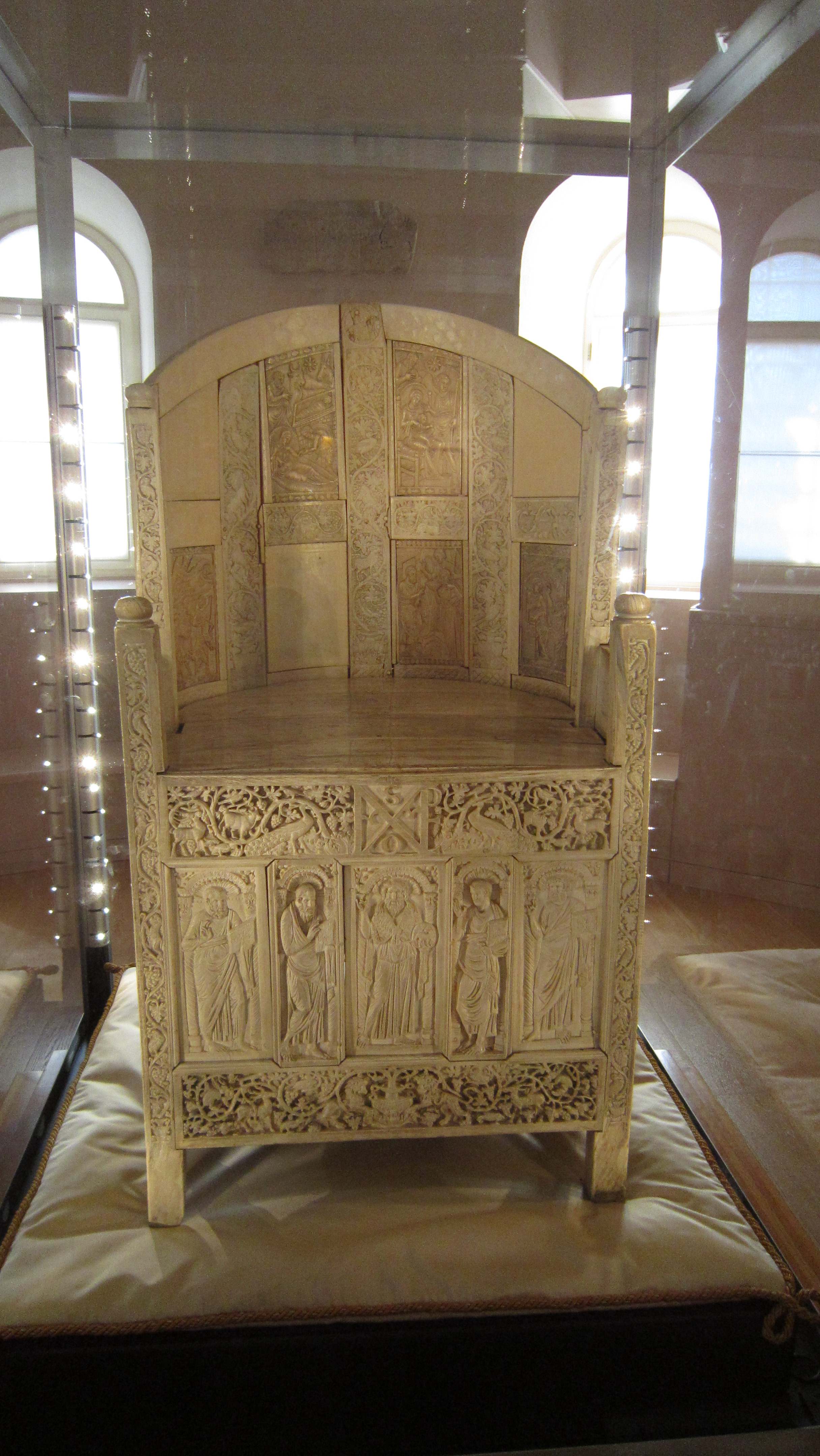
Troon van Maximianus van Ravenna
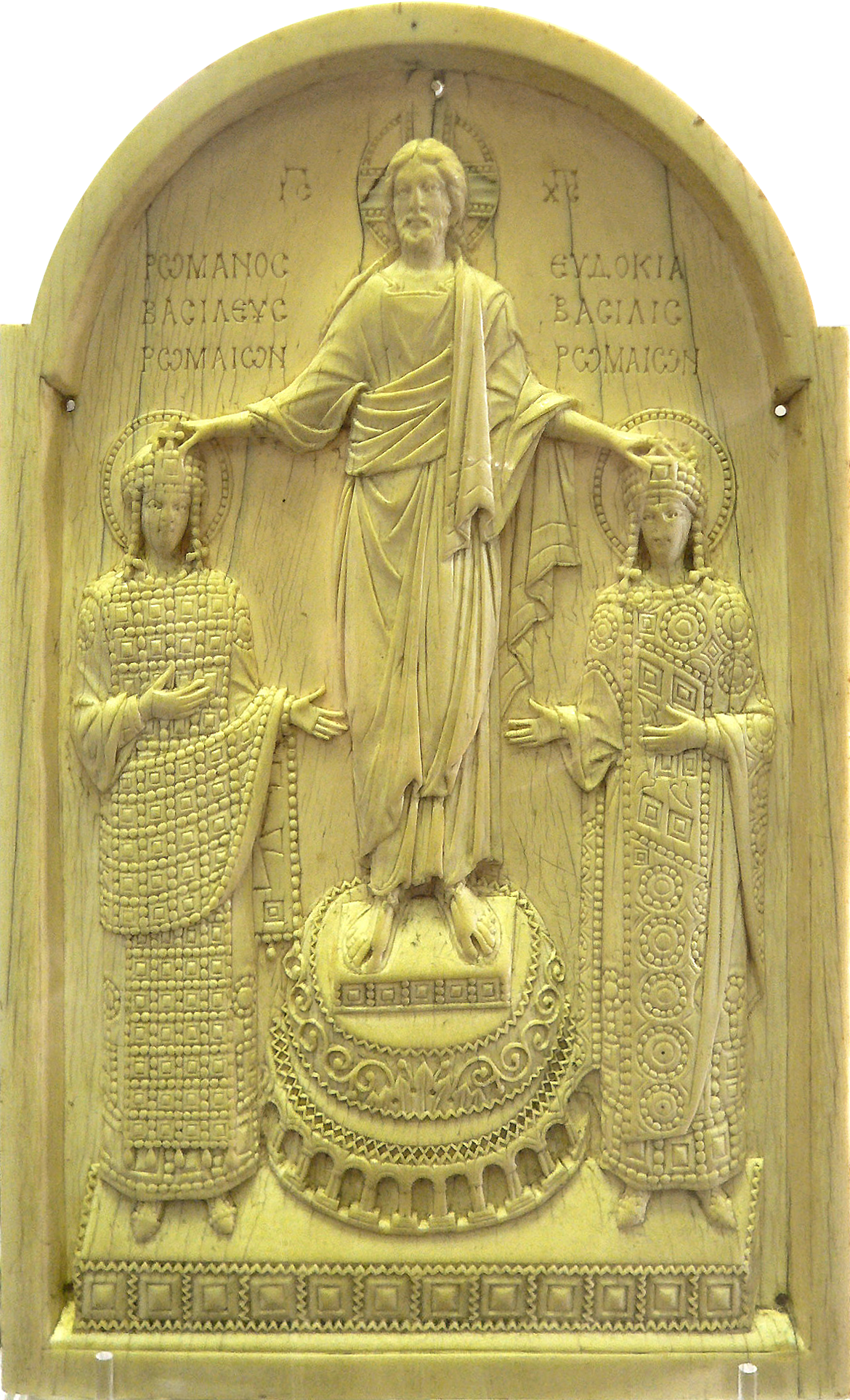
Romanos en Euxodia gekroond door Christus, Constantinopel 945-949
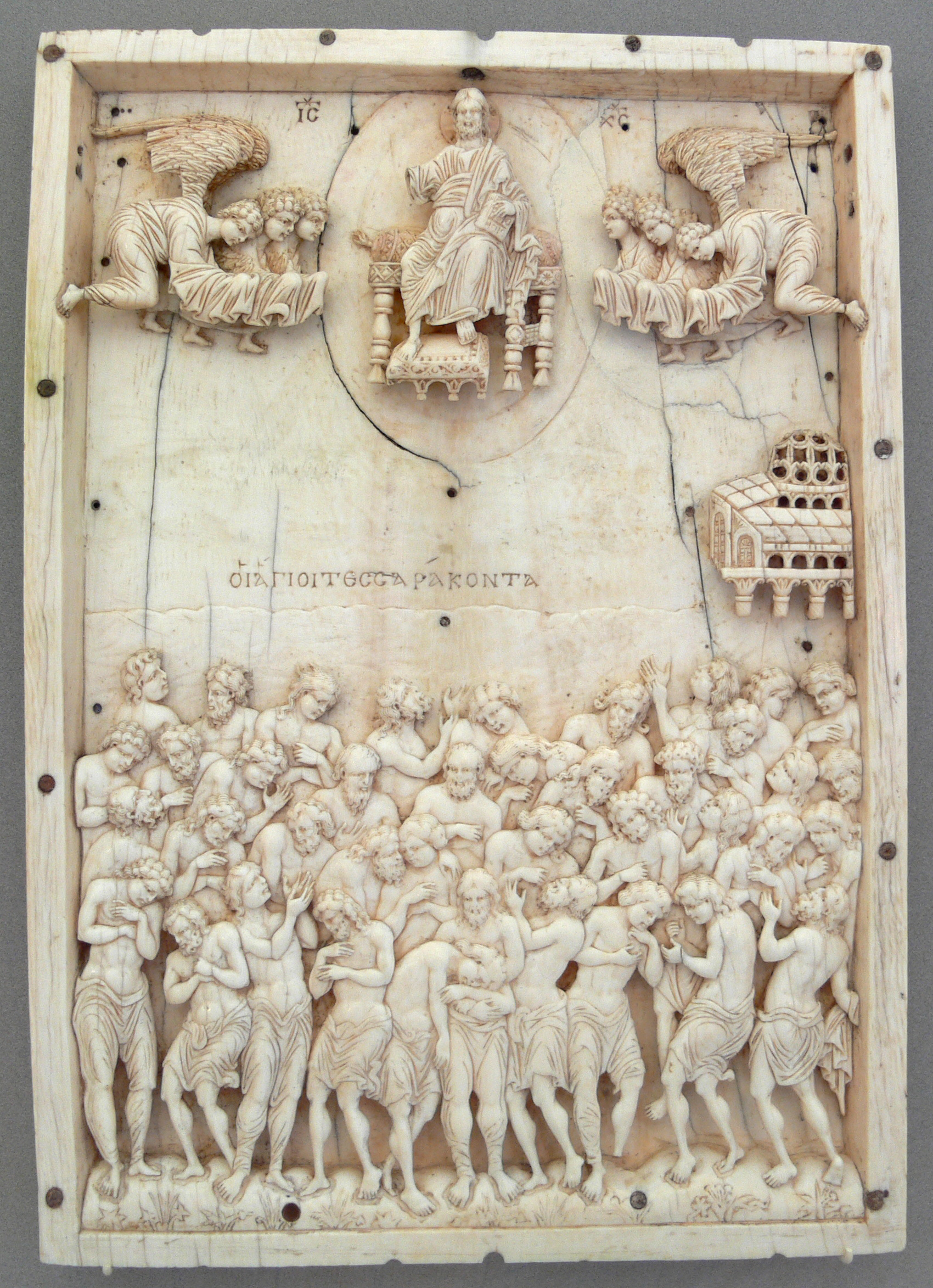
Reliëf met de 40 martelaars van Sebasteia, Constantinopel, 10e eeuw, Museum für Byzantinische Kunst (Inv. 574), Bode-Museum, Berlijn.
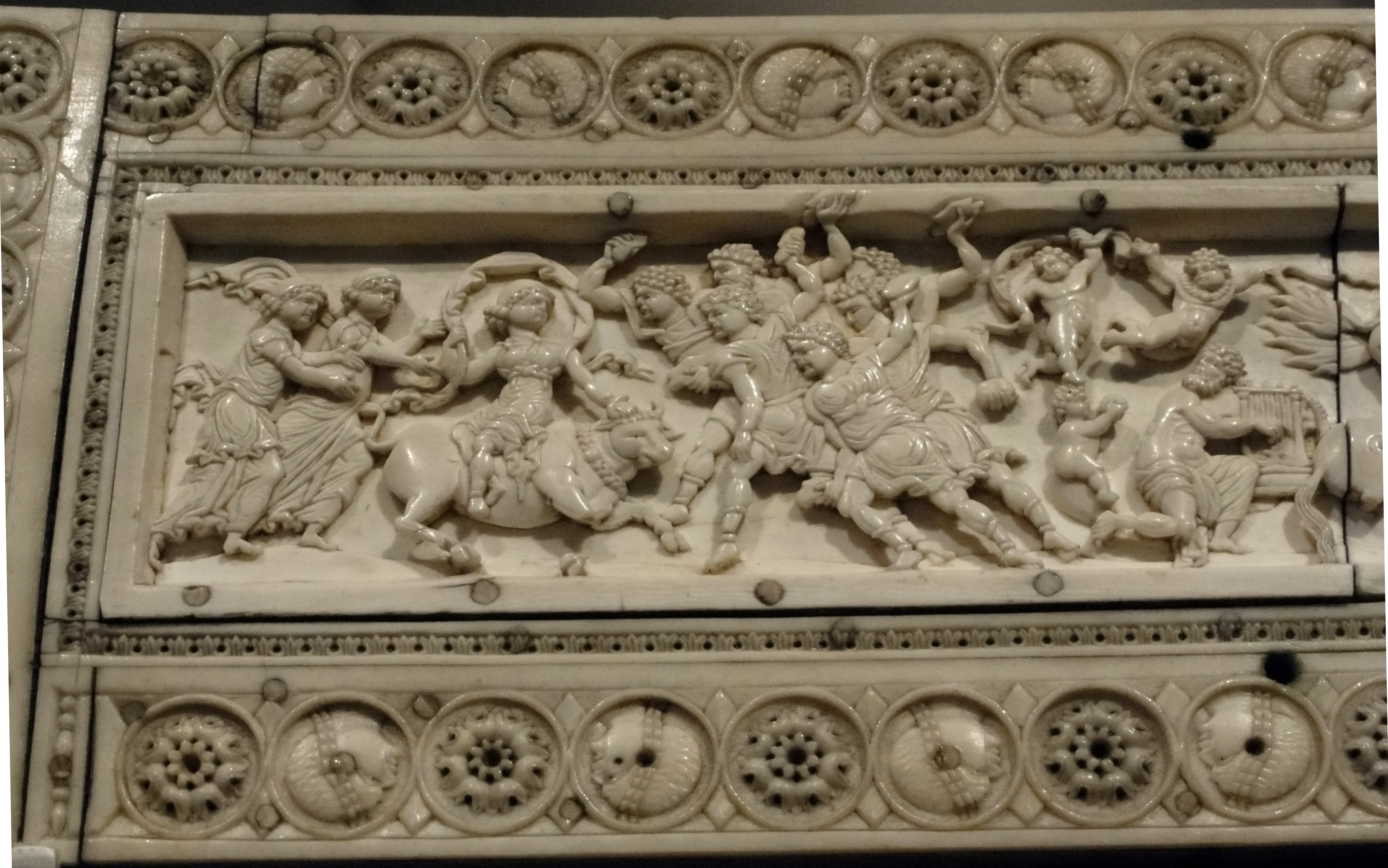
Veroli kistje, detail met de ontvoering van Europa, (900-1000), Victoria and Albert Museum, Londen
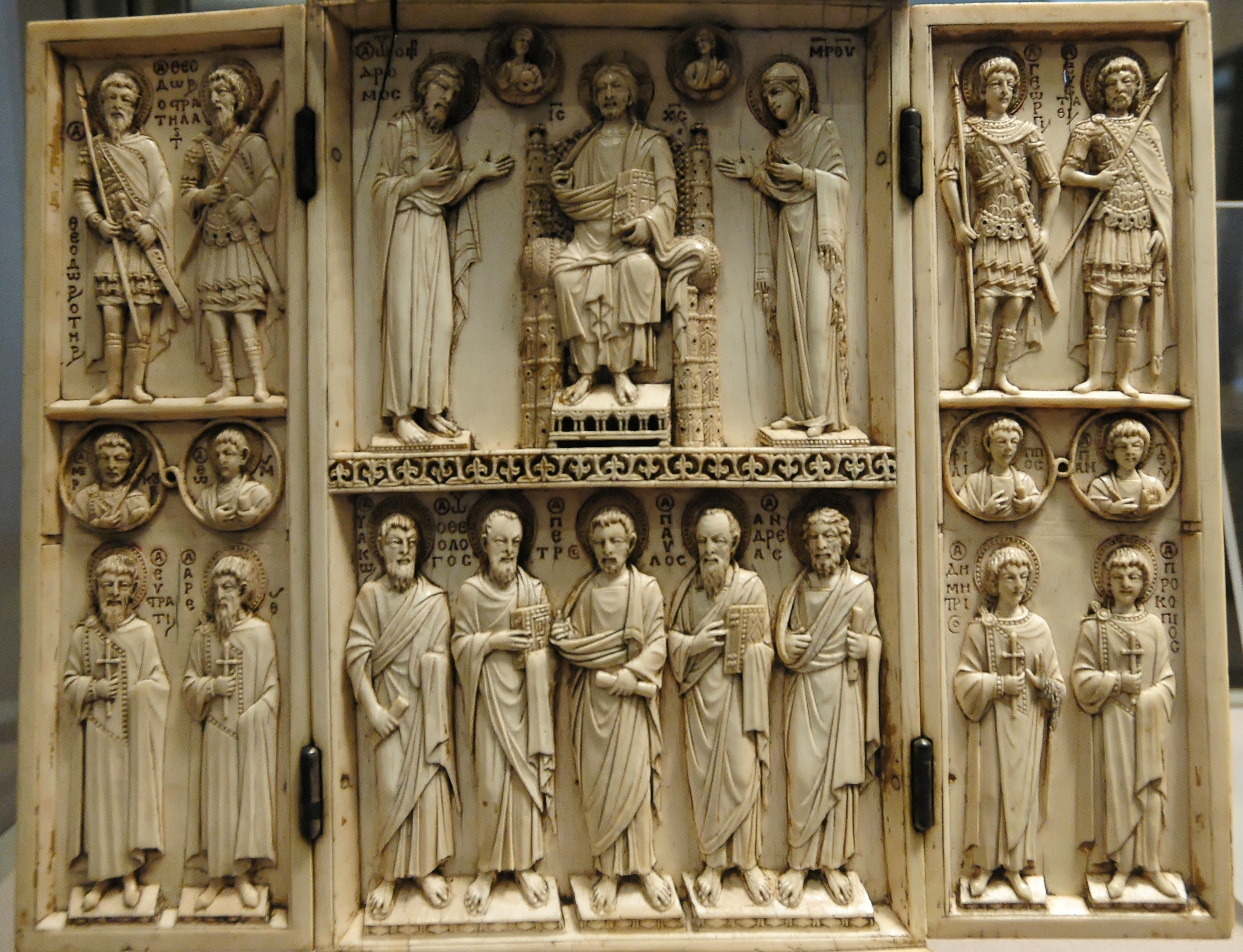
Harbaville triptiek, midden 10e eeuw
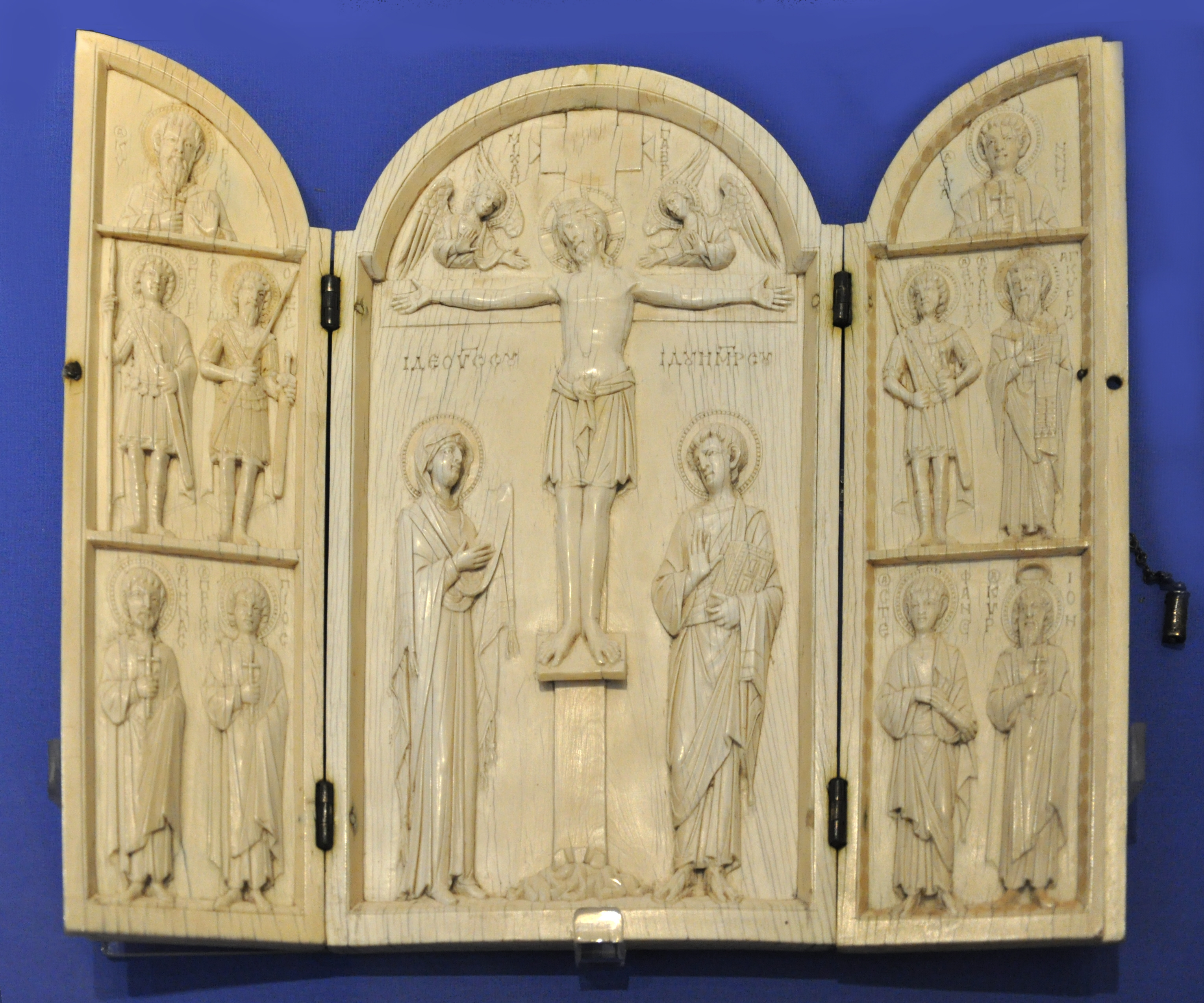
Borradaile triptiek, 10e eeuw

### Vroegchristelijke kunst

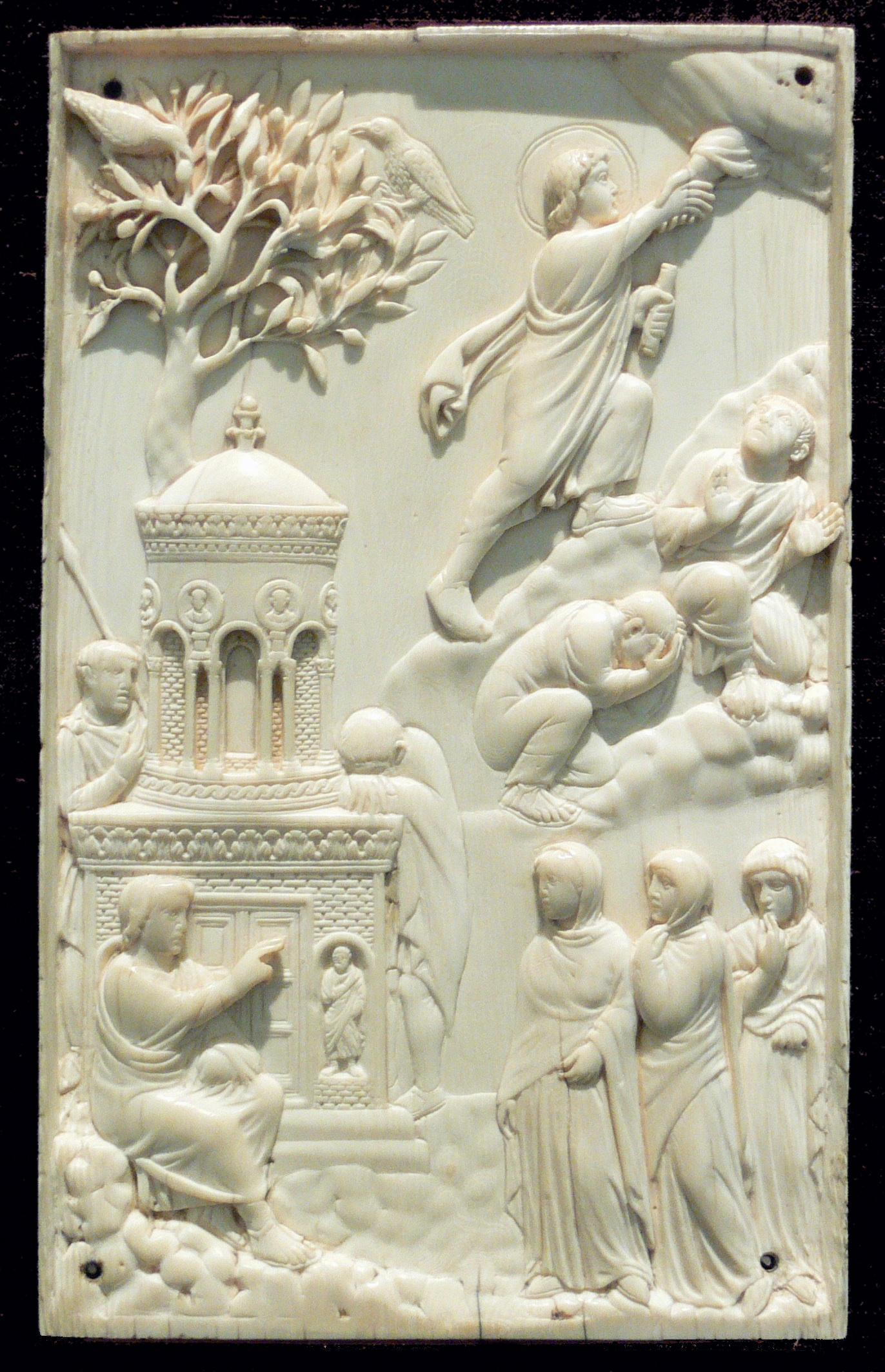
De drie Maria's aan het graf en de hemelvaart van Christus, ca. 400, Bayerisches Nationalmuseum, Inv.-Nr. MA 157

In de eerste twee eeuwen van de geschiedenis van het christendom, was er door de joodse oorsprong van de nieuwe godsdienst, een weigerachtige houding tegenover het gebruik van beeldende kunsten. Maar uiteindelijk verhieven de Griekse kerkvaders de beeldende kunst tot het niveau van de heilige schriften zelf. Johannes van Damascus schreef in zijn verhandeling over heilige afbeeldingen dat het doel van het beeld was dat het iets verborgens moest openbaren en tot navolging moest motiveren en dat het beeld even belangrijk was dan het woord. De klassieke en de christelijke cultuur bestonden naast elkaar tussen de derde en de zevende eeuw, maar tegen het einde van die periode was de klassieke cultuur op sterven na dood terwijl de christelijke triomfeerde en een uitzonderlijk productieve periode kende. Een keerpunt in die evolutie was de toelating van de christelijke geloofsbelijding met het edict van Milaan in 313. De hoofdsteden van de patriarchaten van Alexandrië en Antiochië speelden naast Rome en Constantinopel  een belangrijke rol als centra voor christelijke kunst. In 451 werd ook Jeruzalem een patriarchaat.
Initieel beperkte de christelijke kunst zich tot het afbeelden van een aantal symbolen zoals het kruis, de vissen, de duif, het anker, palmtakken en dergelijke. Vanaf de derde eeuw gaan de christenen de beeldende kunst ook gebruiken voor het afbeelden van de heilige schrift met uitgewerkte afbeeldingencycli. De methode was voordien al gebruikt voor de illustratie van de grote klassieke werken van Homerus en Euripides. En ook de joden hadden deze stijl gebruikt voor het afbeelden van scènes uit het Oude Testament zoals geïllustreerd door de fresco's in de synagoge van Dura Europos in Syrië. Later ging men taferelen uit een dergelijke verhalende cyclus als alleenstaande afbeeldingen met een belangrijke symboolwaarde in verband met d verlossing van de mensheid door Christus uitwerken. In het begin zijn de scènes nog eenvoudige voorstellingen, maar vanaf de vierde eeuw worden de symbolen van de keizerlijke macht meer en meer opgenomen in de beeldtaal: Christus is niet langer als leraar gezeten op een eenvoudige stoel, maar wordt afgebeeld gezeten op een keizerlijke troon.
Ongeveer tegelijkertijd met de consulaire diptieken zien we ook diptieken met christelijke motieven opduiken en ook pyxides met christelijke afbeeldingen zijn bijzonder talrijk. Pyxides waren waarschijnlijk bedoeld om zaken gebruikt bij de cultus, zoals relieken, wierook en het eucharistisch brood, in te bewaren. Ook koffertjes bekleed met ivoren reliëfpanelen komen veelvuldig voor. Ze werden onder meer gebruikt als relikwiehouders. Een bijzondere toepassing zijn de kromstaven van bisschoppen en abten, waarvan het versierde gedeelte met de kromming dikwijls in ivoor werd uitgevoerd.

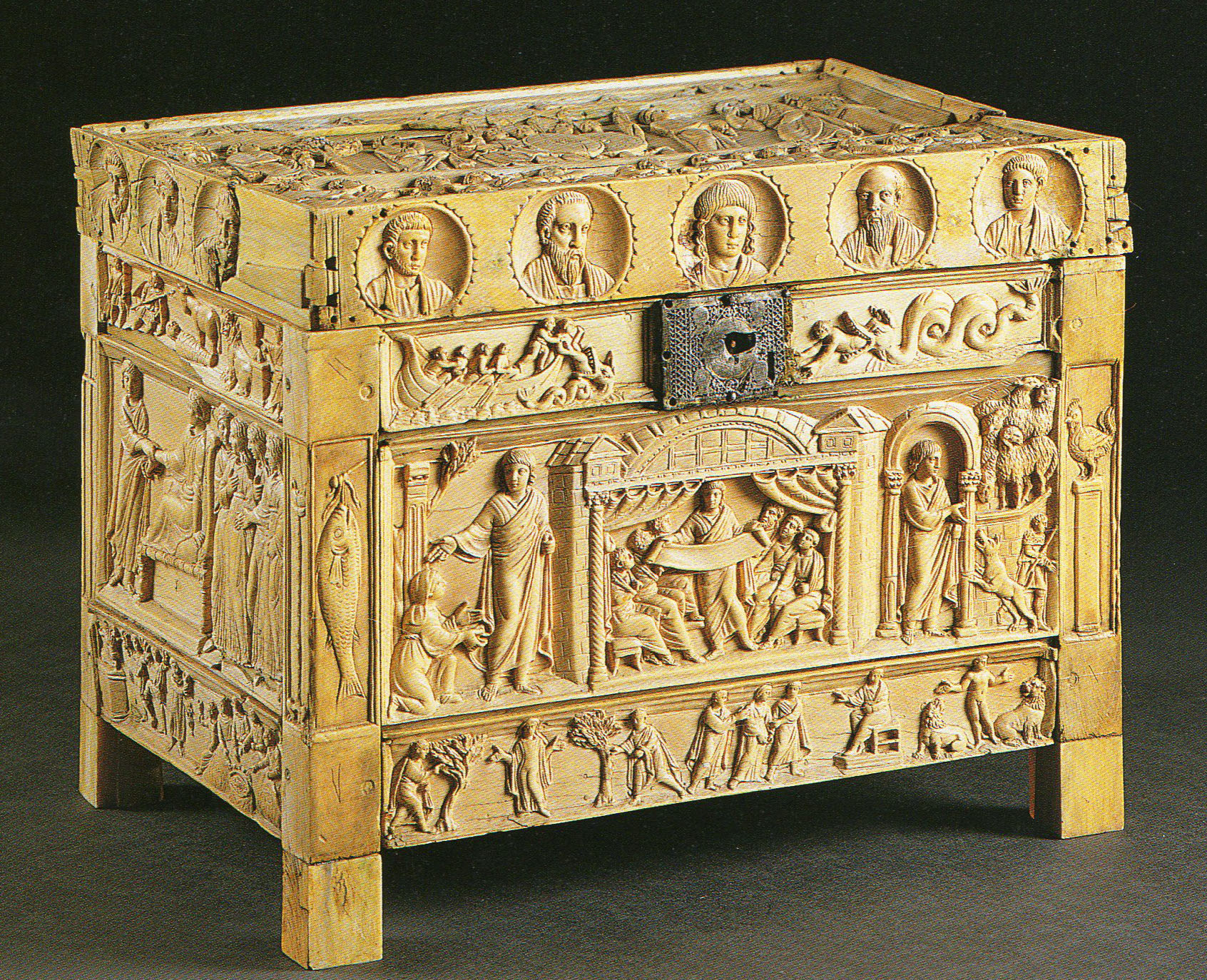
Reliekschrijn van Brescia, Milaan, 4e eeuw.

De afbeeldingen leunen in de beginperiode van de christelijke kunst qua stijl en vocabularium nog sterk aan bij de klassieke voorbeelden. Een mooi voorbeeld daarvan is het paneeltje met de drie Maria's aan het graf en de hemelvaart van Christus, van ca. 400, nu bewaard in het Bayerisches Nationalmuseum. Het thema is zeer natuurlijk voorgesteld in de klassieke traditie en het paneeltje doet geen beroep op bovennatuurlijke thema's, Christus beklimt gewoon de berg naar de hemel, er komt geen levitatie bij te pas. De combinatie van de opstanding en de hemelvaart toont aan dat de kunstenaar zich baseerde op niet-canonieke geschriften.
Ook de afbeelding van het verhaal van Ananias en Saffira op de reliekschrijn van Brescia, ook gebaseerd op de Handelingen van de apostelen, illustreert de elegante en verfijnde klassieke stijl die door de vroege christelijke kunstenaars werd gebruikt. Op basis van deze scènes en van enkele andere voorbeelden besluit Kessler dat de reliëfs uit de vierde en vijfde eeuw gebaseerd waren op modellen, ook gebruikt werden voor werken in andere media. De oorspronkelijke bron was waarschijnlijk een verhalende afbeeldingencyclus waaruit individuele taferelen werden overgenomen die bij de doelstelling van het werk pasten.
In diptieken uit de zesde eeuw kan men al duidelijk vaststellen dat de Grieks-Romeinse klassieke stijl al gedeeltelijk is aangepast om te laten aanvoelen dat de afgebeelde personen tot de geestelijke wereld behoren door hun relatie tot de architectuur waarin ze geplaatst worden.

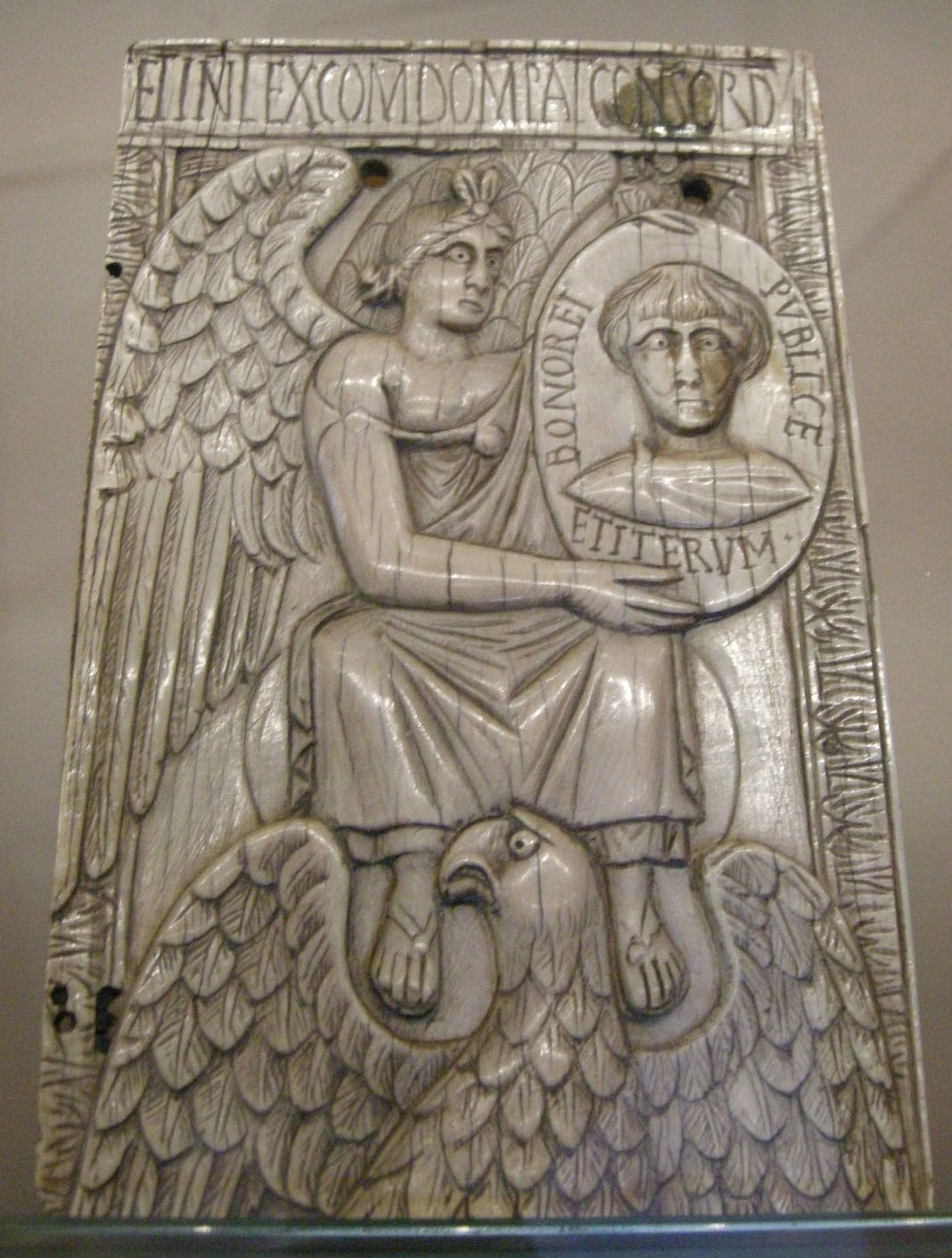
Fragment van een diptiek, late 5e eeuw
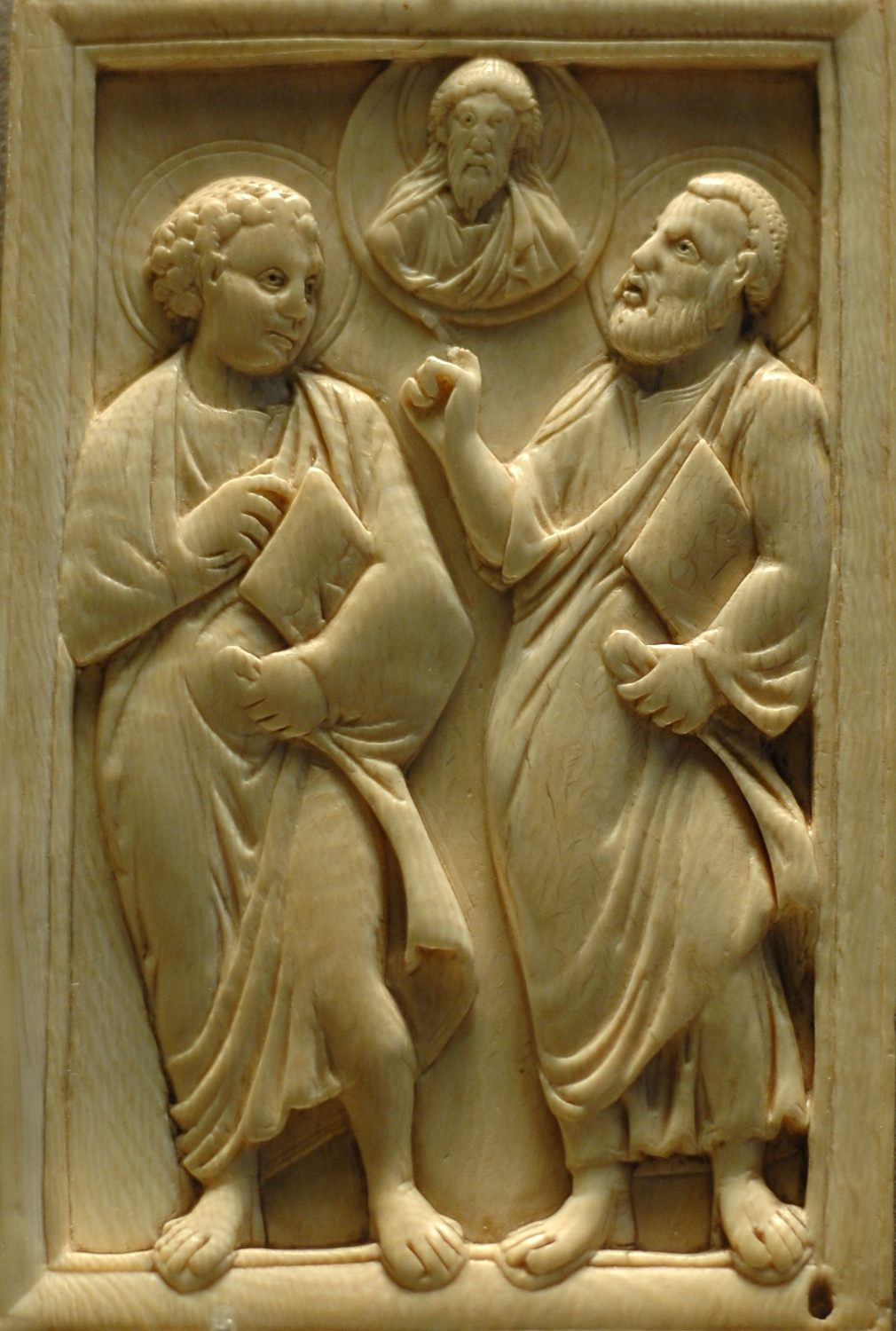
Linkervleugel van een diptiek met Christus en twee apostelen, 5e eeuw, Louvre
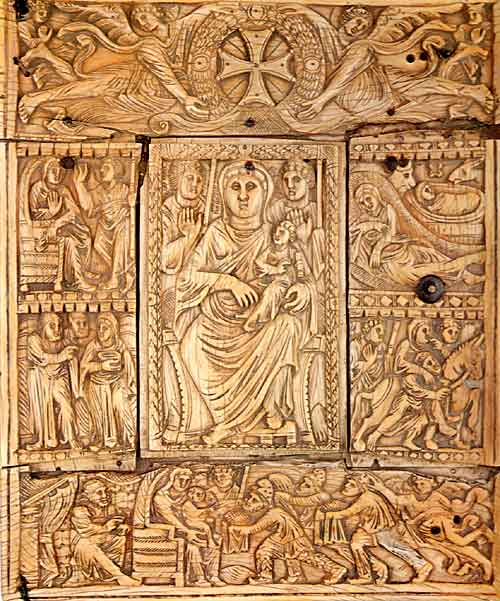
Boekplat van het Echmiadzin evangeliarium, Armenië, 6e eeuw
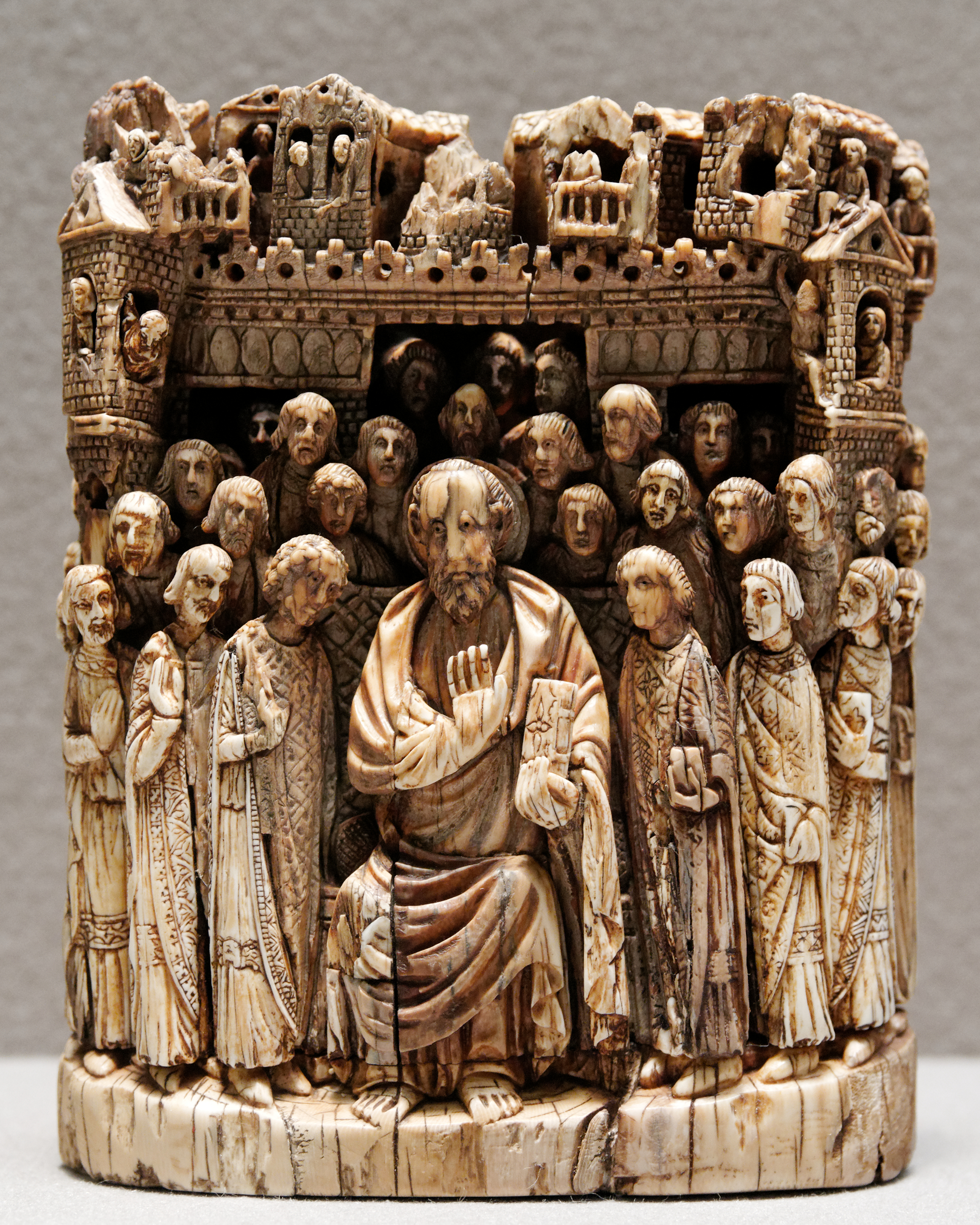
Fragment van een reliëf met de H. Marcus en volgelingen, eind 7e eeuw, Louvre

### Islamitisch ivoorsnijwerk

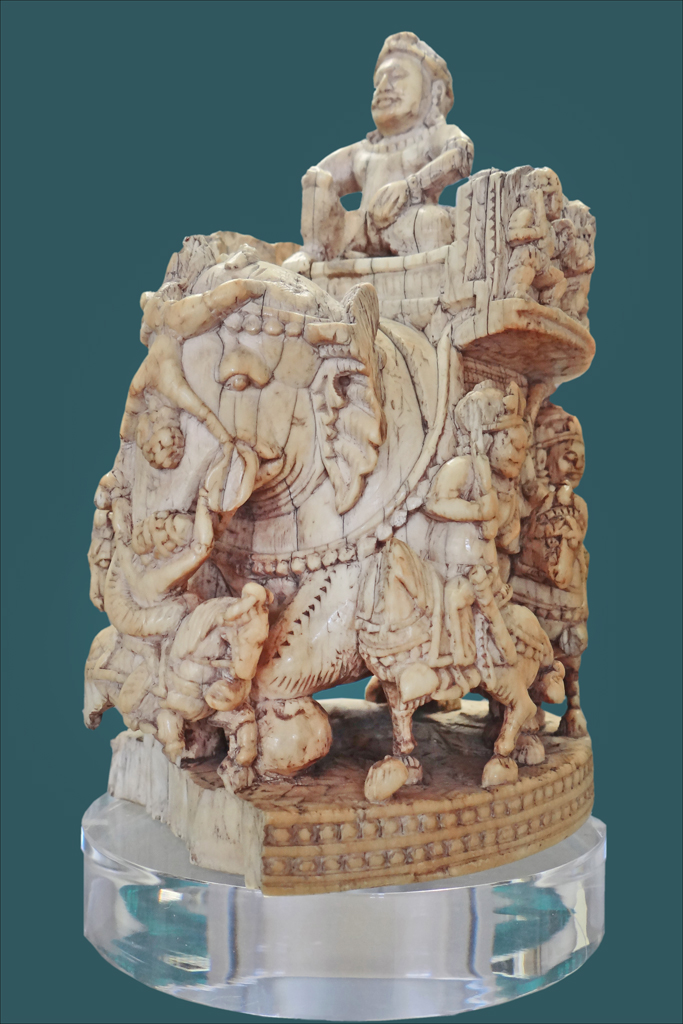
Olifant met ruiter, India 9e of 10e eeuw. Heeft een inscriptie in kufisch schrift: "Werk van Yusuf al-Bahili". Bibliothèque nationale de France.

Luxeobjecten uit ivoor werden geproduceerd in die delen van de islamitische wereld waar ivoor voorhanden was. Gezien India nauwelijks zijn eigen behoeften kon dekken, kwam het ivoor voornamelijk uit Oost- en Centraal-Afrika. De mediterrane islamitische landen, Syrië, Egypte, Spanje en Sicilië waren bijgevolg de primaire centra van ivoorkunst in de islamitische wereld.
In Egypte en Syrië bleven de tradities van ivoorbewerking bestaan na de verovering door de islam in de 7e eeuw. Weliswaar schakelde men grotendeels over naar versieringen met geometrische en florale motieven, maar ook snijwerk met afbeeldingen van dieren en mensen werden verder gemaakt. Zo zijn er onder meer zeer naturalistische schaakstukken uit deze periode teruggevonden, naast weliswaar schaakstukken waarvan de aard wordt aangegeven met punten en cirkels. Ook de laat antieke technieken van intarsia en incrustatie werden in Egypte nog beoefend zoals blijkt uit de grafvondst bij Fustat, van ingelegde houten panelen uit de 9e en 10e eeuw. Uit de 11e en 12e eeuw zijn ivoren paneeltjes teruggevonden met de afbeelding van jachtscènes, feesten aan het hof en de druivenoogst. Na 1300 verdwijnt het figuratieve nagenoeg volledig.

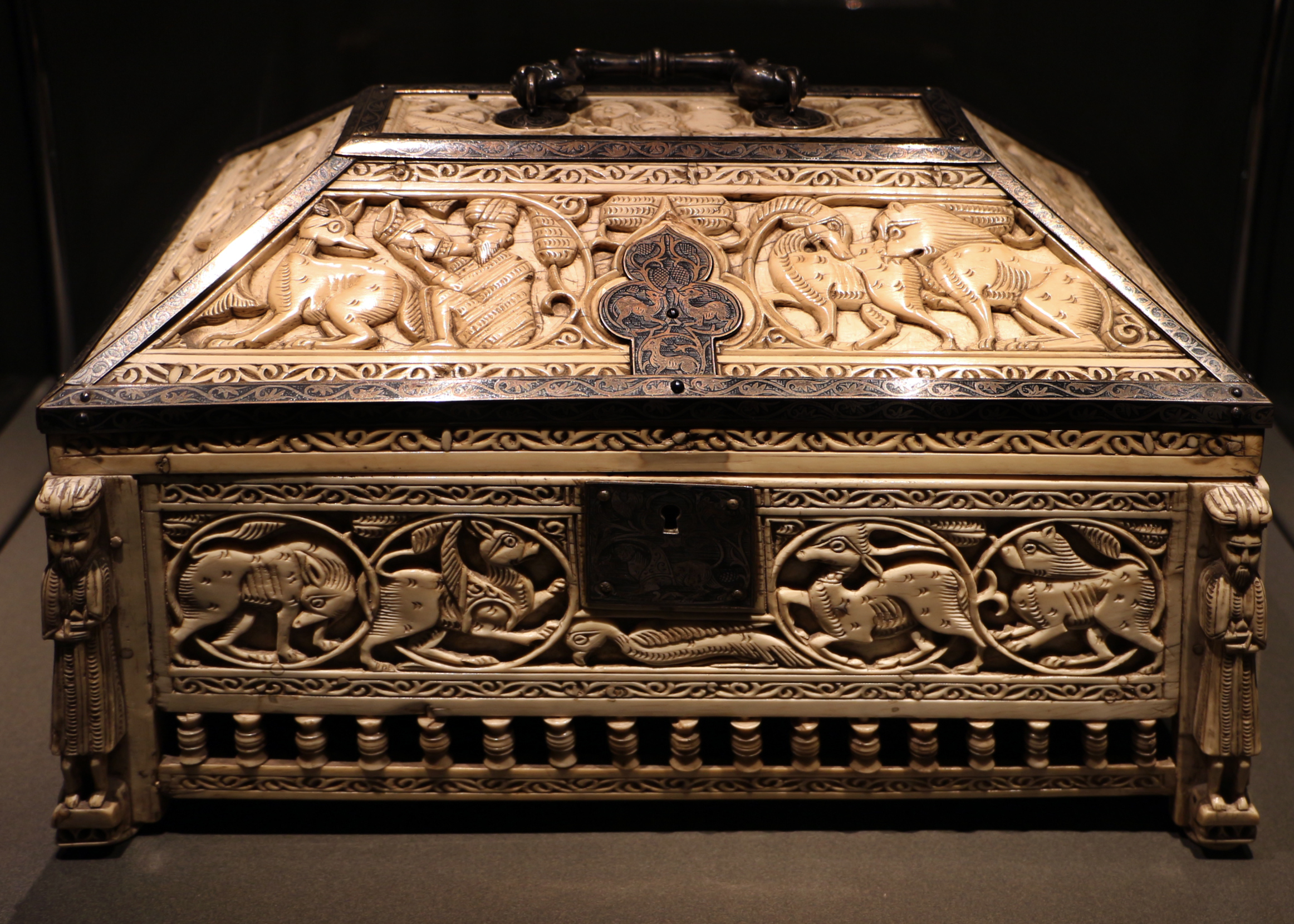
Siculo-Arabisch kistje (Zuid-Italië of Sicilië, 11e eeuw) in de Schatkamer van de Sint-Servaasbasiliek, Maastricht

In Spanje was er geen binnenlandse traditie van ivoorbewerking voor het laatste kwart van de 10e eeuw. In die periode begint de productie van ivoorsnijwerk in ateliers verbonden met het hof van de kaliefen van de dynastie van de Omajjaden in Córdoba. Waar de kunstenaars vandaan kwamen blijft tot vandaag een open vraag want het technisch kunnen en de zekere stijl kan moeilijk verklaard worden tenzij men ervan uitgaat dat er ambachtslui uit Syrië of Egypte in Spanje werkten of dat de ateliers geleid werden door kunstenaars afkomstig van Byzantium. Er werden vooral ivoren, of met ivoor belegde houten kistjes gemaakt en pyxides, dikwijls met een koepelvormig deksel. De ivoren objecten worden vooral versierd met vegetale motieven. Een aparte klasse is een aantal ivoren objecten te dateren tussen 968 en 1005 waarop hof- en jachtscènes worden afgebeeld. Voorbeelden daarvan zijn de Al Mughira pyxis uit het Louvre en een kistje afkomstig uit de kathedraal van Pamplona. Ze zouden afkomstig zijn van het hofatelier in Medina Azahara.
Na de ondergang van het kalifaat in het begin van de elfde eeuw trokken de ivoorsnijders naar Cuenca in Castilië dat deel uitmaakte van de taifa van Toledo gecontroleerd door emir Ismail al-Zahir. De producten zijn inferieur aan die van Córdoba, de versiering van de objecten bestaat uit de florale patronen van het werk in Córdoba rondom scènes met dieren en mensen zoals op de producten uit Medina Azahara.

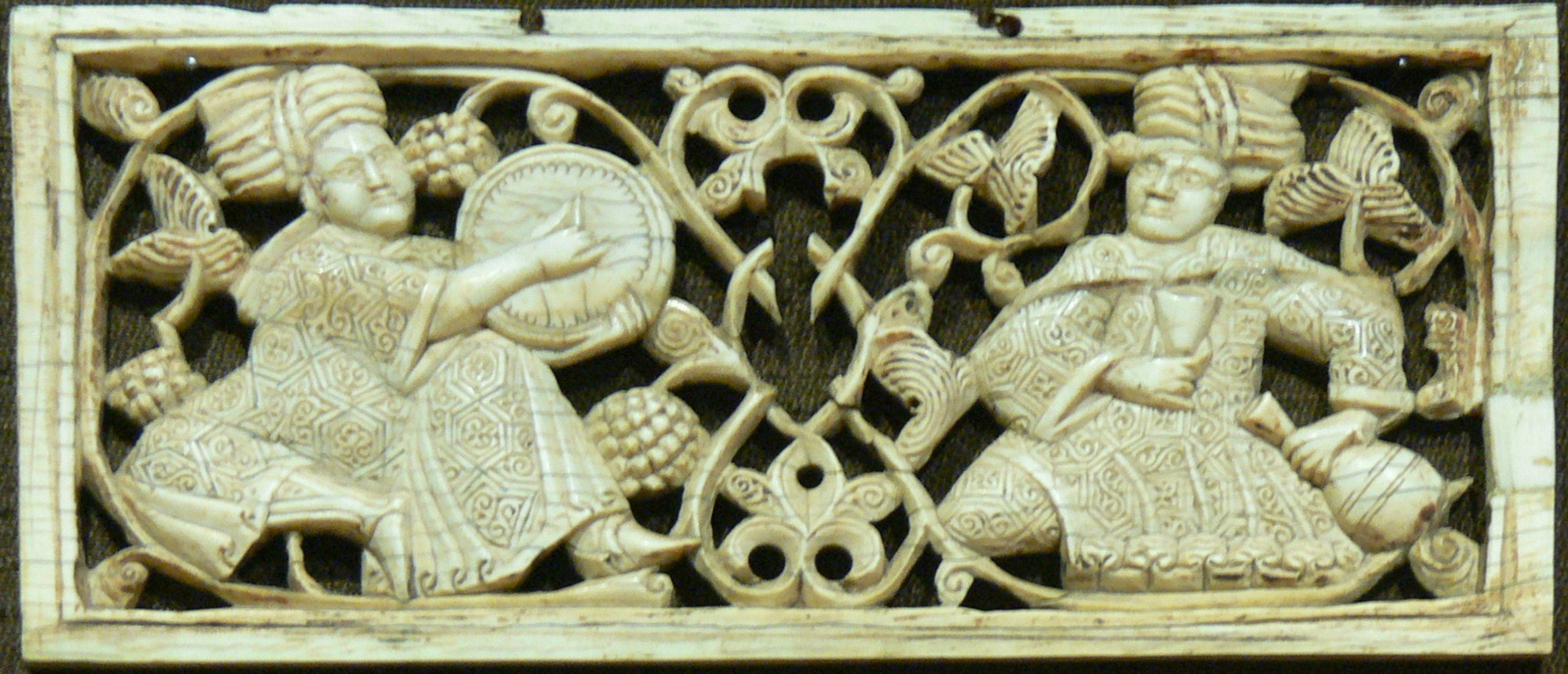
Plaket in ivoor met muzikant en drinker, Bargello, Florence (Egypte 11e-12e eeuw)
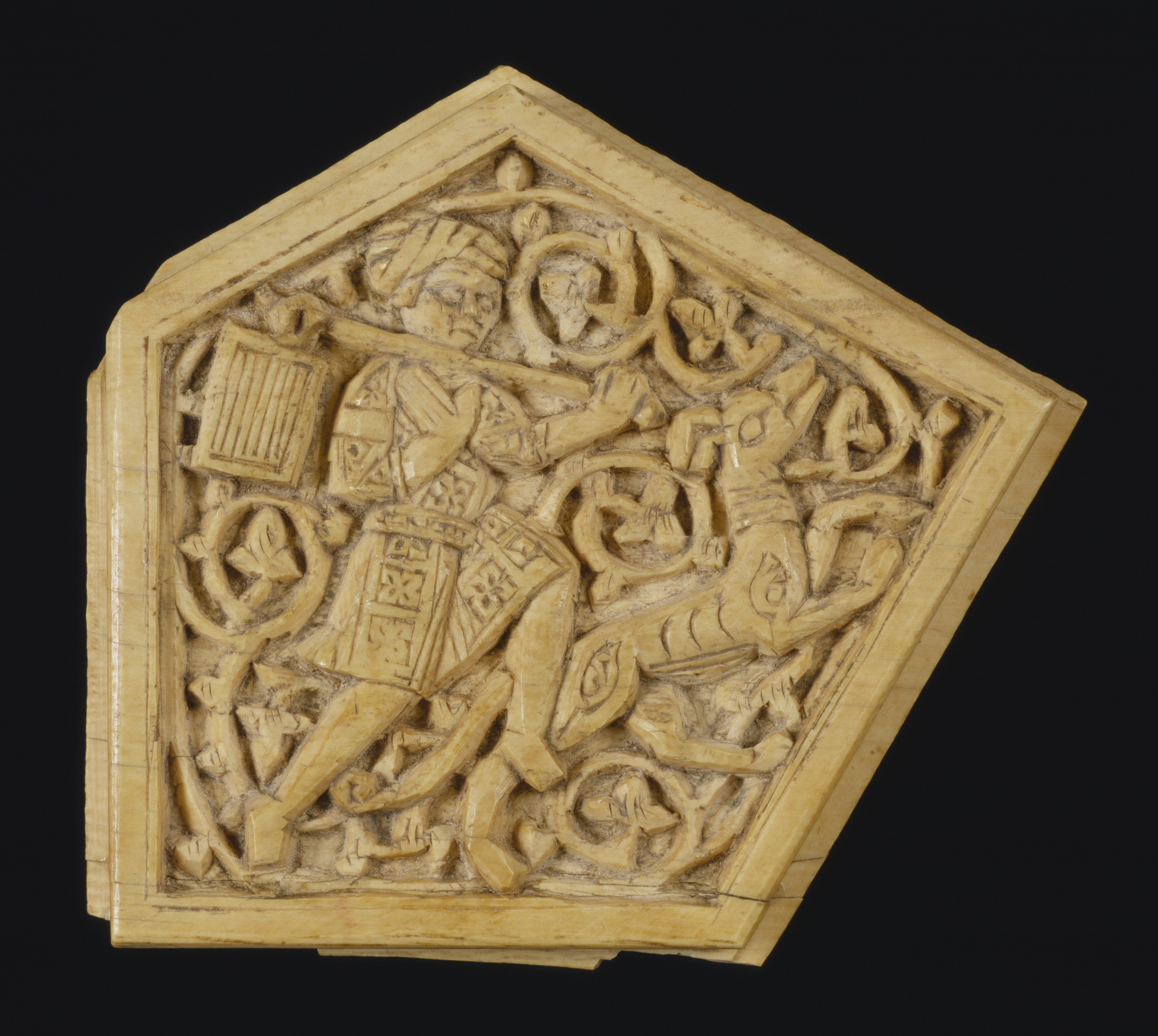
Paneeltje met jachtscène, Walters Art Museum, Baltimore (Egypte, 11e eeuw)
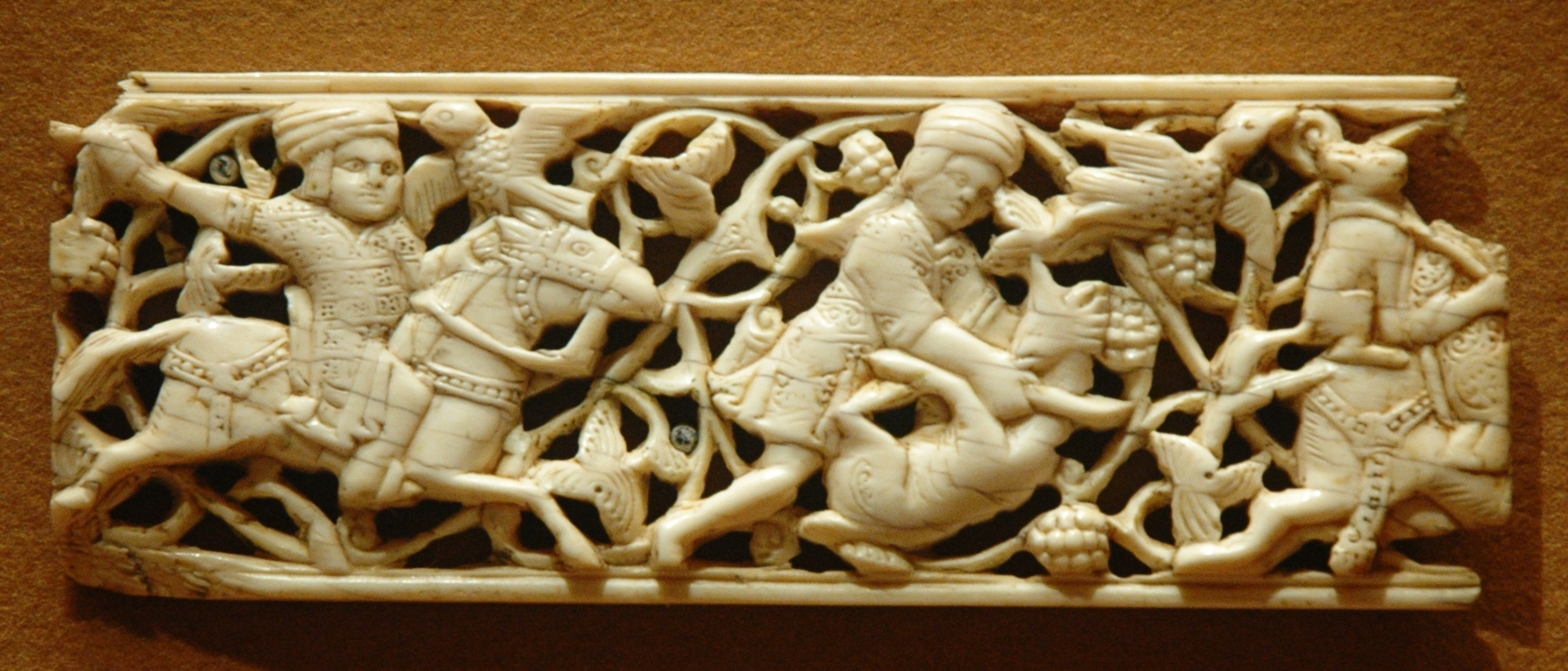
Paneeltje met jagers (Egypte, 11e-12e eeuw)
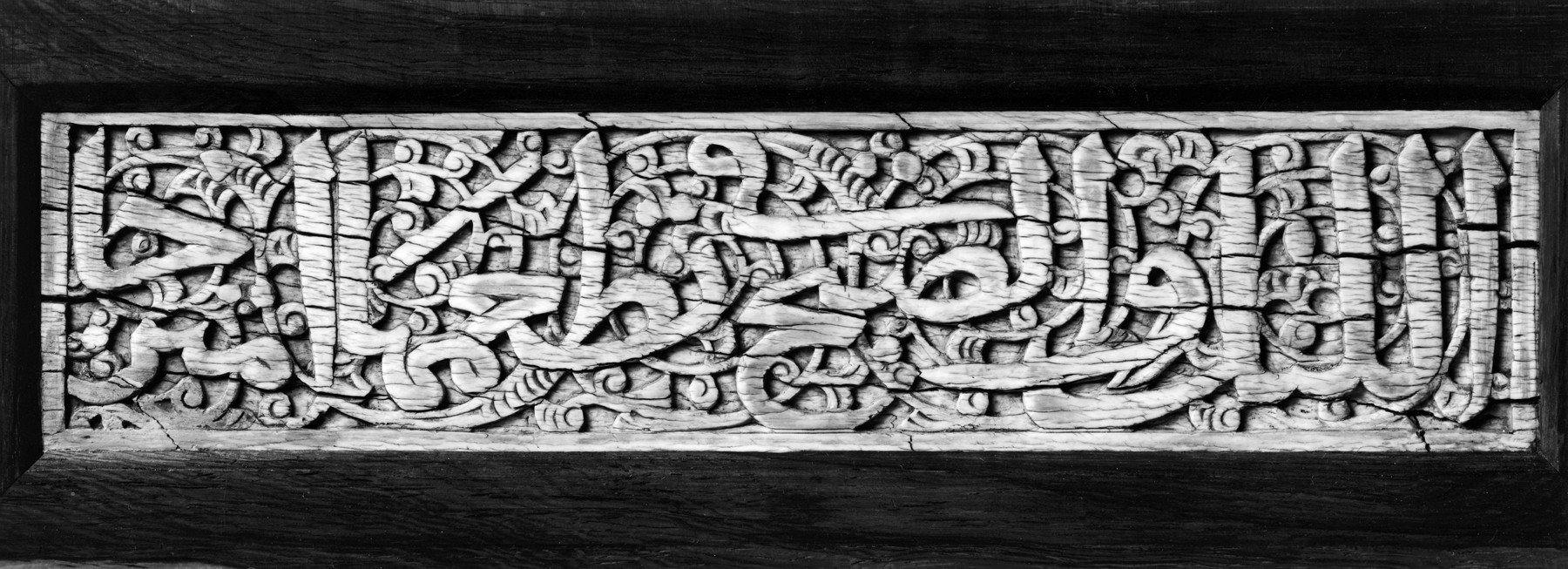
Ivoren paneel met Koran verzen, Walters Art Museum, Baltimore (Egypte, 14e eeuw)
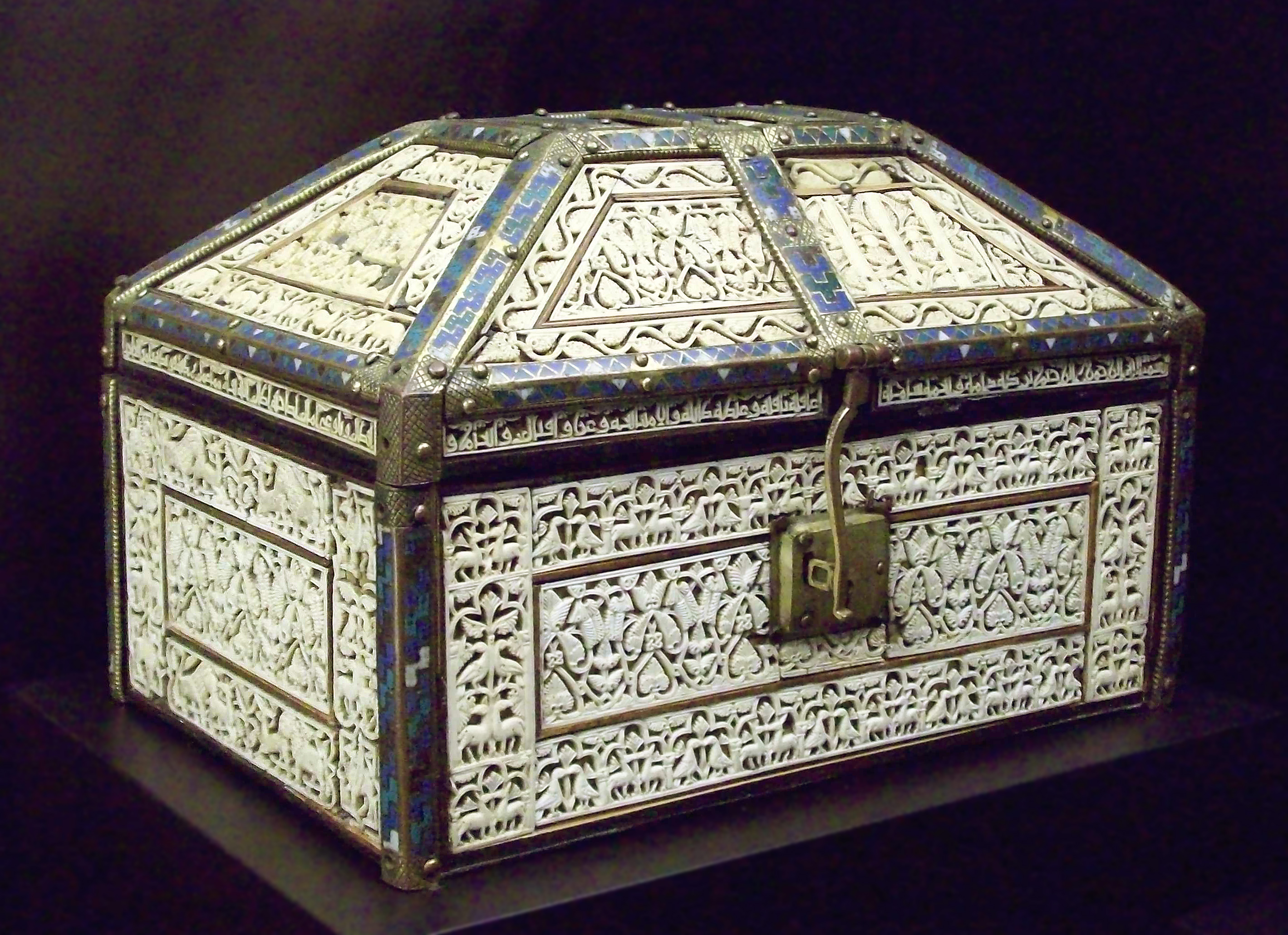
Ivoren kistje, kathedraal van Palencia (Cuenca, Taifa of Toledo, 11e eeuw)
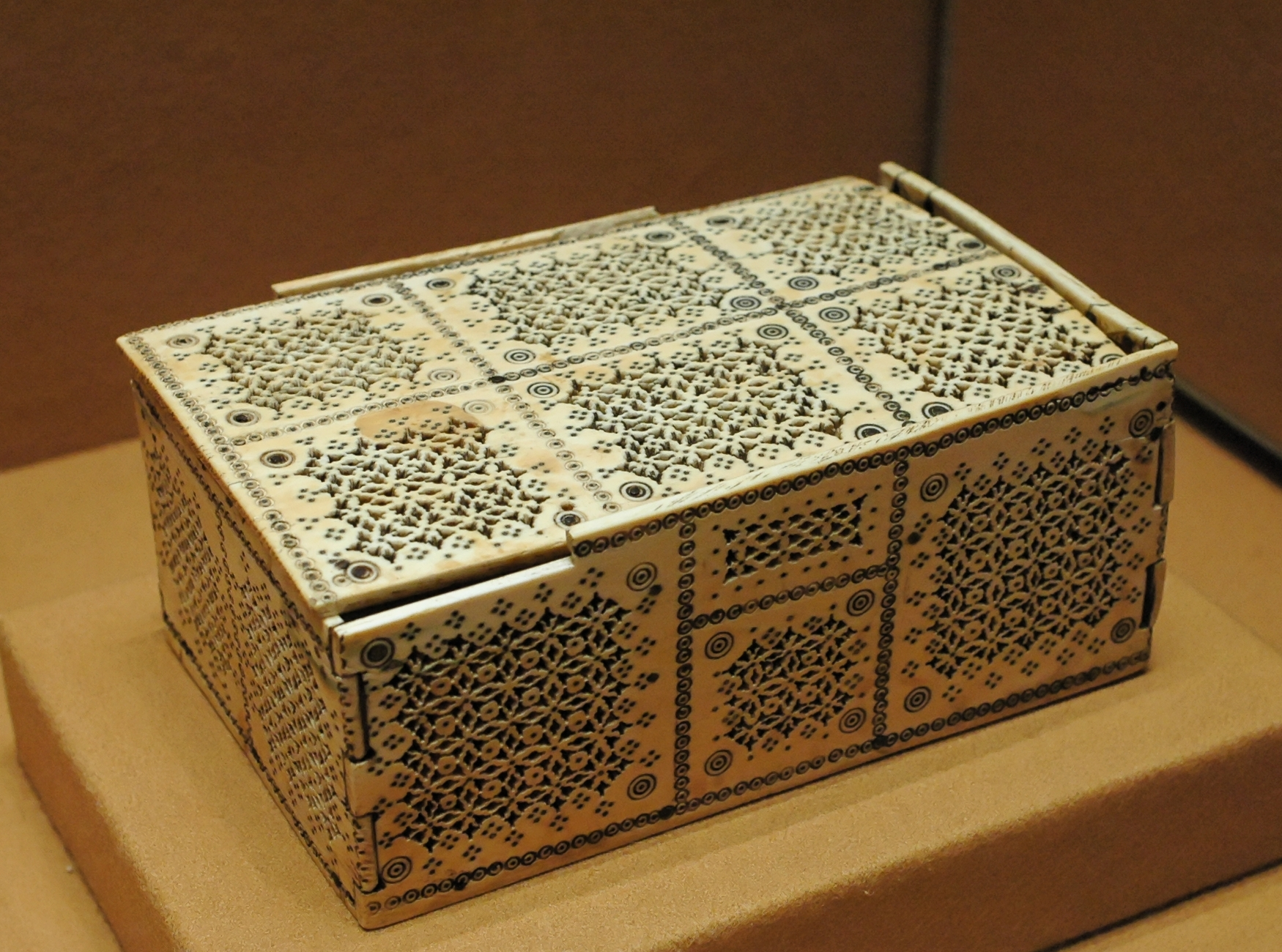
Ivoren kistje (Spanje of Egypte, 13e-14e eeuw)
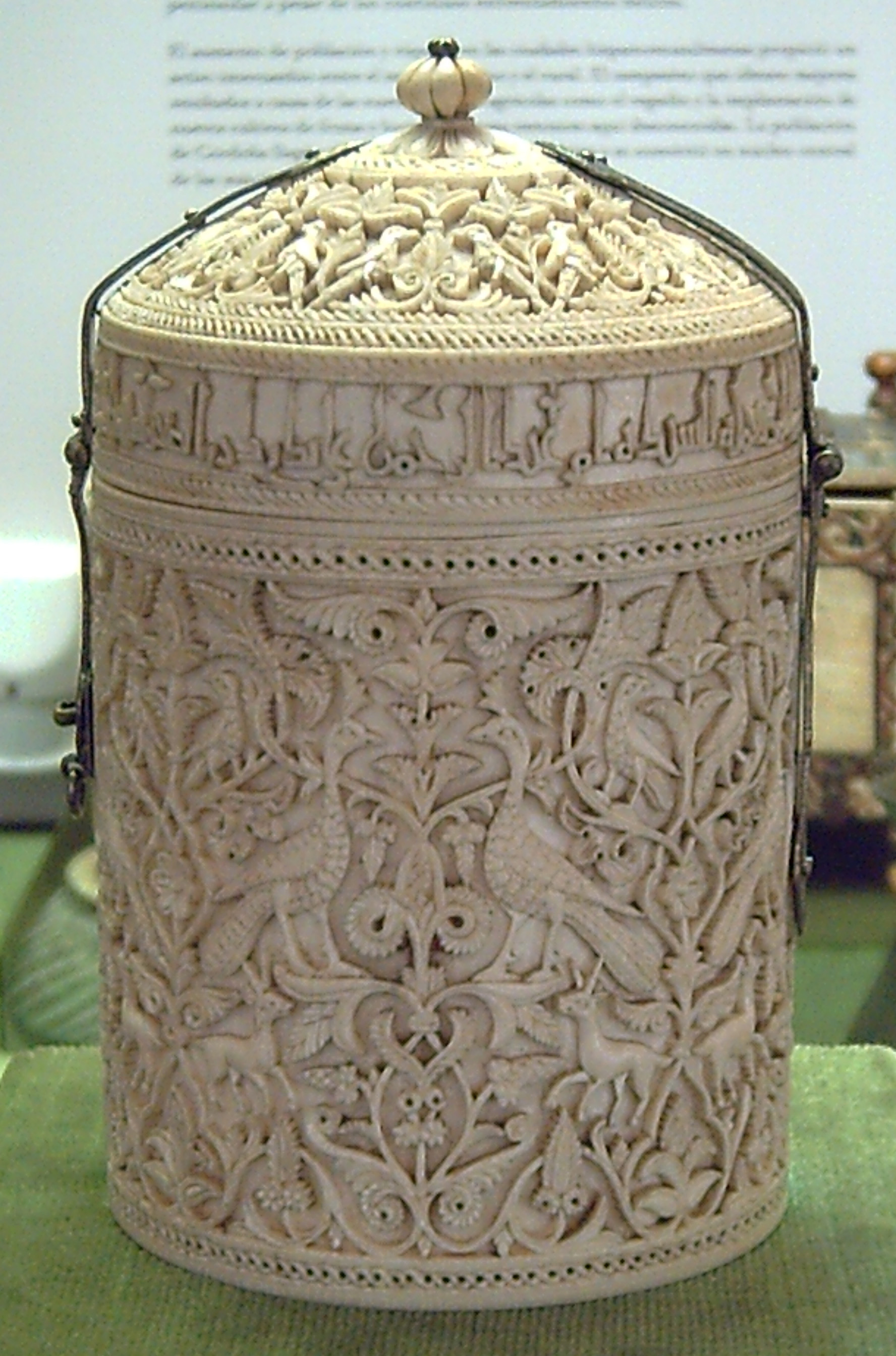
Pyxis (Cordoba, 964)
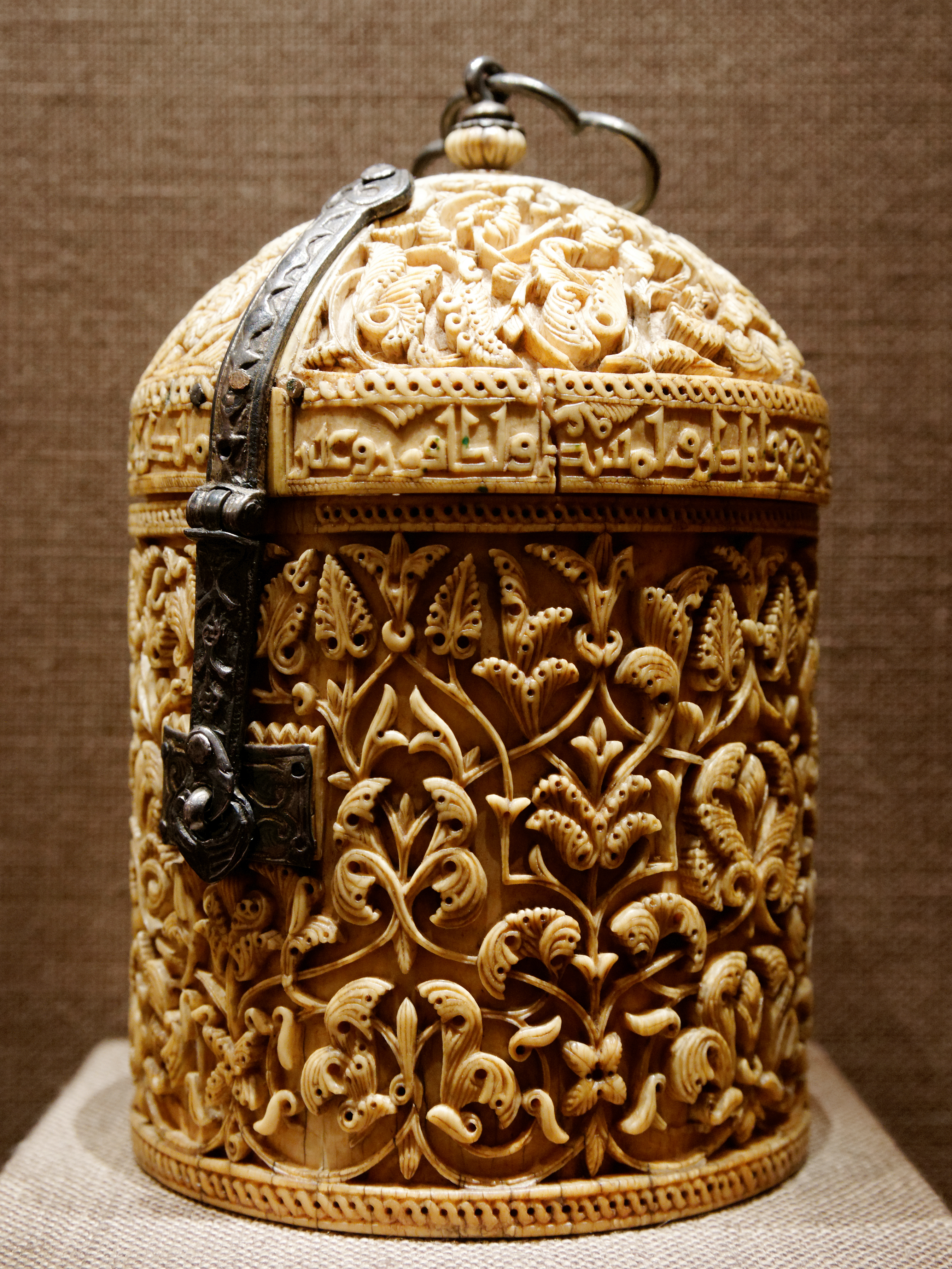
Pyxis Khalaf Met (Medina Azahara bij Cordoba, 956)
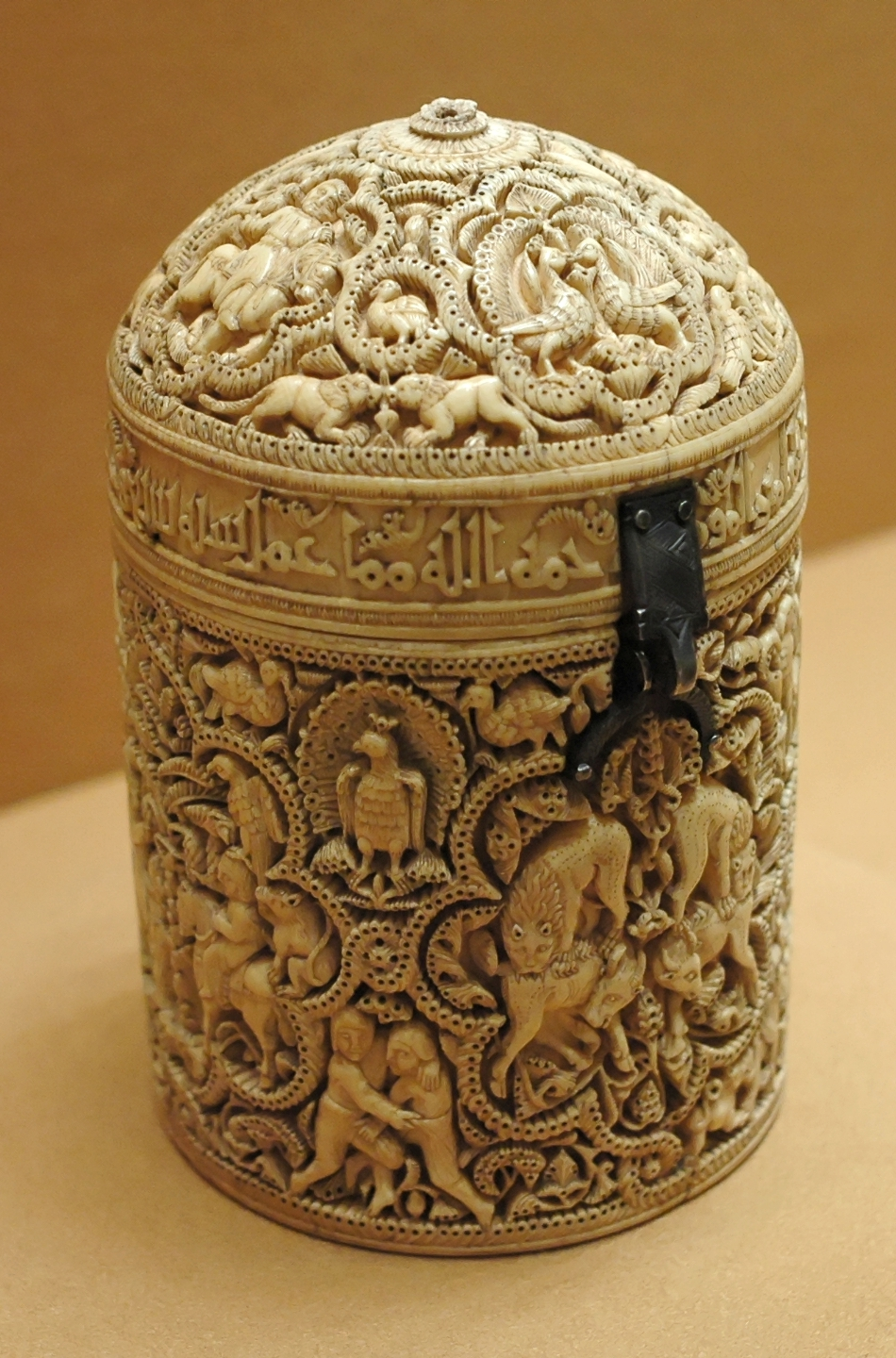
Pyxis met de naam van prins Al-Mugẖīra (Medina Azahara, 968)

### Middeleeuwen
Terwijl de kunsttraditie van het West-Romeinse Rijk door de Germaanse invallen stilaan teloorging, was het de Byzantijnse kunst die tijdens de Karolingische renaissance aan het hof van Karel de Grote, onder meer door de Ada-Groep, tot voorbeeld werd genomen. Ook tijdens het bewind van de Ottoonse dynastie was de Byzantijnse kunst toonaangevend voor de ontwikkelingen in het westen. keizer Otto II was trouwens getrouwd met Theophanu, een Byzantijnse prinses. In moderne studies benadrukt men dat de Byzantijnse kunst weliswaar een van de inspiratiebronnen was maar dat de lokale kunstenaars ook hun eigen inbreng hadden. De Ottonen maakten gebruik maakten van Byzantijnse werken om ze te integreren in hun eigen kunstproductie, een voorbeeld daarvan zijn de Byzantijnse ivoren die gebruikt werden als onderdeel van de gouden met edelstenen bezette boekplatten van waardevolle manuscripten.
Uit allerlei bronnen weet man dat Byzantijnse kunstenaars werkzaam waren in West-Europa, zowel ten zuiden als ten noorden van de Alpen. In de kroniek van de abdij van Monte Cassino van de hand van Leo van Ostia blijkt dat abt Desiderius Byzantijnse vaklui en kunstenaars liet overkomen bij de heropbouw van de abdij en dat deze ook de monniken opleidden in hun techniek, onder meer in het ivoorsnijwerk. Ook in het scriptorium van de abdij van Echternach kon een tussenkomst van een Byzantijnse kunstenaar worden aangetoond.
De Byzantijnse kunst kwam met de verspreiding van het christelijk geloof naar onze streken. De eerste voorbeelden zijn dan ook te vinden in de verluchte handschriften die geproduceerd werden in Ierland en in Engeland. Voorbeelden hiervan zijn de titelminiatuur in de Codex Amiatinus (omstreeks 700) gemaakt in de abdijen van Wearmouth en Jarrow in Northumberland, een portret van de evangelist Mattheus in het Lindisfarne-evangeliarium (680-720), eveneens in Northumberland. Beiden waren waarschijnlijk kopieën van afbeeldingen uit een Zuid-Italiaans evangelieboek, waarschijnlijk van de hand vaneen Griekse kunstenaar, dat via de missionering in Northumberland terecht was gekomen. De Byzantijnse invloed kwam dus langs Ravenna en Rome via Engeland met de missionering naar het vasteland van Europa.

#### Karolingische periode

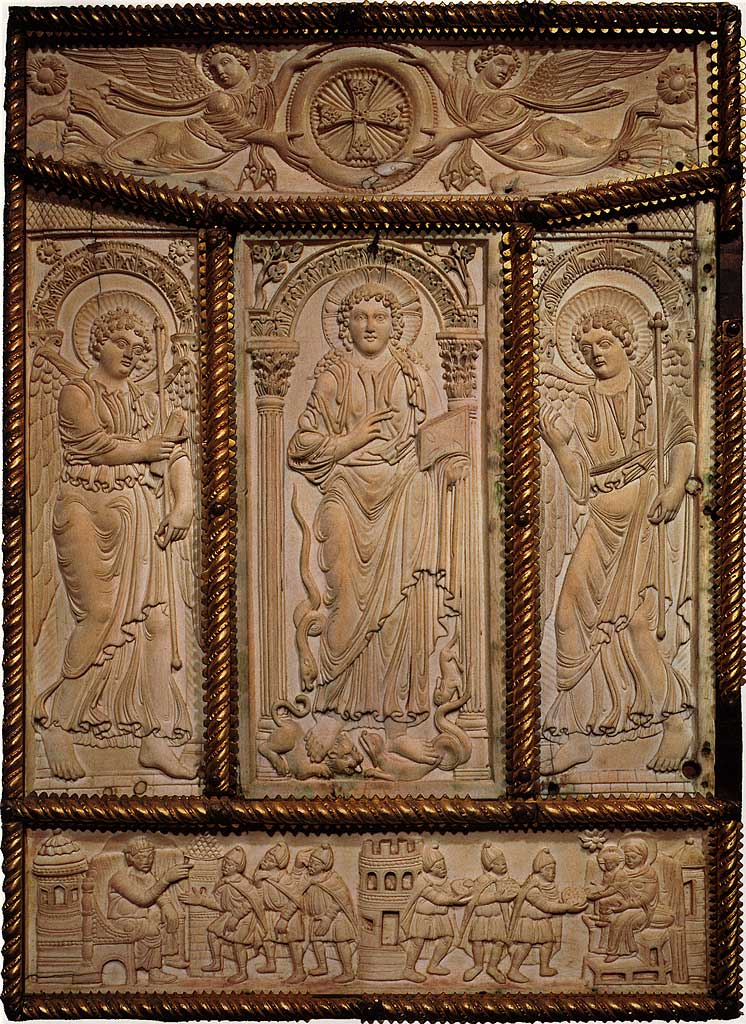
Voorplat van het evangeliarium van Lorsch, ca. 810

Uit de Karolingische periode zijn een behoorlijk aantal ivoorsnijwerken bewaard gebleven. Een groot aantal daarvan maakt deel uit van de Ada-groep. De Ada-groep is een groep van werken uit de Karolingische tijd vernoemd naar het Ada-Evangeliarium, een van de handschriften dat er deel van uitmaakt. Naast de handschriften wordt ook een aantal ivoorsnijwerken tot de Ada-groep gerekend, onder meer het originele voor- en achterplat van het Evangeliarium van Lorsch, die nu bewaard worden in de Vaticaanse Bibliotheek en het Victoria and Albert Museum in Londen. De Ada-groep wordt tegenwoordig meestal de Hofschool van Karel de Grote genoemd. Omdat er echter twee duidelijk verschillende groepen werkzaam waren aan het hof en het paleis van Karel de Grote moet men volgens sommigen onderscheid maken tussen de "hofschool" en de paleisschool.

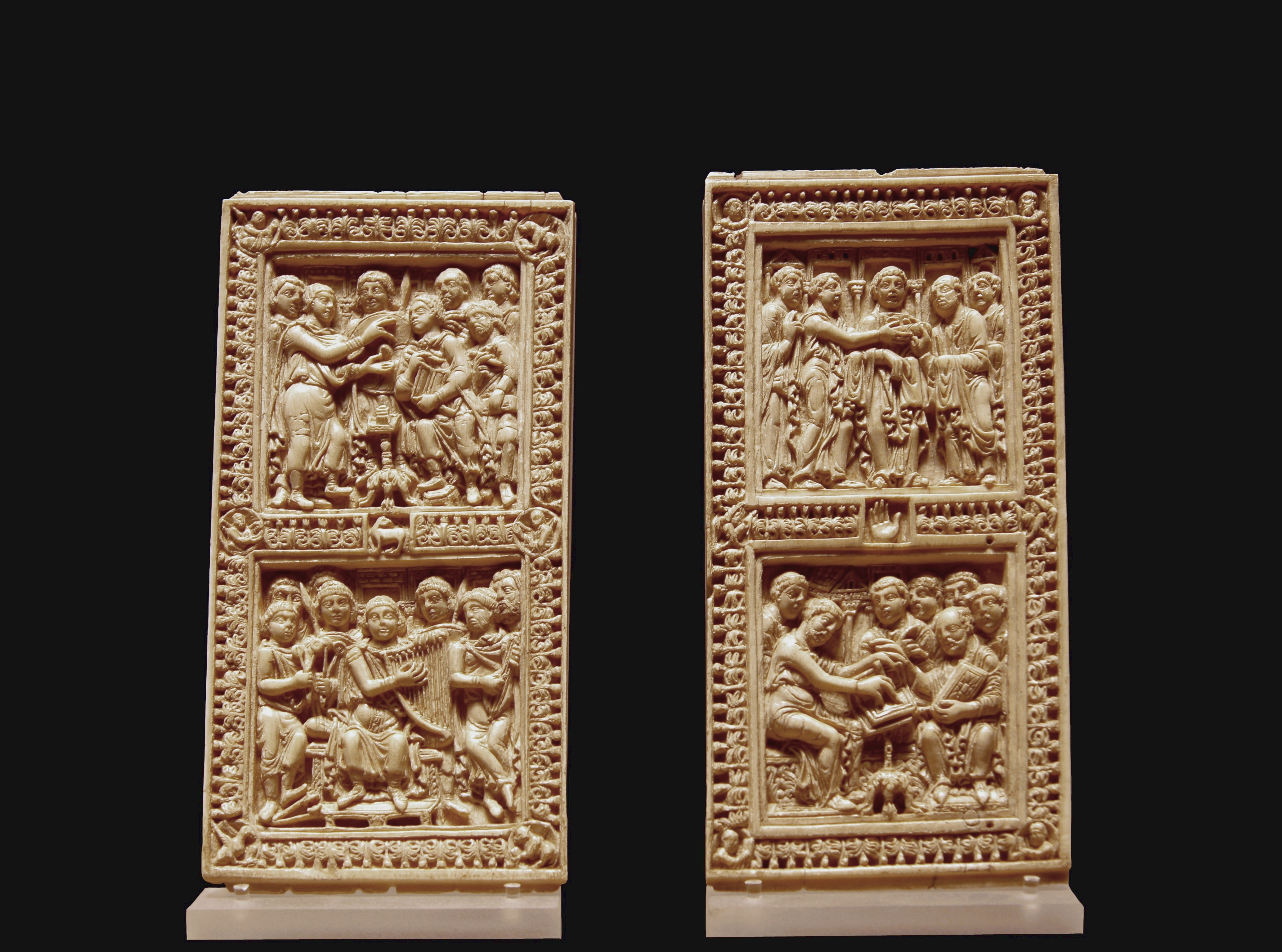
Voor- en achterplat van het Dagulf-psalter, ca. 790, gemaakt in opdracht van Karel de Grote.

De Ada-groep zou hebben bestaan uit miniaturisten en schrijvers die nog sterk onder de invloed stonden van de Insulaire kunst hoewel ze beïnvloed werden door Romeinse voorbeelden. De paleisschool echter werkte volledig in de Byzantijnse stijl. Een goed voorbeeld van een van de werken van de paleisschool is het Kroningsevangeliarium, bewaard in het  Kunsthistorisches Museum in Wenen. Het voorplat van het Evangeliarium van Lorsch, zou gebaseerd zijn op een keizerlijke diptiek waarop de kroning van Anastasius I of Justinianus I is afgebeeld.
Ook de boekband van het Dagulf-psalter was voorzien van ivoren reliëfs. Op het voorplat (hier links) ziet men bovenaan David die aan zijn schrijvers opdracht geeft de uitgevoerde psalmen te noteren. Onderaan kan men de uitvoering van zijn opdracht zien: koning David zingt de psalmen en begeleidt zich zelf op een harp omringd door andere muzikanten. Op het achterplat ziet men bovenaan Hiëronymus die van een bode van Paus Damasus de opdracht krijgt de gecorrumpeerde schriftteksten te herzien. In de onderste helft ziet men Hiëronymus die aan een schrijver de verbeterde tekst dicteert. Volgens Anton von Euw zijn de scènes op het achterplat ontworpen voor dit handschrift, er is geen iconografisch precedent. De David-scènes daarentegen waren wel voordien bekend, maar de koppeling van beide thema’s was een nieuwe interpretatie van de hofschool en de combinatie van beide panelen was een hulde aan de twee mannen aan wie de Karolingen de correcte versie van de psalmen te danken hadden en via de analogie tussen Karel en David, die door Alcuinus bedacht was, tegelijkertijd een eerbetoon aan Karel de Grote.
Aan de hofschool van Karel de Kale werd omstreeks 869 het zogenoemde Psalter van Karel de Kale gemaakt, versierd met twee reliëfs die psalm 56 en psalm 51 voorstellen, gebaseerd op de tekeningen bij die psalmen in het Utrechts Psalter wat de nauwe relatie tussen ivoorsnijden en boekverluchting illustreert.
Naast de ivoren panelen gebruikt als boekplatten behoren ook andere werken zoals pyxides tot de Ada-groep zoals de Pyxis met een voorstelling van de nativiteit, nu bewaard in het Kunsthistorisches Museum in Wenen en die met een voorstelling van de genezing van de melaatse in het British Museum in Londen.
Naast de ivoren panelen gebruikt als boekplatten behoren ook andere werken zoals pyxides tot de Ada-groep zoals de Pyxis met een voorstelling van de nativiteit, nu bewaard in het Kunsthistorisches Museum in Wenen en die met een voorstelling van de genezing van de melaatse in het British Museum in Londen.

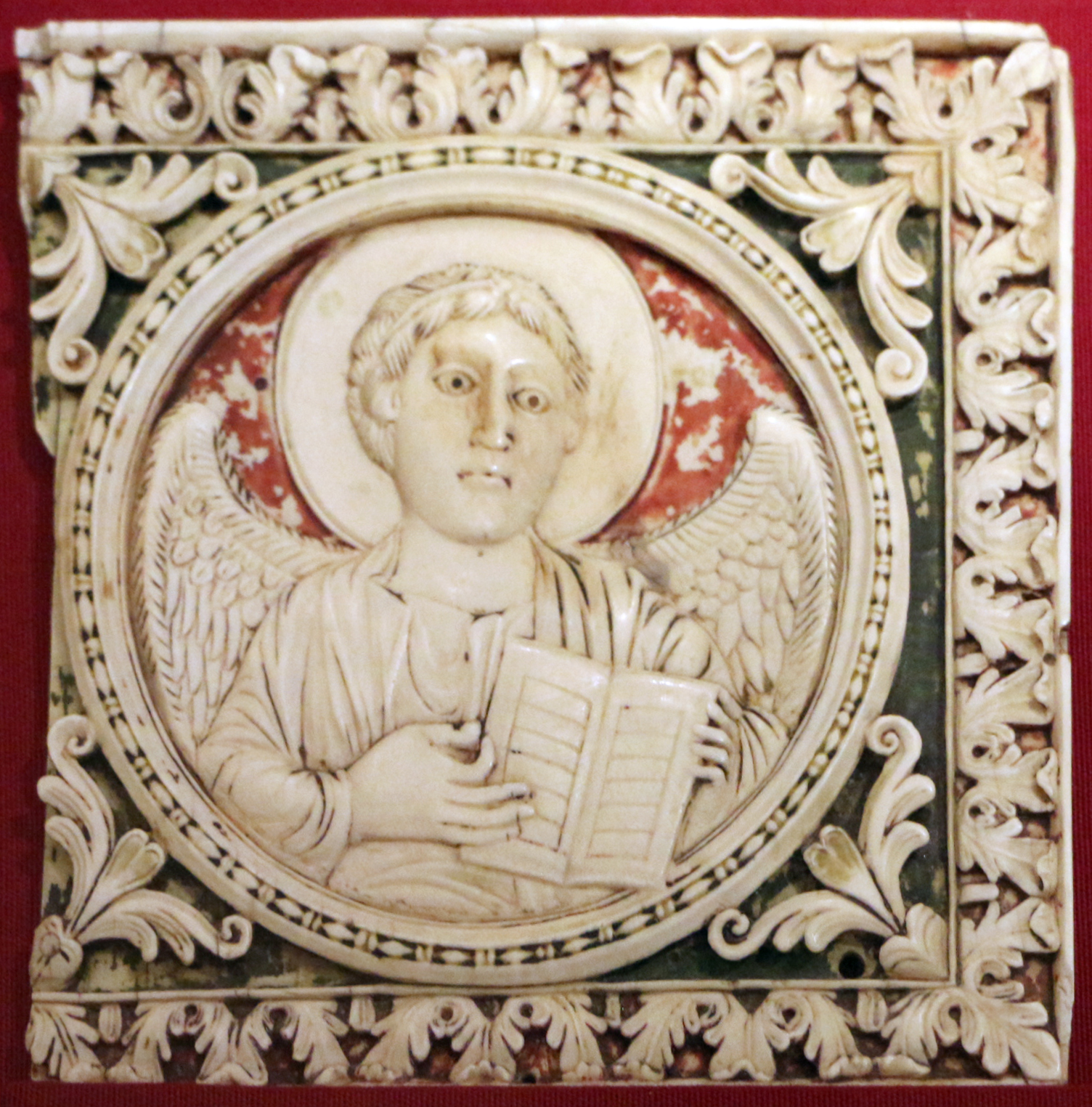
Engel (symbool van Mattheus), ca.790-810
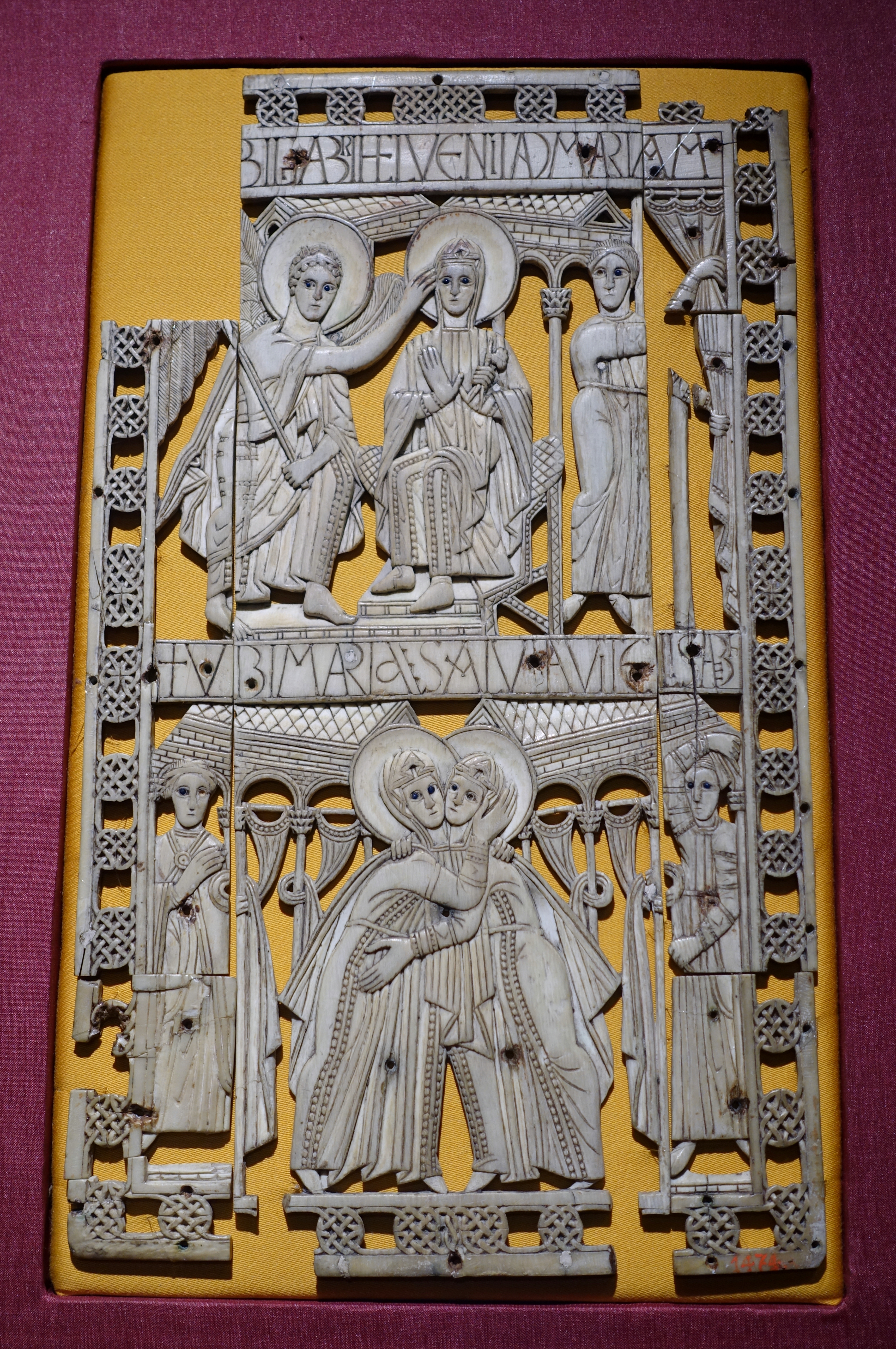
Ivoren van Genoelselderen, late 8e eeuw, annunciatie en visitatie
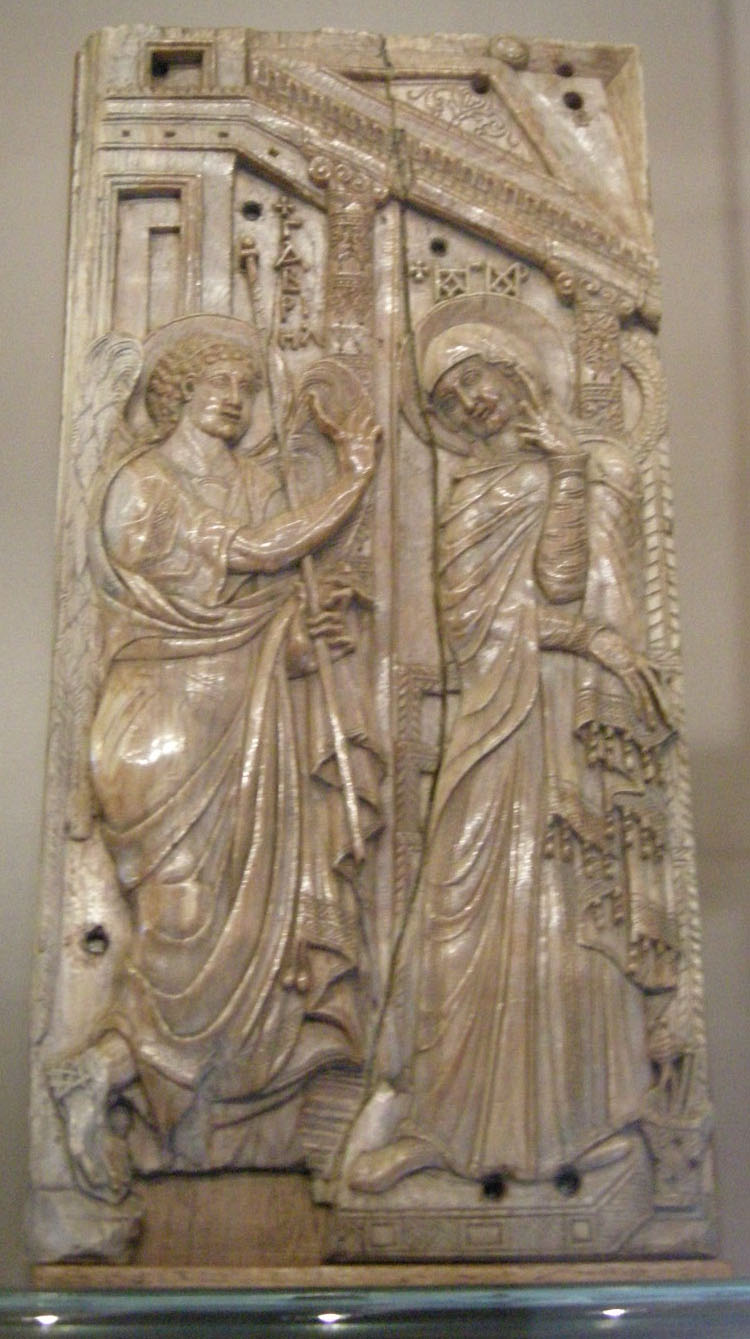
Reliëf met een annunciatie, Karolingisch - Anglo-Saksisch, 9e eeuw
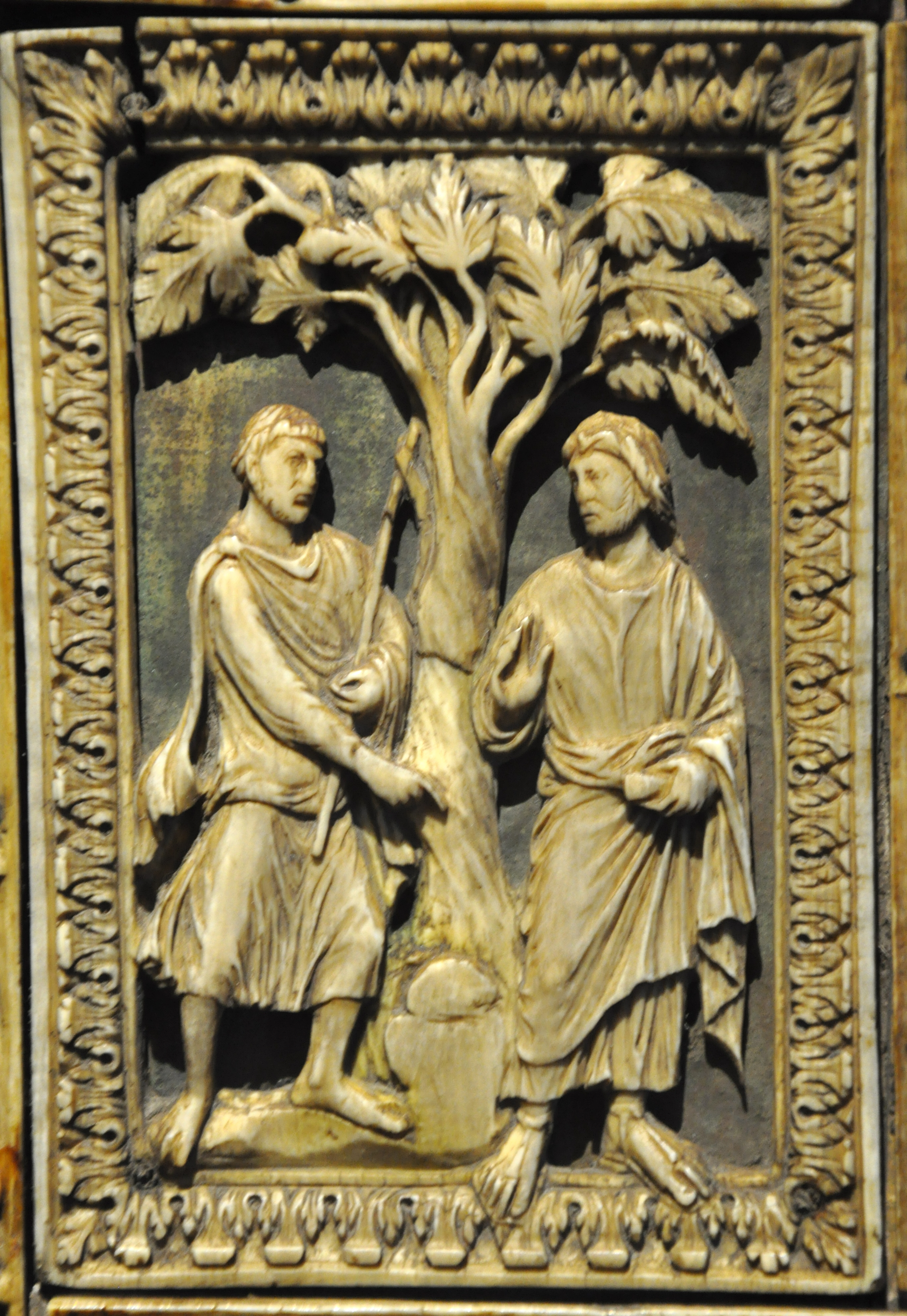
Getuigenis van Johannes de doper, Metz, ca. 850.
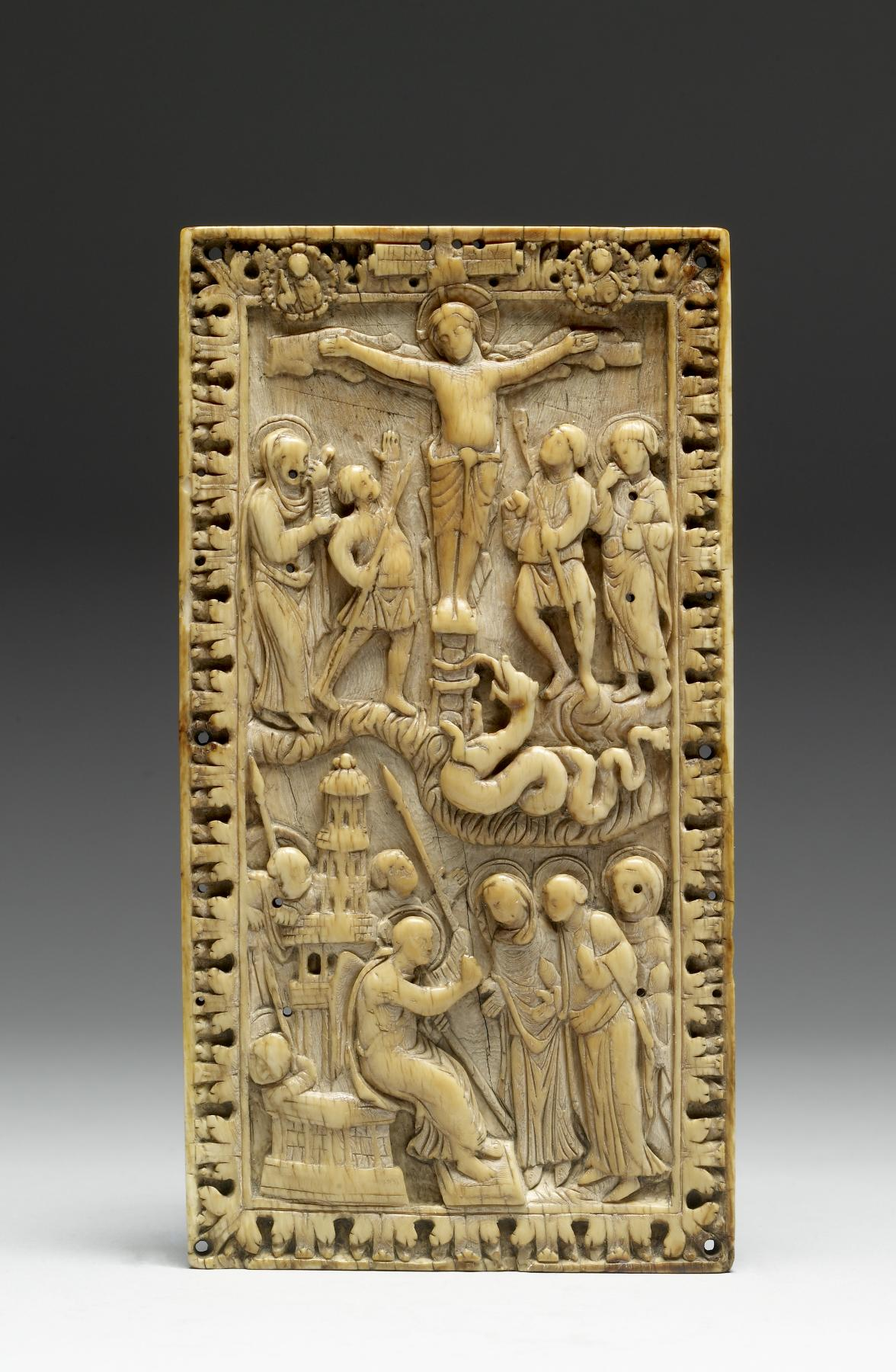
Boekplat, De kruisiging en de heilige vrouwen aan het graf, ca. 870-880

#### Ottoonse periode

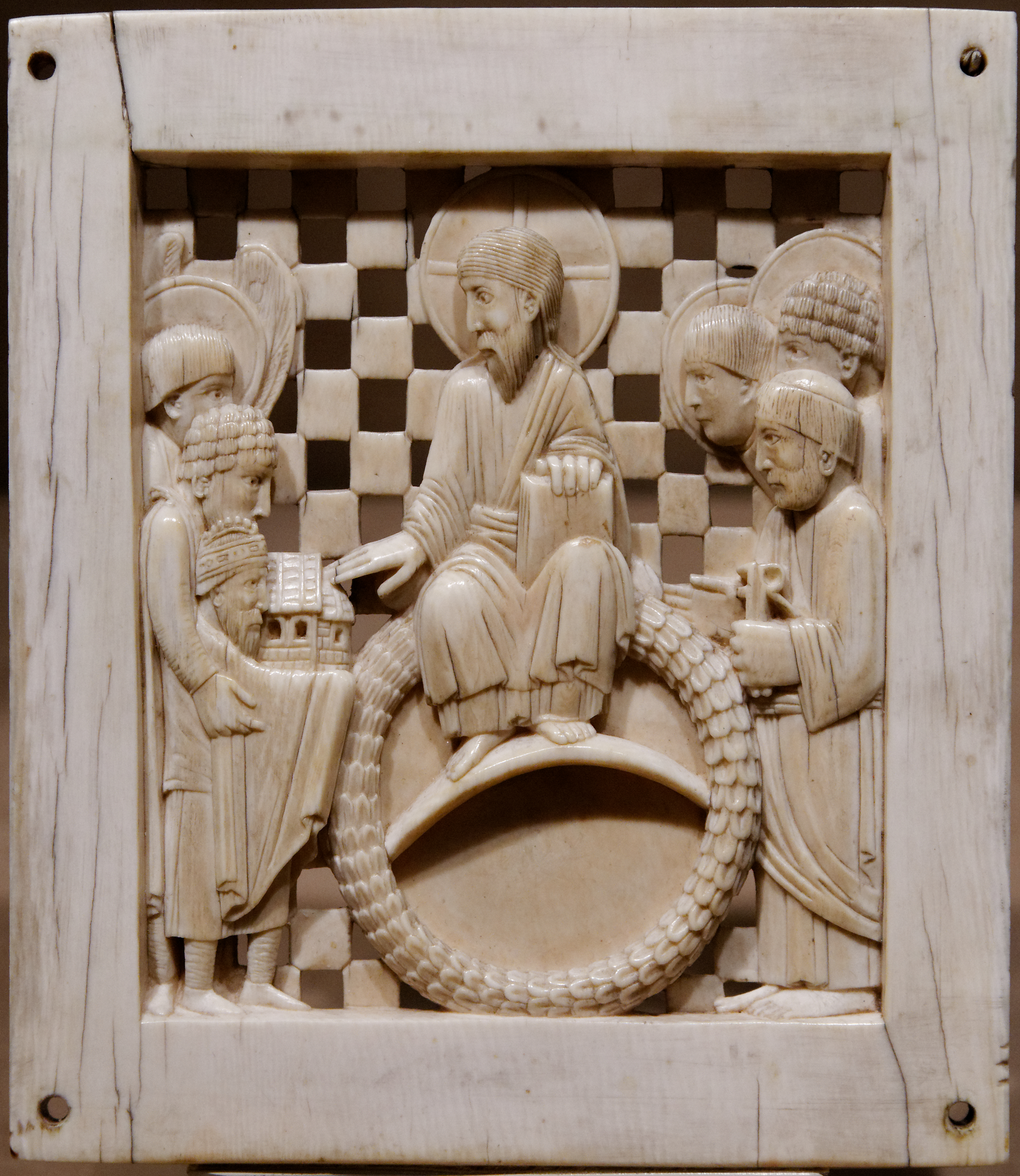
Paneel van het Maagdenburg antependium, ca. 955

Ook in de Ottoonse periode ziet men nog een belangrijke invloed van de Byzantijnse kunst. De duiding is eenvoudiger geworden dan in de voorgaande Karolingische periode omdat Constantinopel duidelijk het voortouw had genomen op het gebied van de kunsten en er dus geen rekening meer moet worden gehouden met andere stromingen zoals het werk uit Alexandrië en Antiochië. Iconografisch wordt vooral het keizerlijke staatsieportret belangrijk in de wereldlijke sfeer en afbeeldingen uit de liturgie in de religieuze sfeer. Een bekend voorbeeld is het Romanos ivoor bewaard in het Cabinet des Médailles in Parijs. Het toont de kroning van keizer Romanos en zijn vrouw Eudokia door Christus staande op een troon. Daarnaast zijn er, zoals in de Karolingische periode, talrijke ivoren boekplatten overgeleverd. Het Wolfenbüttel perikopenboek, Herzog August Bibliothek Wolfenbüttel - Cod. Guelf. 84.5 heeft een ivoren boekplat dat de dormitie van Maria voorstelt. Hetzelfde thema werd behandeld op het ivoren voorplat van het evangeliarium van Otto III. Naast de boekplatten zijn er uiteraard ook de klassieke objecten zoals reliëfs pyxides, situlae (wijwatervat), reliekschrijnen, diptieken en triptieken, en de gebruikelijke siervoorwerpen, kammen en dergelijke. Een van de bekende stukken is het Maagdenburg antependium. Het zou gemaakt zijn in opdracht van Otto I voor de kathedraal van Maagdenburg (ca. 955) en 16 panelen ervan zijn nu verspreid over een aantal musea. Een ervan is een dedicatiepaneeltje waarin Otto de kerk opdraagt aan Christus, dat nu bewaard wordt in het Metropolitan Museum in New York.

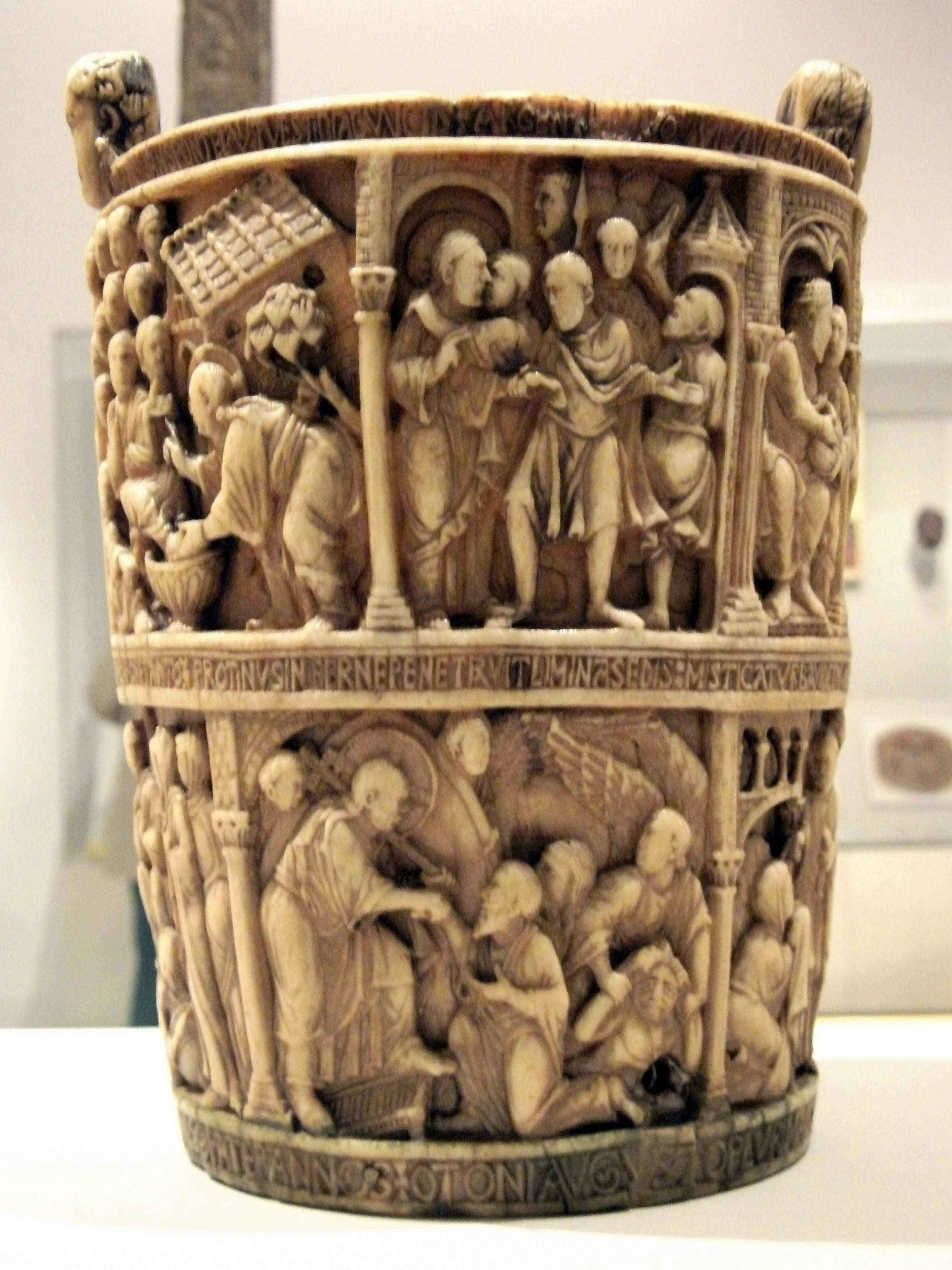
Basilewsky Situla ca. 920
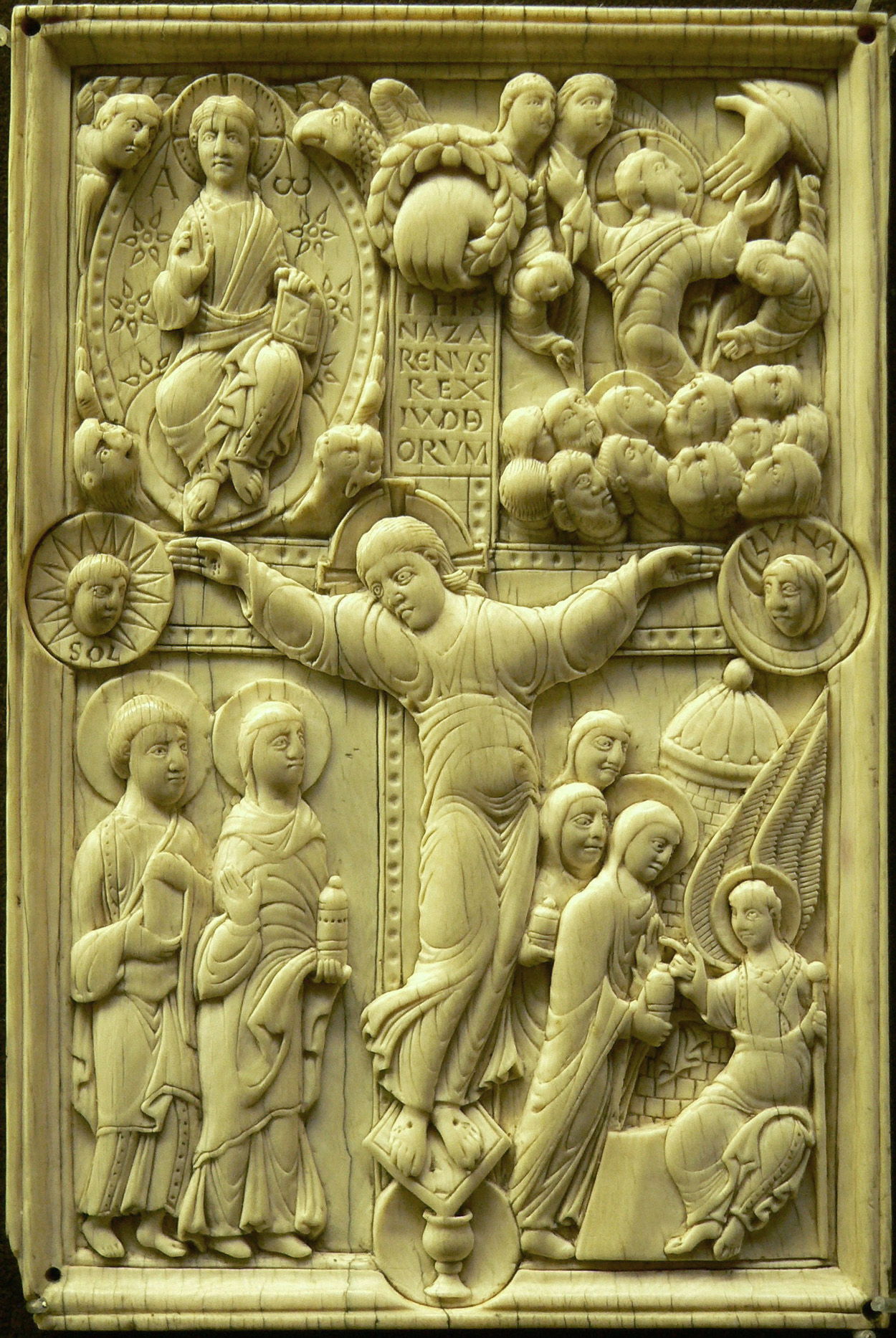
Kruisiging, einde 10e begin 11e eeuw, Musée national du Moyen Âge.
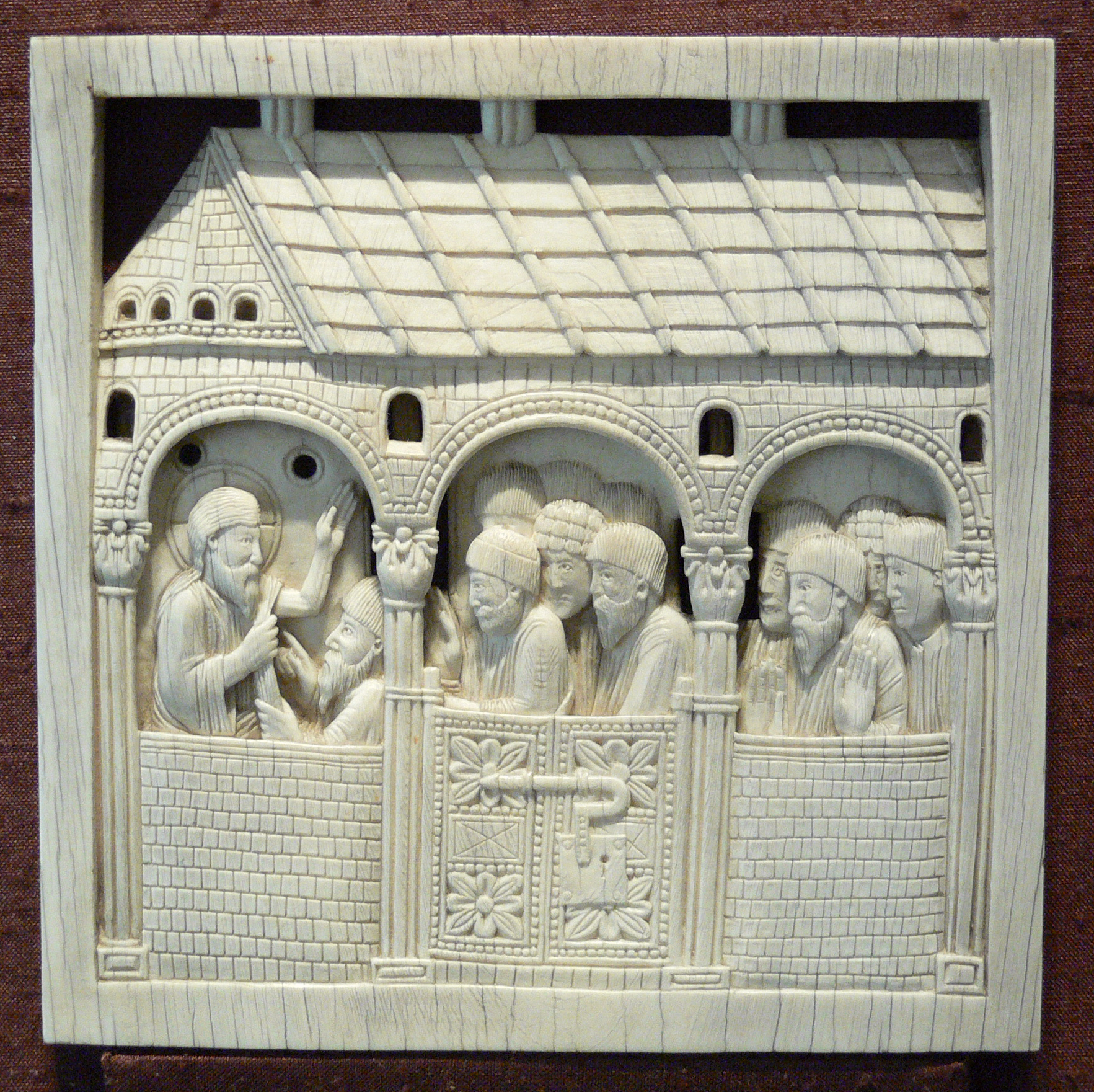
Antependium van Maagdenburg, ca.962–973, Christus verschijnt aan zijn leerlingen

#### Romaans en Gotisch

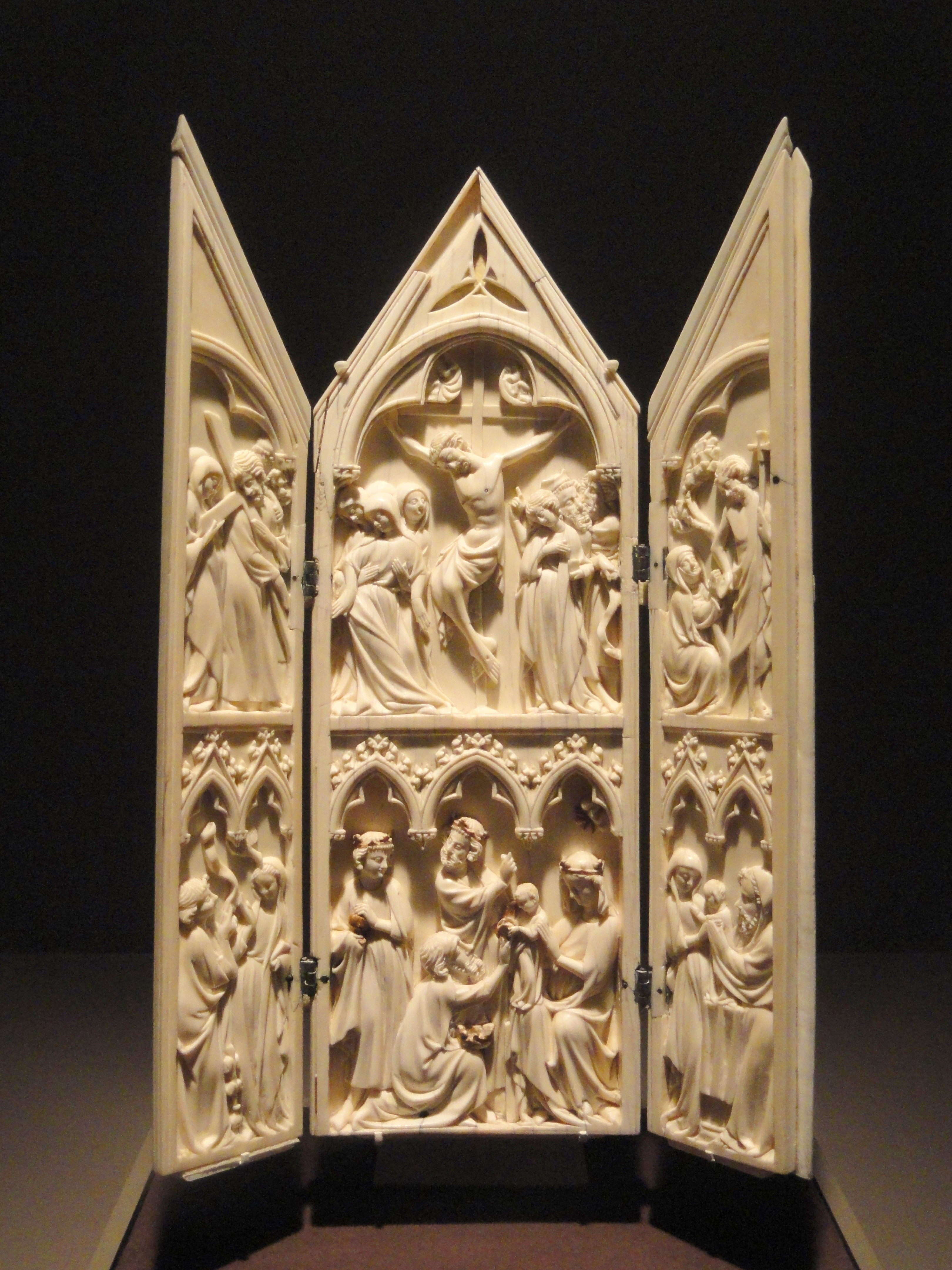
Keulen, ca. 1350-1375, Art Insttute of Chicago.

In de periode van de romaanse kunst zien we de focus van de kunsten zich verplaatsen. De nadruk op de productie en versiering van religieuze en kerkelijke objecten verschuift naar de beeldhouwkunst in steen, monumentale wandschildering en glasramen. Ivoorsnijkunst wordt minder belangrijk. 
Niettemin blijft de productie van diptieken en triptieken, dikwijls gebruikt als kleine huis- of reisaltaren, op een hoog niveau. Ook kistjes en doosjes allerhande, reliekschrijnen, kruisbeelden, reliëfs en dergelijke blijven begeerde objecten.
Er is vrij veel ivoorsnijwerk uit deze periode bewaard gebleven. Uit de Byzantijnse periode catalogeren Adolph Goldschmidt and Kurt Weitzmann ongeveer 400 werken, Raymond Koechlin neemt in 1924 1300 stuks uit de latere periode op in zijn catalogus en in de recente Gothic Ivories database van het Courtauld Institute of Art zijn meer dan 5000 objecten opgenomen.
In de twaalfde eeuw viel de toevoer van slagtanden van olifanten nagenoeg stil en kende de productie een gevoelige daling. Tegen de helft van de dertiende eeuw werd olifantsivoor terug beschikbaar in Noord-Europa en werd de productie vrij snel hervat. De gotische kunstenaars gaan naast de klassieke producten ook meer en meer beeldjes en beeldengroepen snijden.
De gotische triptieken die vooral voor de privédevotie gemaakt werden, waren gebaseerd op de Byzantijnse voorbeelden uit de negende tot de twaalfde eeuw. Toch worden hier ook wijzigingen doorgevoerd, de zijpanelen van de triptieken of het secundaire paneel van de diptiek, tonen vertellende scènes in tegenstelling tot de Byzantijnse, die meestal een rij van heiligen opvoeren.  Op een groot aantal triptieken en diptieken die overgeleverd zijn uit de middeleeuwen zijn sporen van polychromie en vergulding teruggevonden. Blijkbaar werden zowel in de Byzantijnse periode als in de romaanse en gotische periode, de ivoren polyptieken vrij frequent ingekleurd zoals dat ook gebeurde voor houten retabels en houtsnijwerk in het algemeen. Op die wijze was de relatie tussen ivoorsnijwerk en miniaturen in de verluchte handschriften nog veel sprekender.
In Noord-Europa werd vrij veel walrusivoor gebruikt. De beschikbaarheid hiervan was niet afhankelijk van de aanvoer uit Afrika, de productie was dus ook continu. De kleinere afmetingen waren ideaal voor het maken van kleine beeldjes. In ivoor gesneden schaakstukken waren dan ook bijzonder populair; een bekend voorbeeld hiervan zijn de Lewis-schaakstukken gemaakt in de 12e eeuw in Noorwegen of IJsland.
Bij de toename van de beschikbaarheid van ivoor omstreeks het begin van de veertiende eeuw, daalde de prijs in die mate dat ivoren voorwerpen voor dagelijks gebruik betaalbaar werden. De productie van spiegels, kammen, doosjes voor cosmetische producten werd hernomen met centra in Parijs, Venetië en Florence.  Deze luxeobjecten werden gedecoreerd met reliëfscènes die populaire verhalen uit de hoofse literatuur afbeelden.
De gotische periode liep van omstreeks 1230 tot 1380, dan viel de toevoer weer stil.

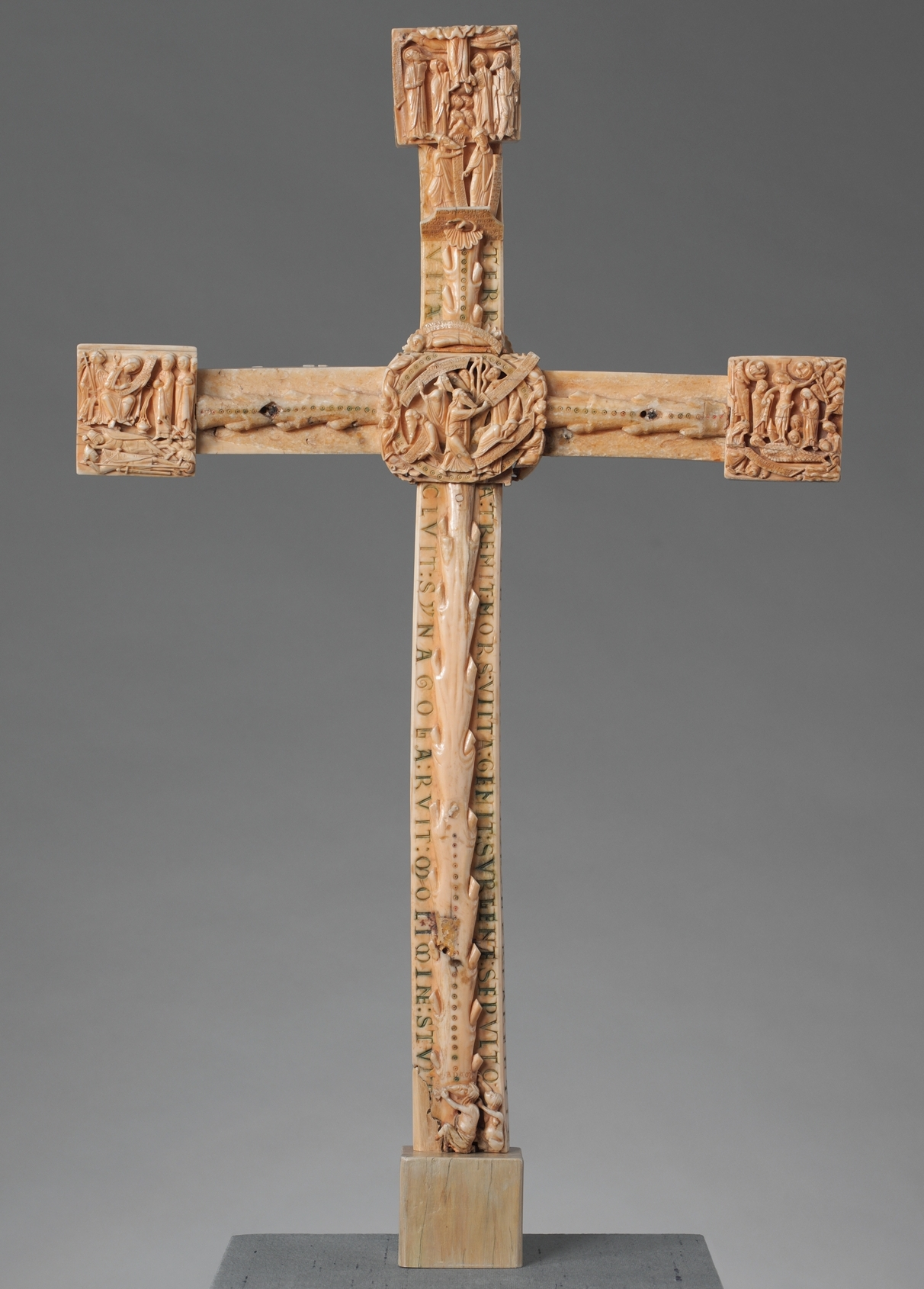
Cloisters kruis - Engels, ca. 1150
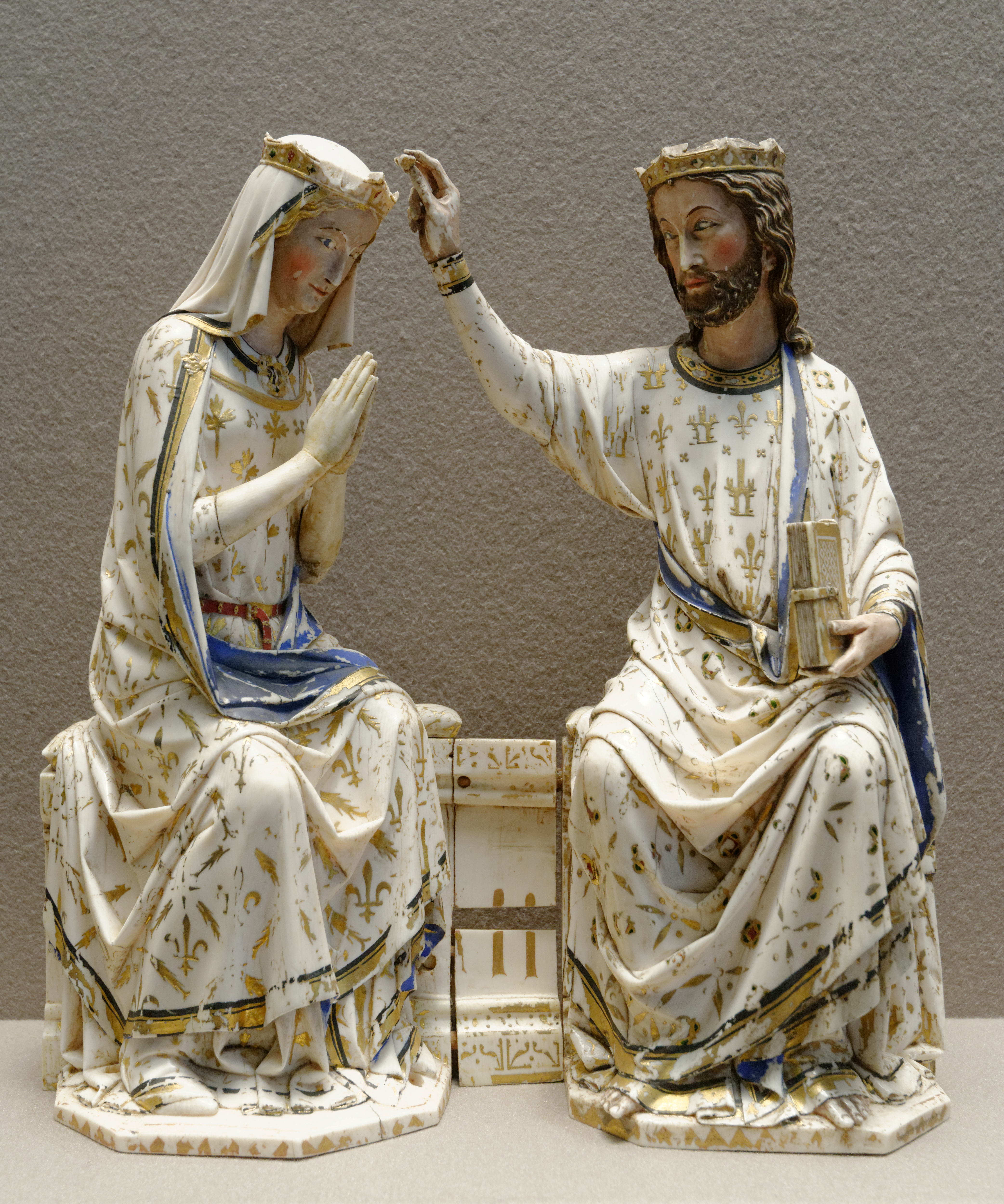
De kroning van Maria, 1200-1230, Parijs
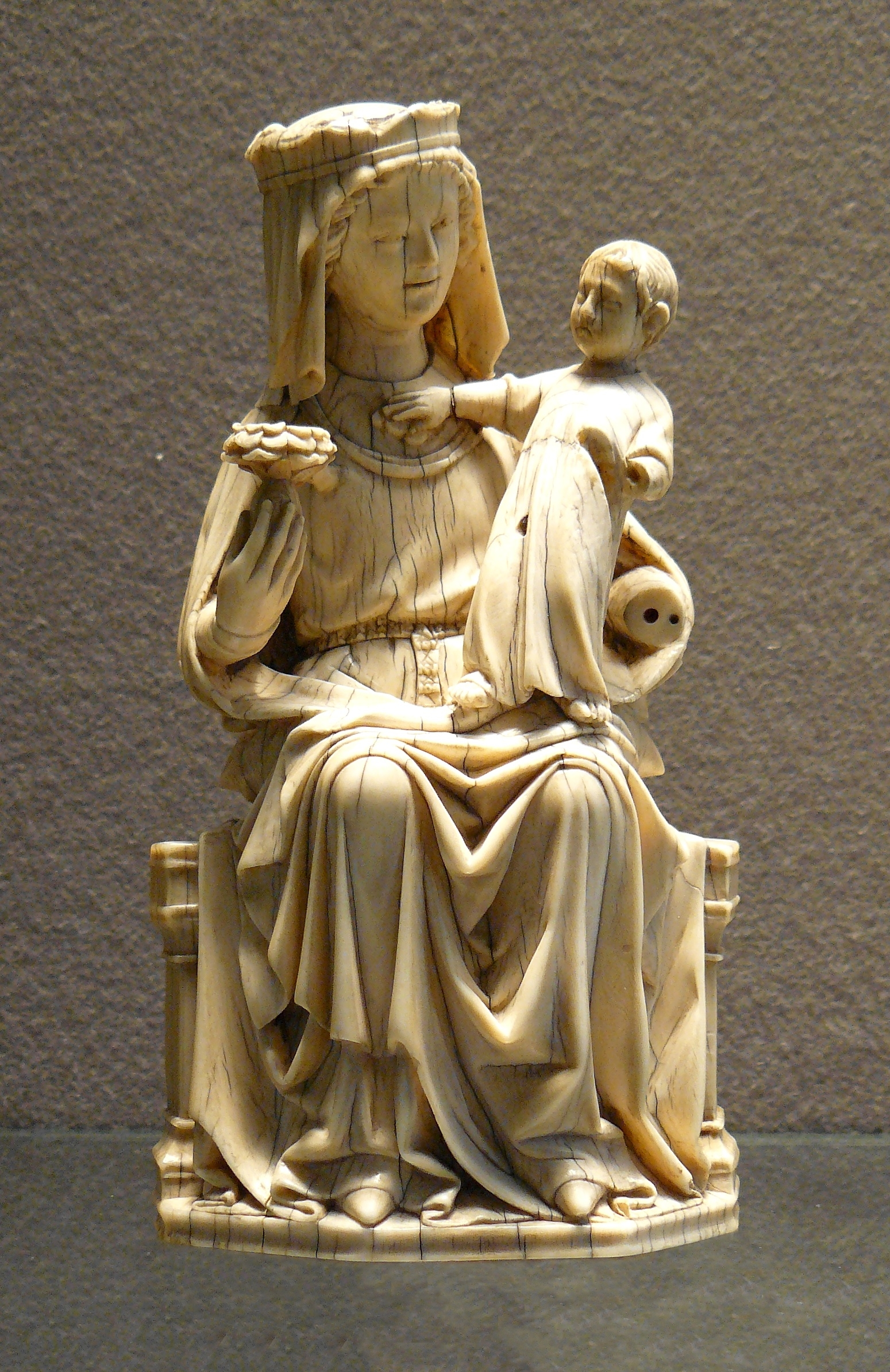
Madonna met Kind, midden 13e eeuw, Parijs
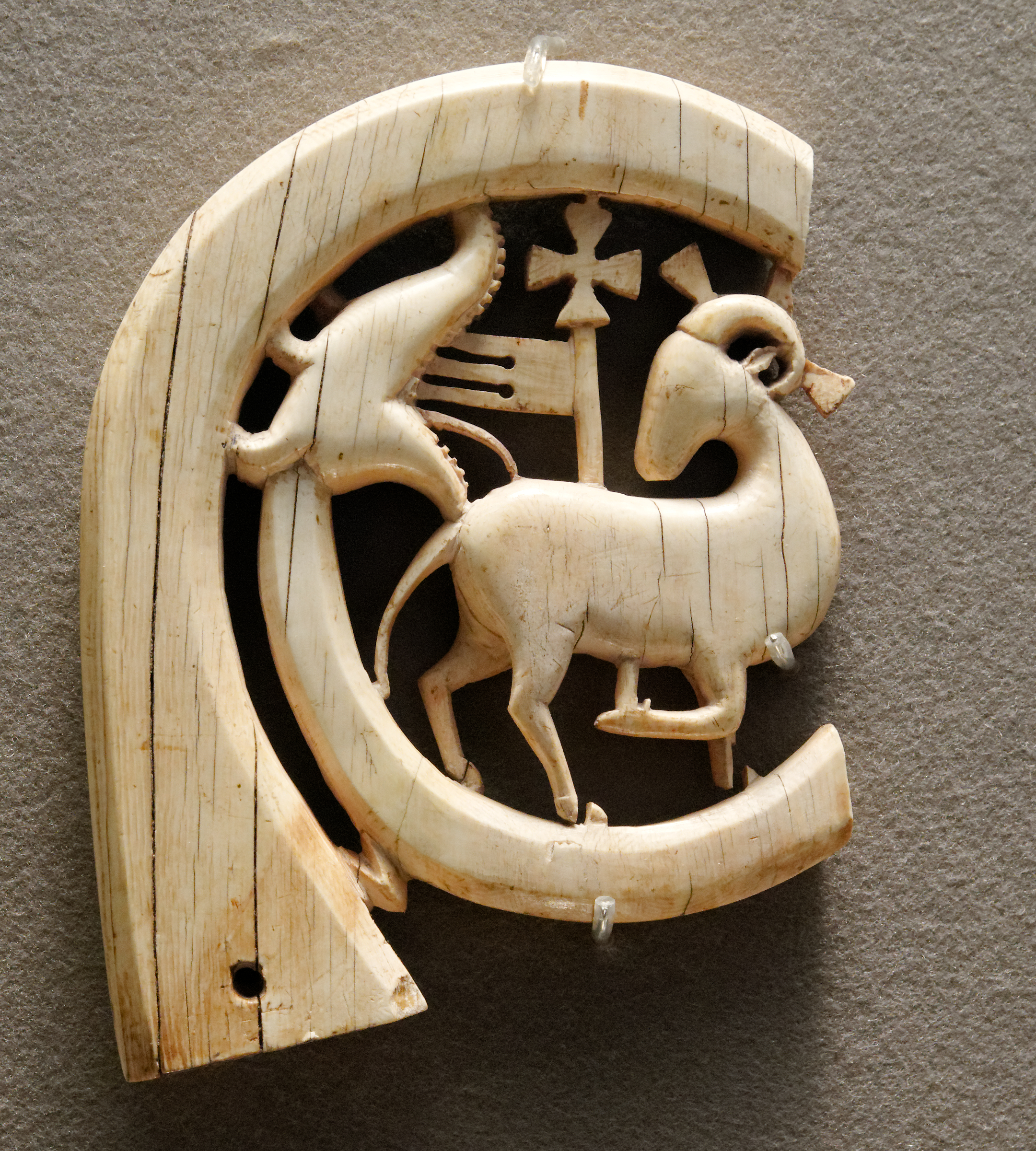
Bisschopsstaf, 13e eeuw, Italië
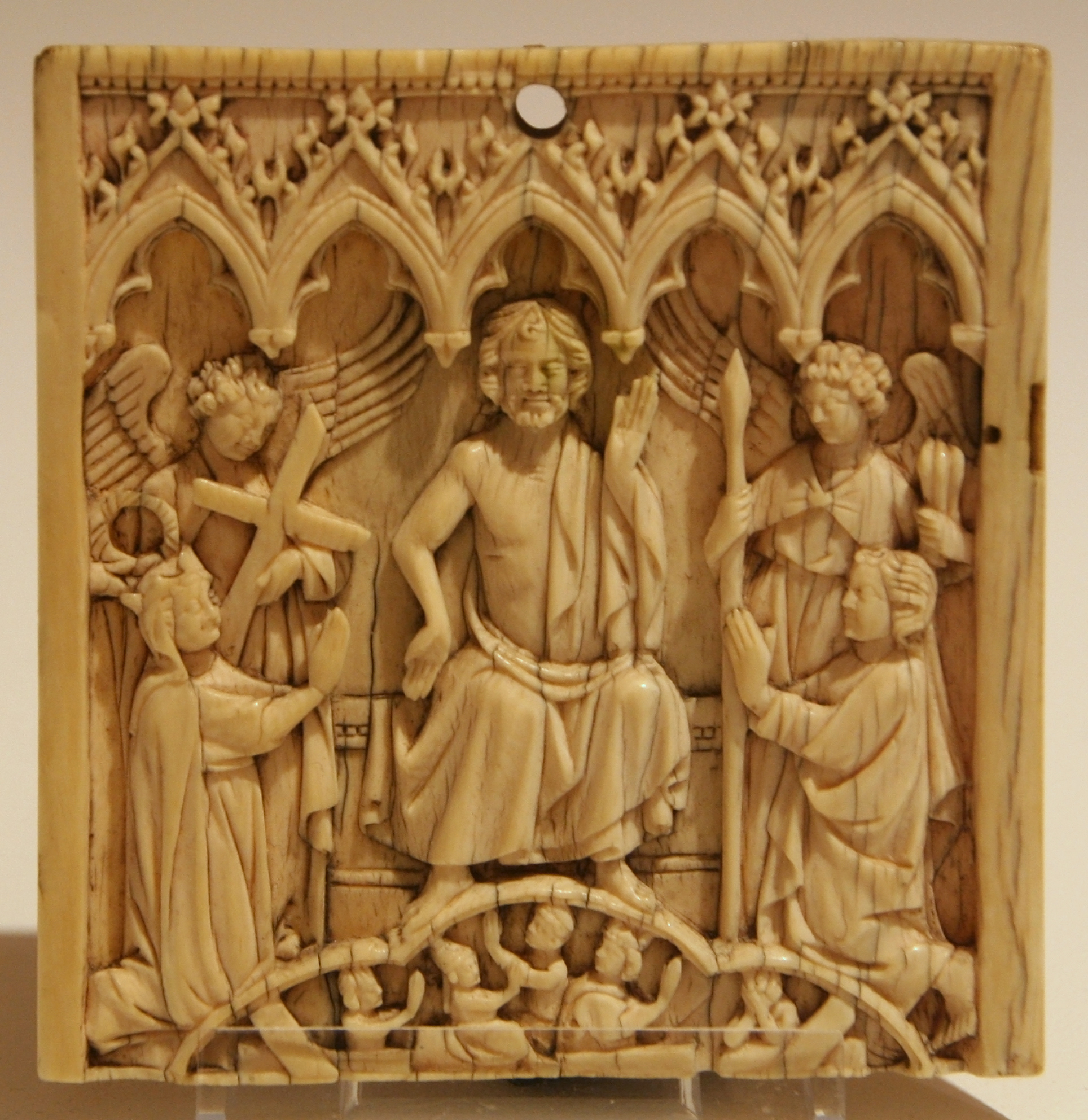
Bovendeel van een diptiek met laatste oordeel, 1300-1325, Frankrijk
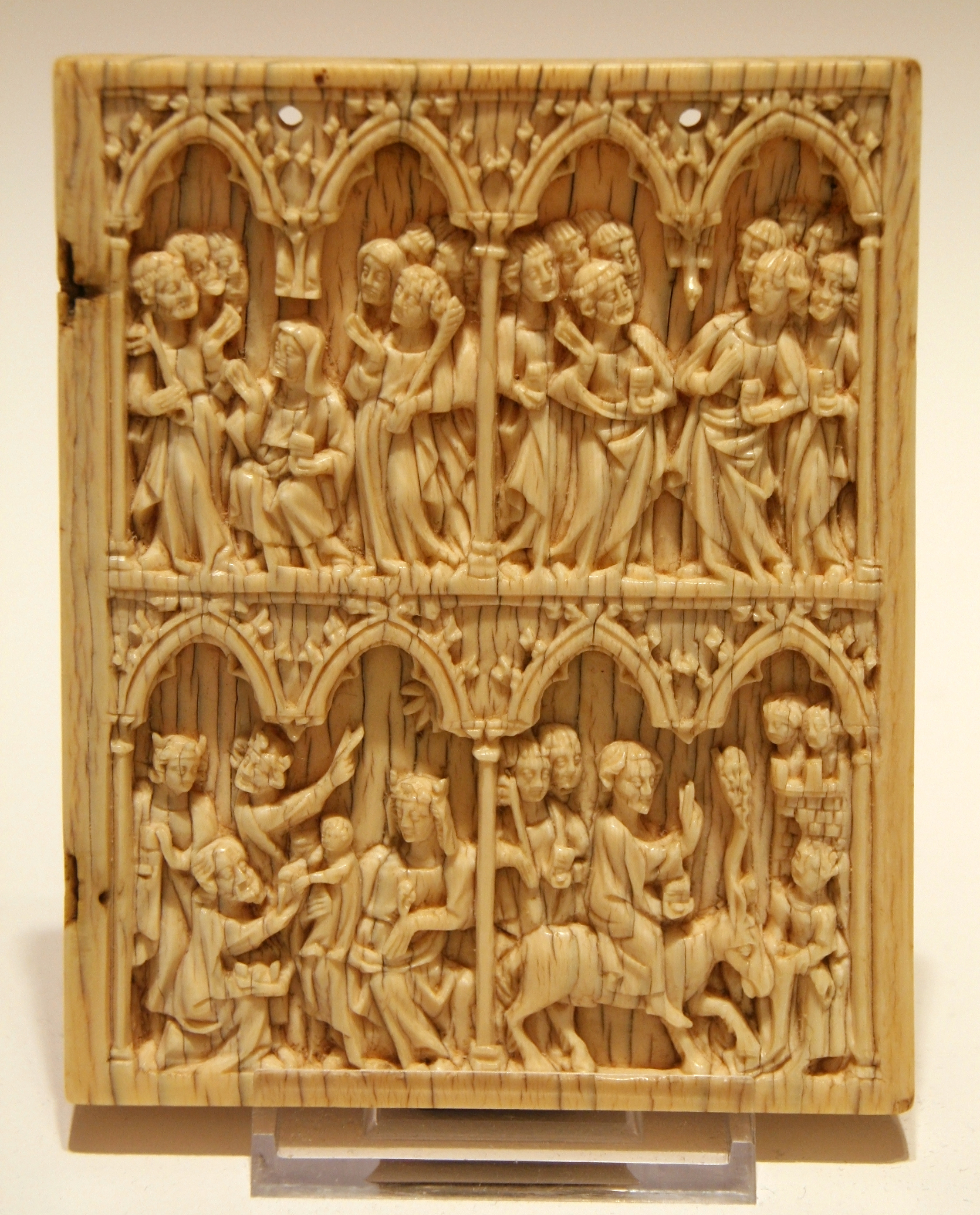
Rechterluik van een diptiek, midden 14e eeuw, Frankrijk
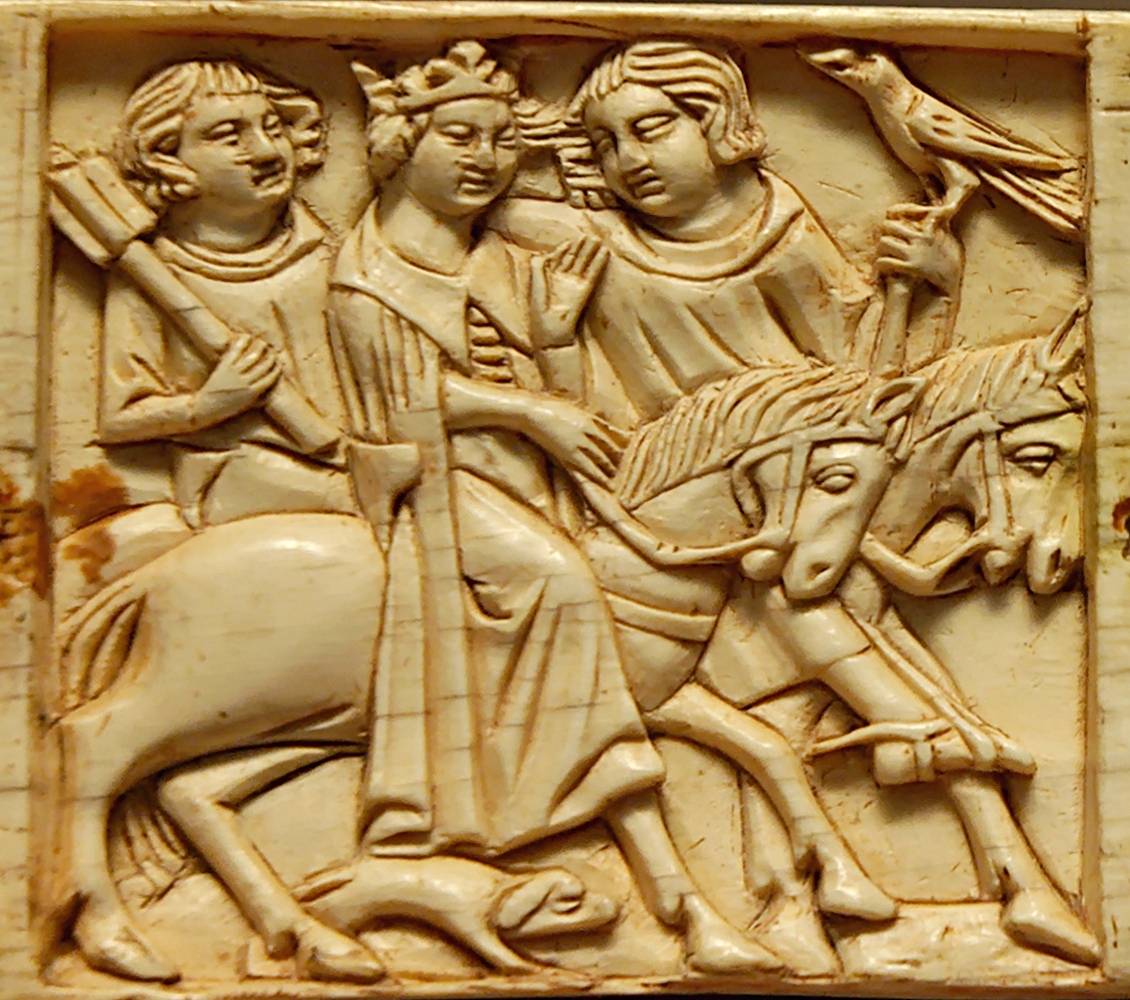
Rijdend koppel, detail van een koffertje met afbeeldingen over de Tristan en Isolde legende, 1340-1350, Parijs
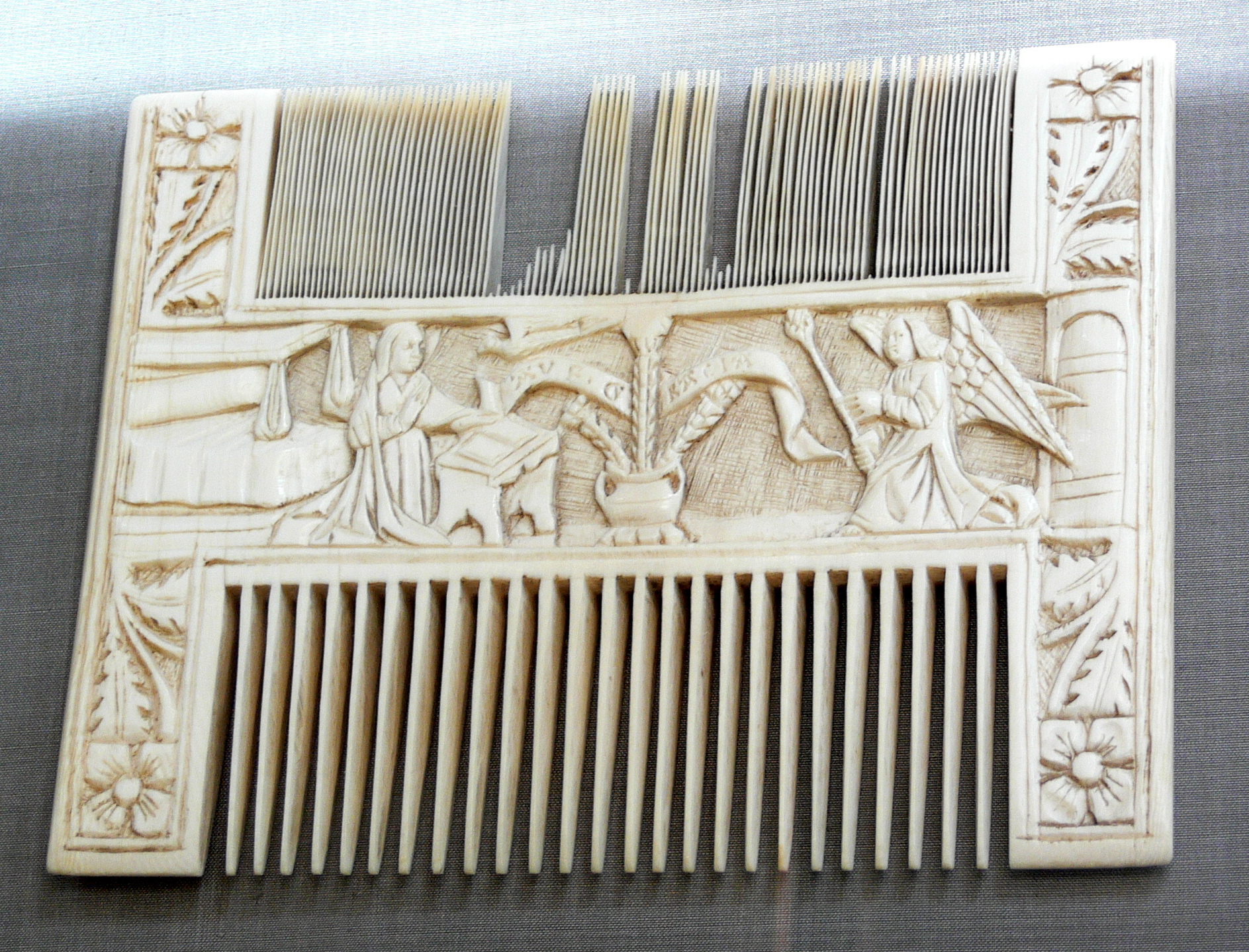
Kam met annunciatie op het middenpaneel, Italië(?), midden 15e eeuw
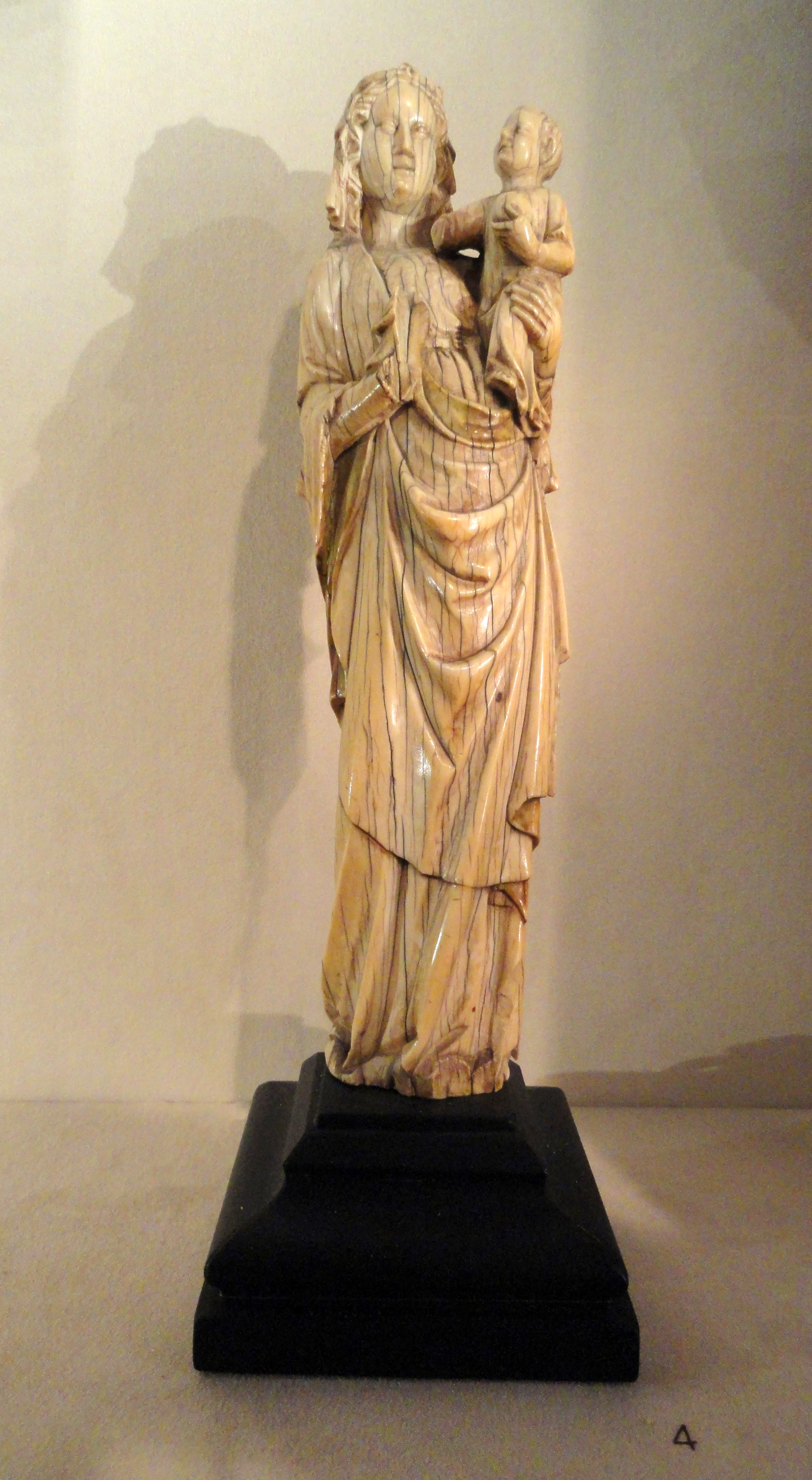
Madonna met Kind, 1450-1475

### Moderne tijd

#### Renaissance
Met de komst van de renaissance werd het ivoorsnijwerk stilaan vervangen door houtsnijwerk. Voor kleinere beeldjes werd dikwijls palmhout gebruikt dat dankzij zijn fijne structuur en de mogelijkheid om heel mooi gepolijst te worden, een geduchte concurrent werd voor het ivoor. De beschikbaarheid en de kostprijs van het basismateriaal heeft hierbij een belangrijke rol gespeeld. In Noord-Europa was het centrum in die periode het hof van Margaretha van Oostenrijk in Mechelen. De stijl in het noorden werd duidelijk beïnvloed door de leerlingen van Giambologna, een Vlaamse beeldhouwer die na zijn opleiding aan het hof van de Medici werkte, die na hun opleiding in Italië terugkeerden naar de Nederlanden en Duitsland.
In de late vijftiende eeuw reisden de Portugezen, op zoek naar een nieuwe route naar Azië langs de Afrikaanse kust en zetten handelsposten op in het huidige Sierra Leone en Benin. Ze kochten er niet alleen ruw ivoor, maar ook bewerkte stukken van Afrikaanse ivoorsnijders. Later gingen ze zelf ivoorsnijwerk bestellen dat een merkwaardige mengvorm was van Europese beelden met Afrikaanse versiering.
Galerij

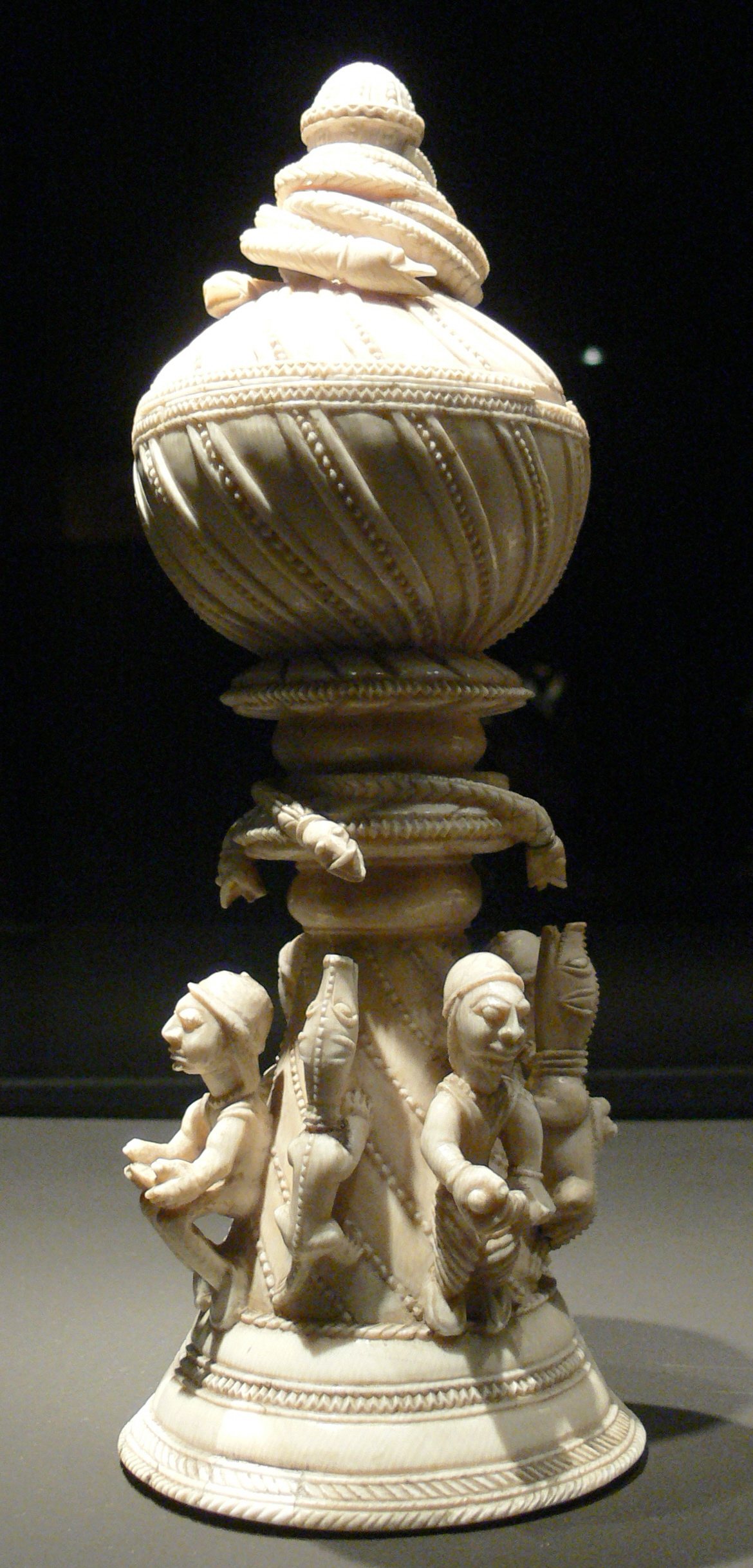
Zoutvat uit het koningrijk Sapi (Sierra Leone),  15e à 16e eeuw
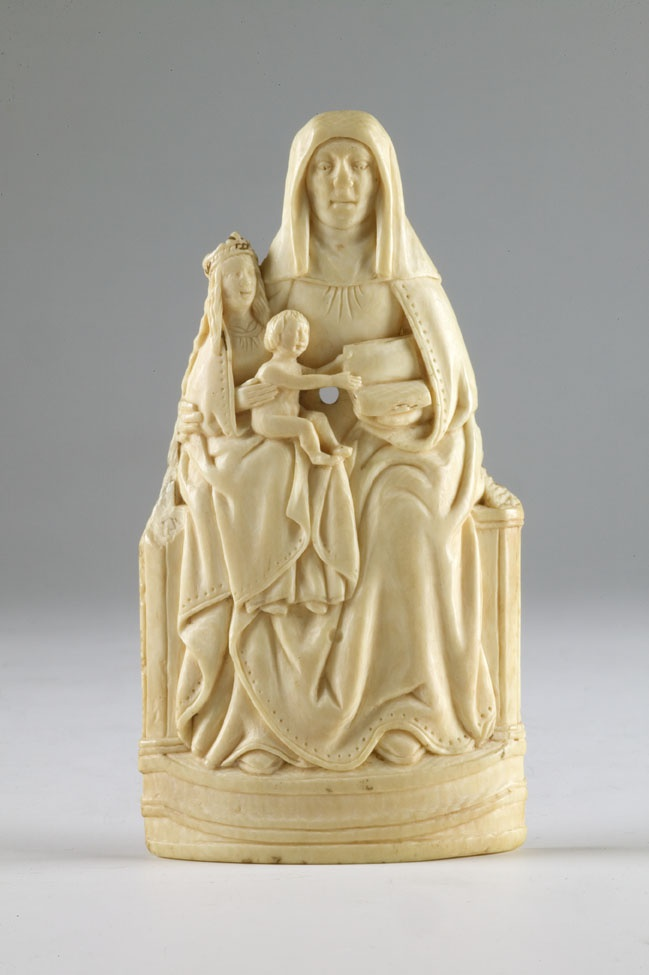
Anna te Drieën, Neder-Rijn, 1500-1509
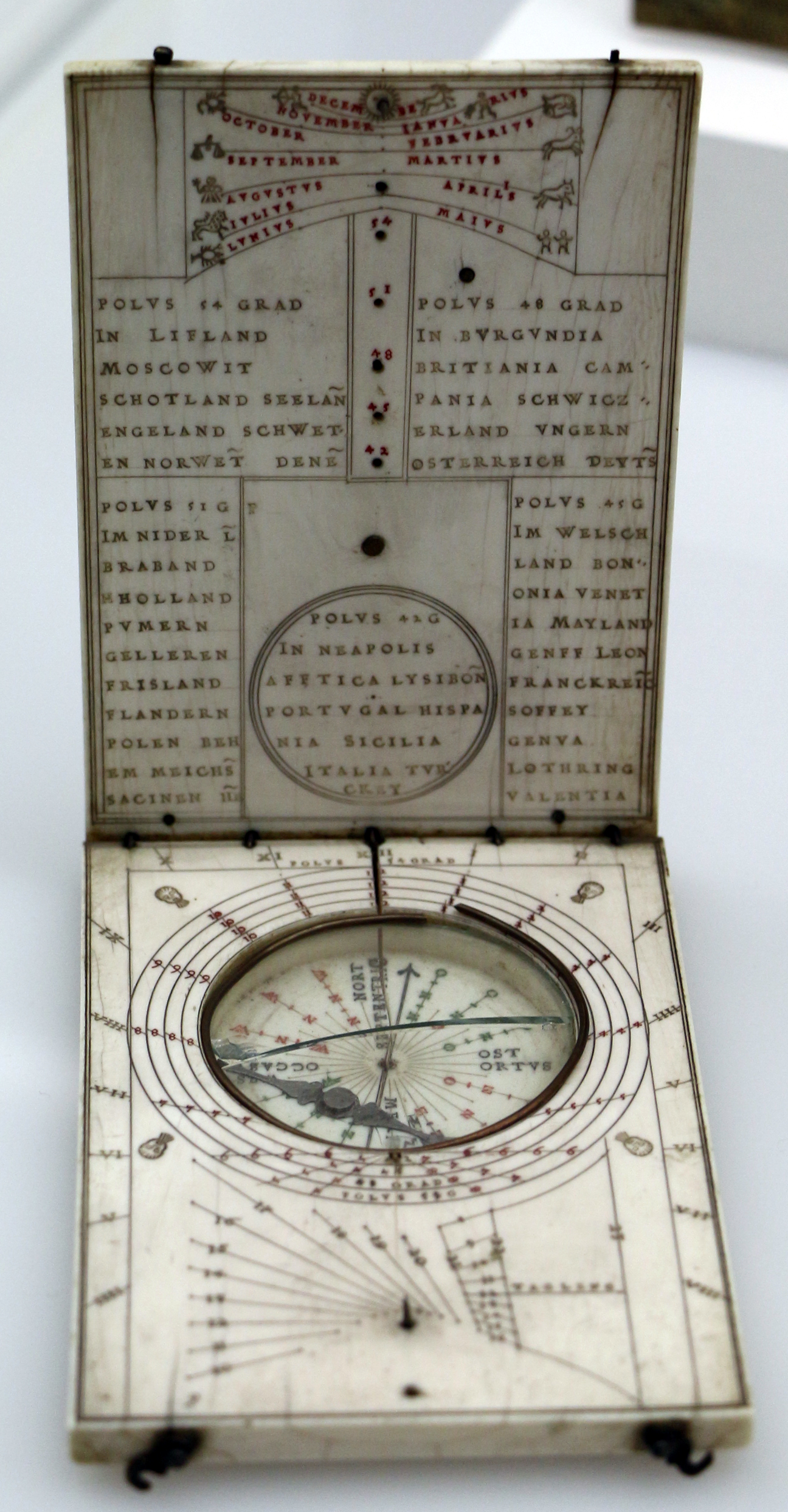
Draagbare zonnewijzer, Hans Ducher, Nürnberg, 1590

#### Barok
Tijdens de barokperiode kent de ivoorsnijkunst een sterke heropleving dankzij de hernieuwde invoer van ivoor van de oost- en westkust van Afrika, niet alleen meer door de Portugezen maar evengoed door Frankrijk en Nederland. Die heropleving viel samen met de ontwikkeling van de barok in de Nederlanden en Centraal-Europa. De keizers van de Habsburgse monarchie, en in hun zog de hoge adel, namen ivoorsnijders in dienst aan hun hof, maar er ontstond daarnaast een groot aantal werkplaatsen. Het gebruik van buxushout blijft ook in deze periode populair, ondanks de grotere beschikbaarheid van ivoor.

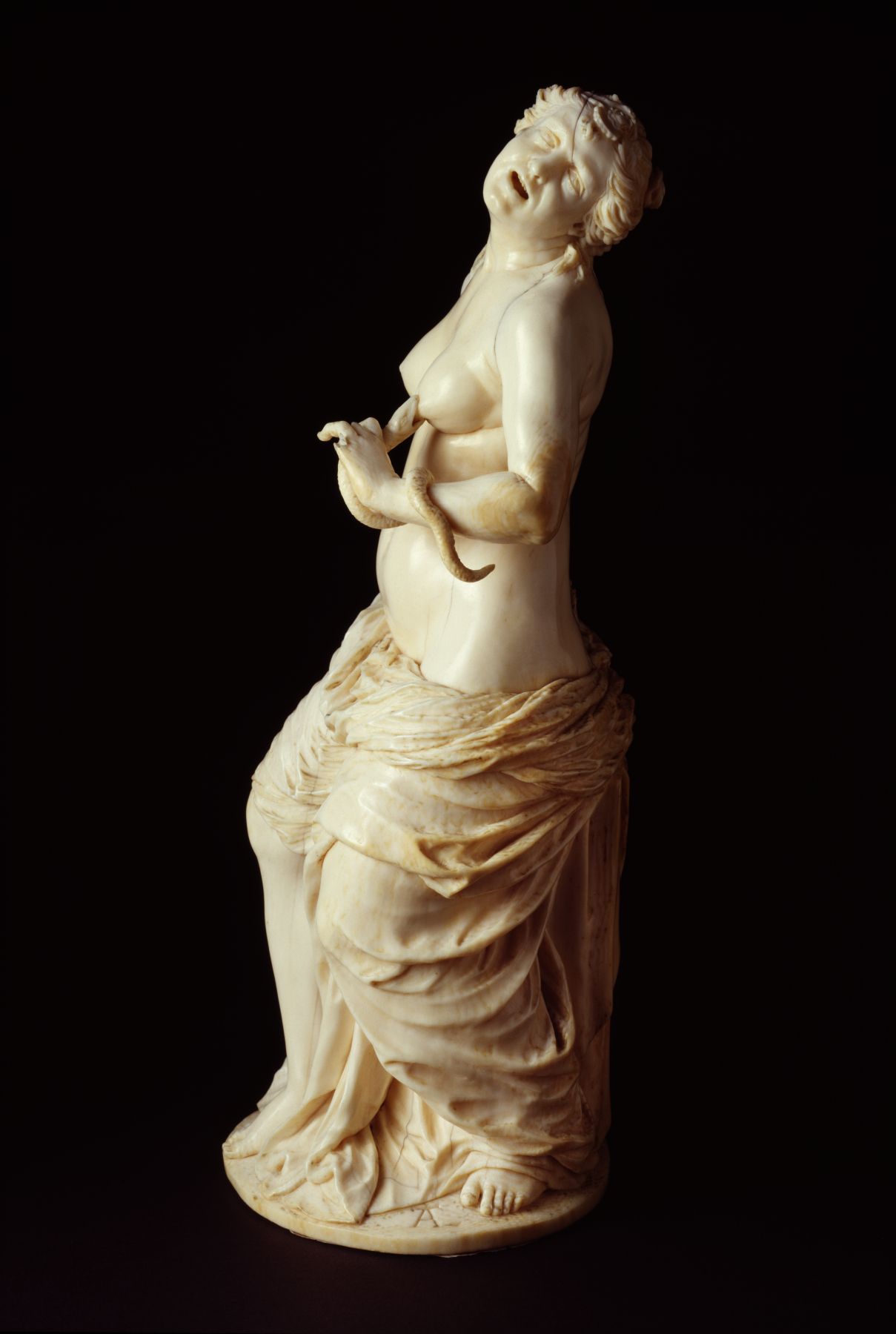
Adam Lenckhardt, Cleopatra, 1632-1635
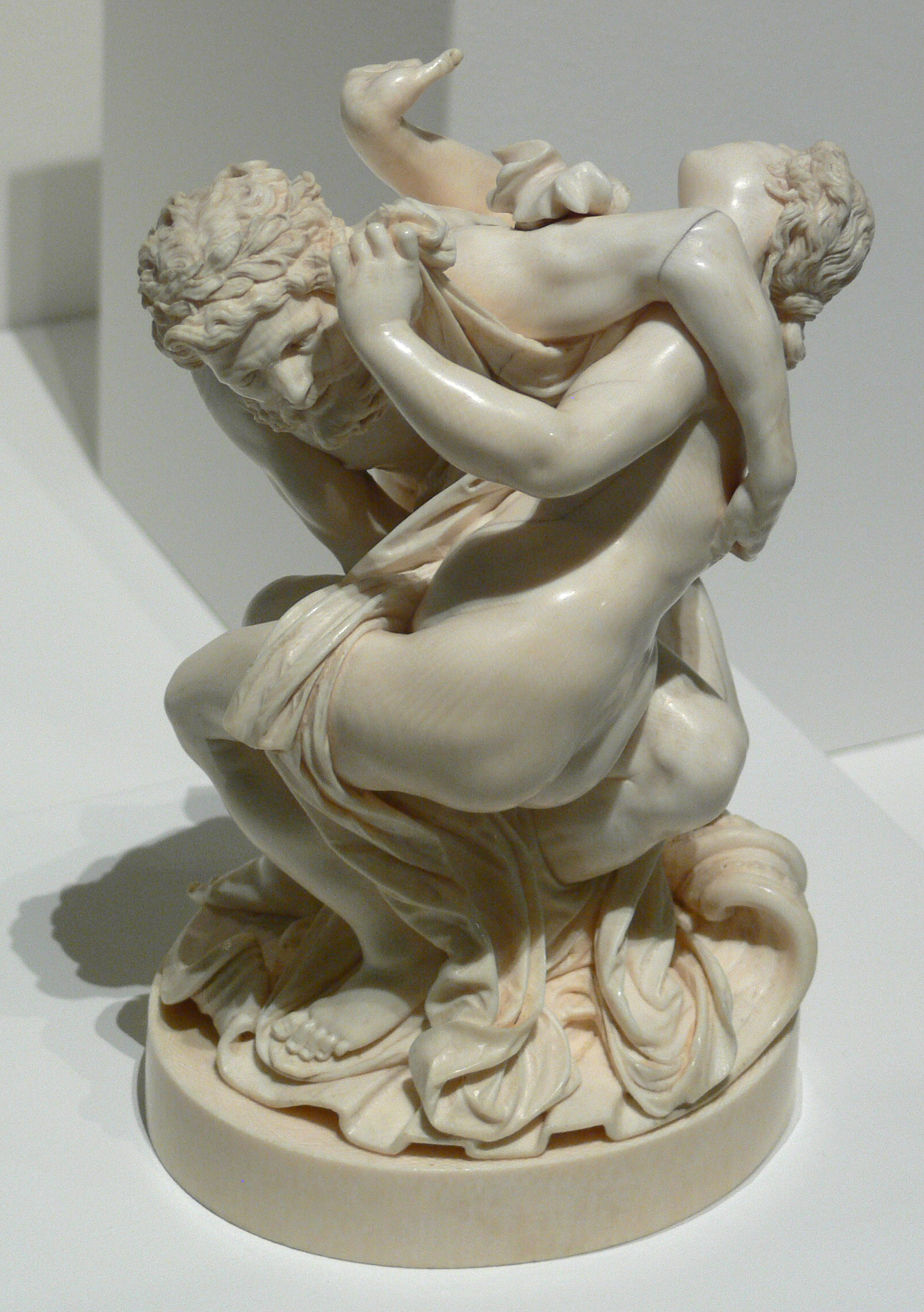
Pluto rooft Prosperina, 1650
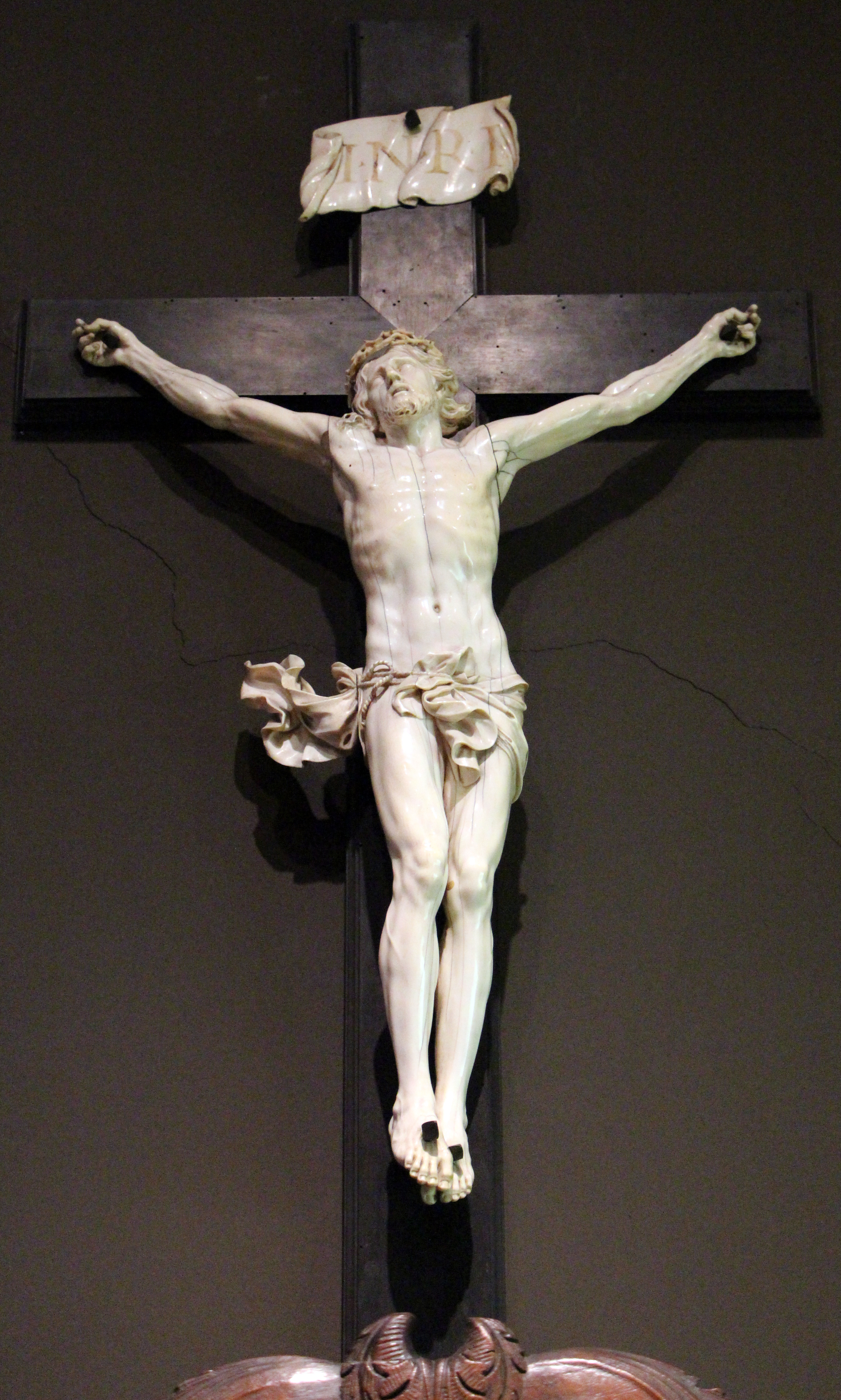
Kruisbeeld, Toscane, 1650-1700
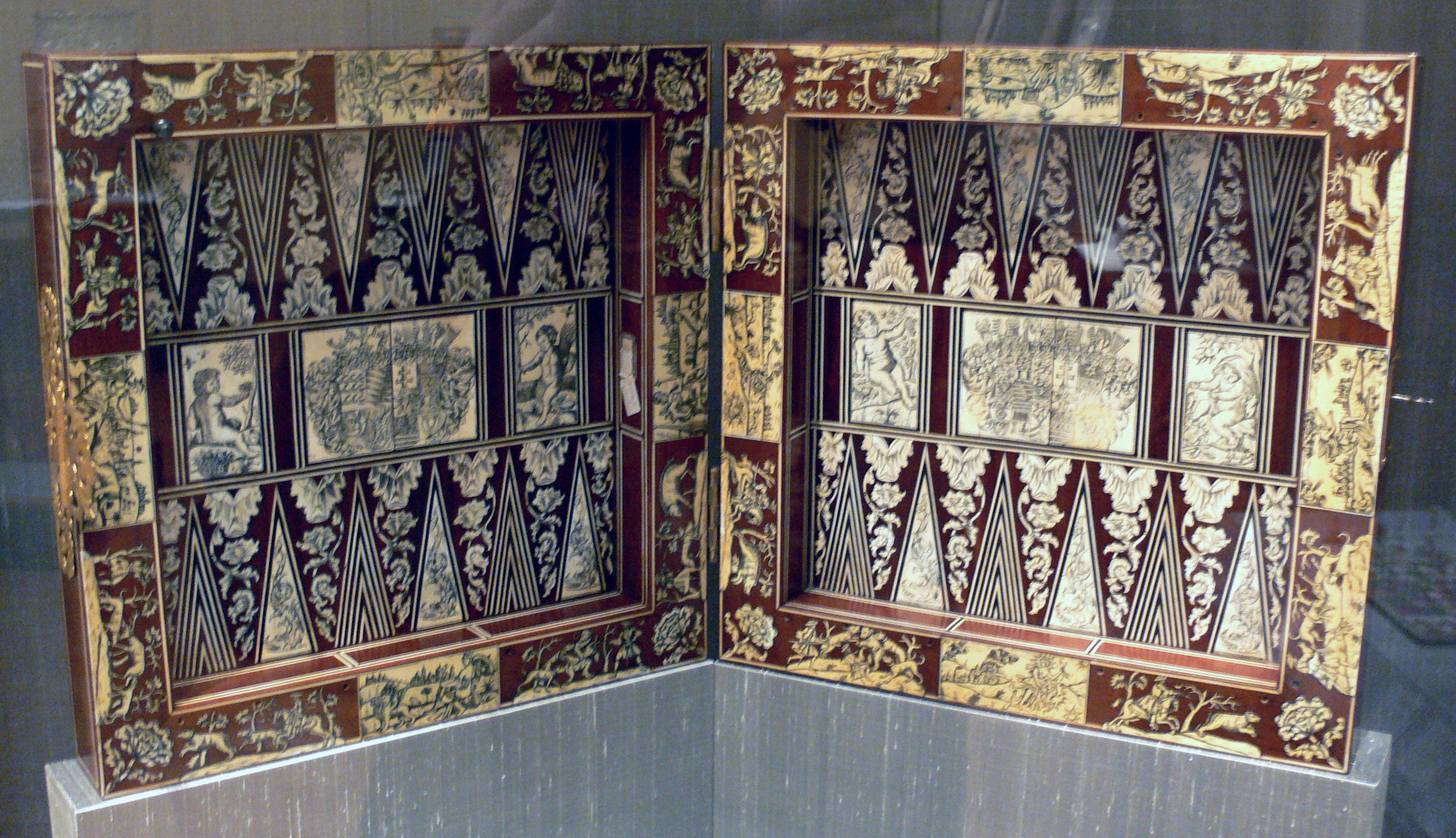
Spellendoos voor schaak en Tric-Trac, Johann Wilhelm Feicker, 1690
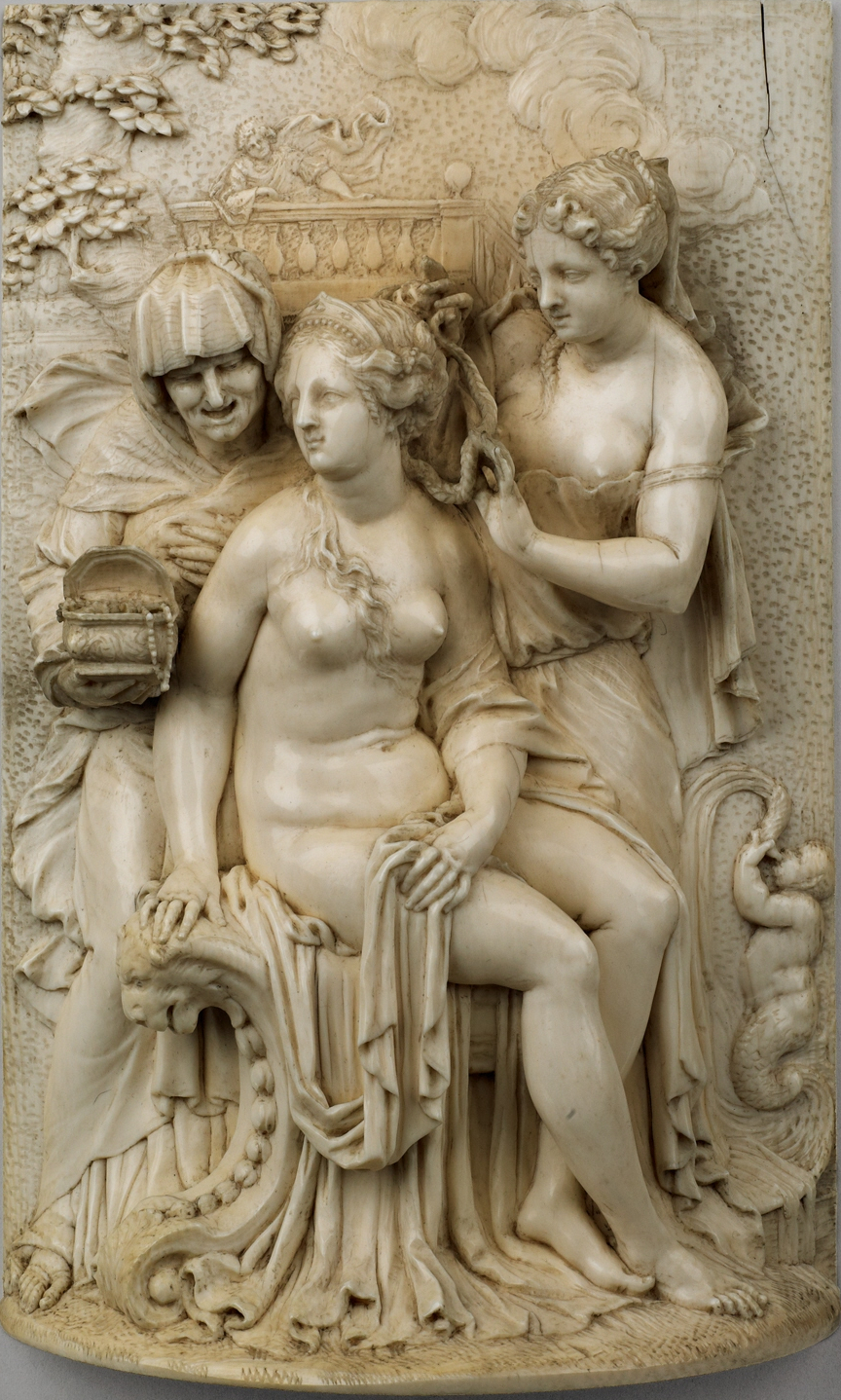
Het toilet van Batseba; in de achtergrond David op het balkon (Francis van Bossuit)

#### Achttiende en negentiende eeuw
Vanaf de achttiende eeuw loopt het gebruik van Ivoor voor kunstwerken terug. Het wordt wel meer en meer gebruikt in muziekinstrumenten, meet- en navigatieinstrumenten en wetenschappelijke en medische toestellen, maar ook in zeer ordinaire dingen zoals biljartballen. In 1799 werd door Deacon Phineas Pratt een patent genomen op een machine om ivoren kammen te maken. Hierdoor werd de weg geopend voor massaproductie van ivoren voorwerpen. In het laatste kwart van de 19e eeuw werd alleen in Sheffield (UK) 180 ton ivoor per jaar gebruikt voor het maken van handvatten voor victoriaans bestek. Op het einde van de 19e eeuw zien we een heropleving van de chryselefantiene voorwerpen en sculpturen in de kunst. De mysterieuze sfinx van Charles Van der Stappen is hiervan een mooi voorbeeld.
Ivoor werd weleens het plastic van de 19e eeuw genoemd. Er werd in die 19e eeuw ook veelvuldig gebruik gemaakt van het endosperm van de zaden van de ivoorpalmboom (phytelephas) om namaakivoor te produceren dat extensief gebruikt werd om goedkope voorwerpen zoals knopjes en dergelijke te fabriceren.

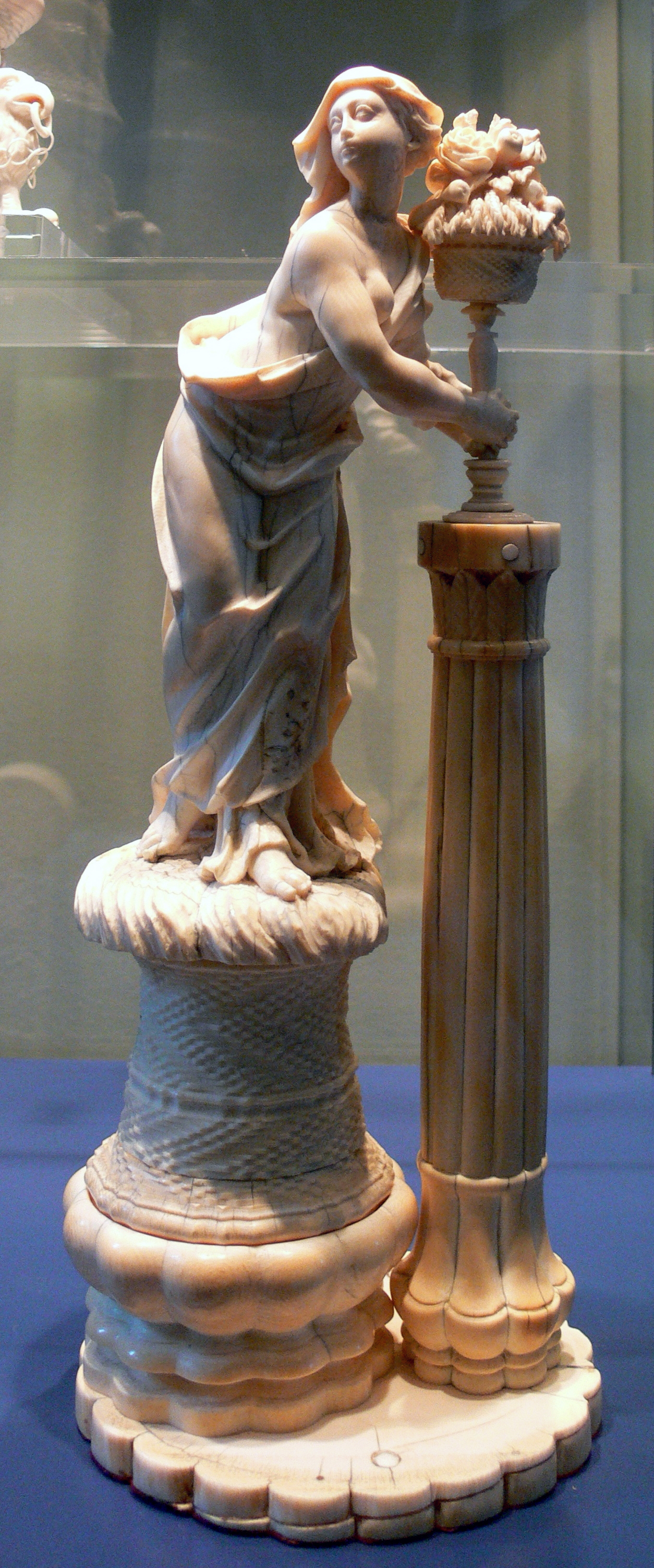
Allegorische figuur,1761
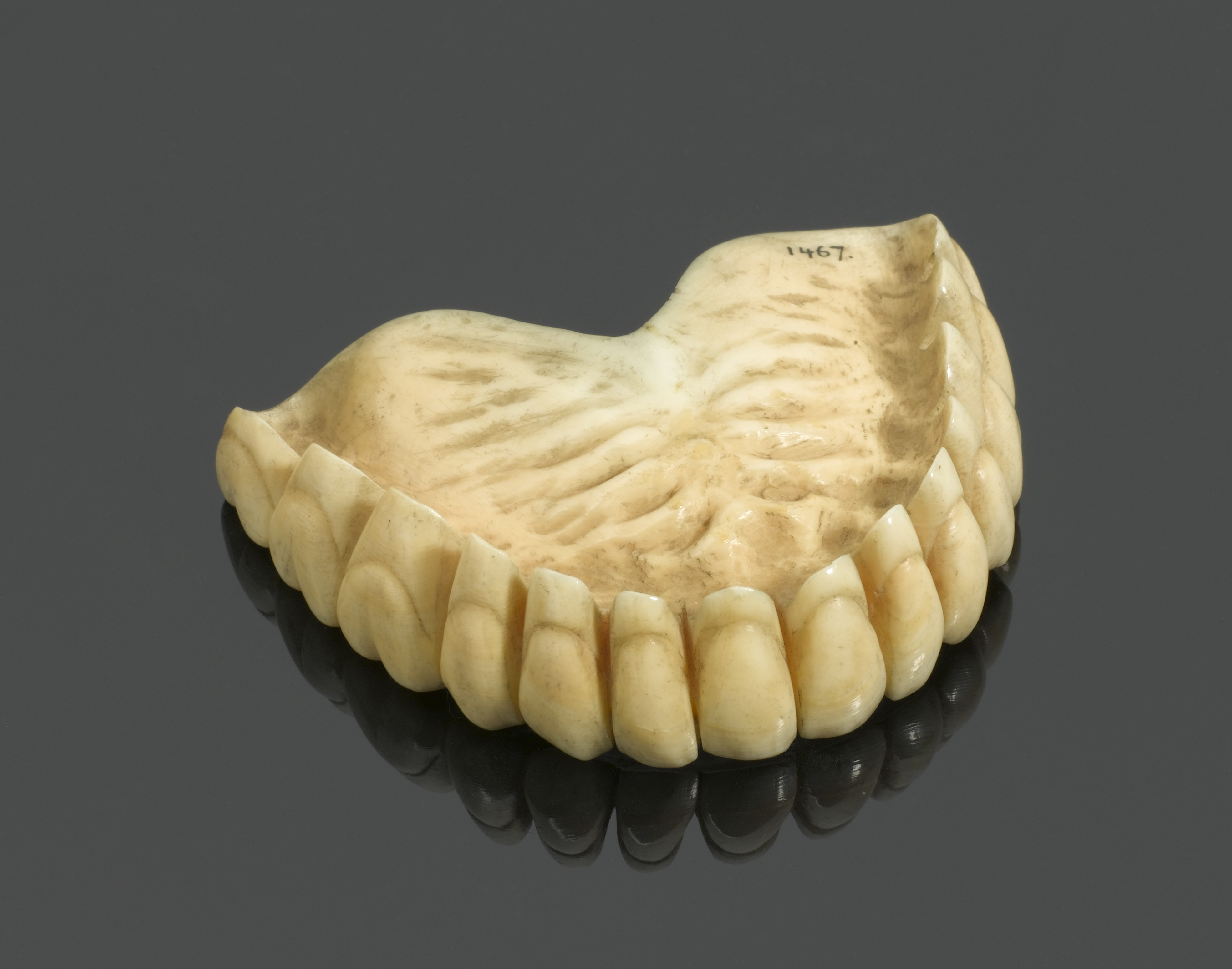
Ivoren vals gebit, 1780-1870
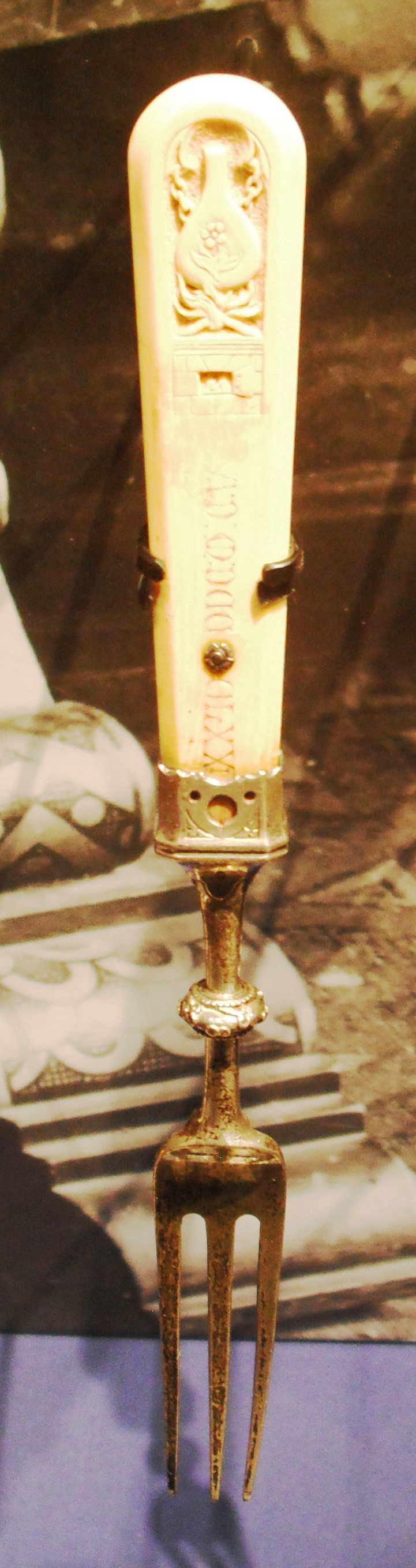
Zilveren vork met ivoren handgreep, ontwerp van William Burgess, 1871
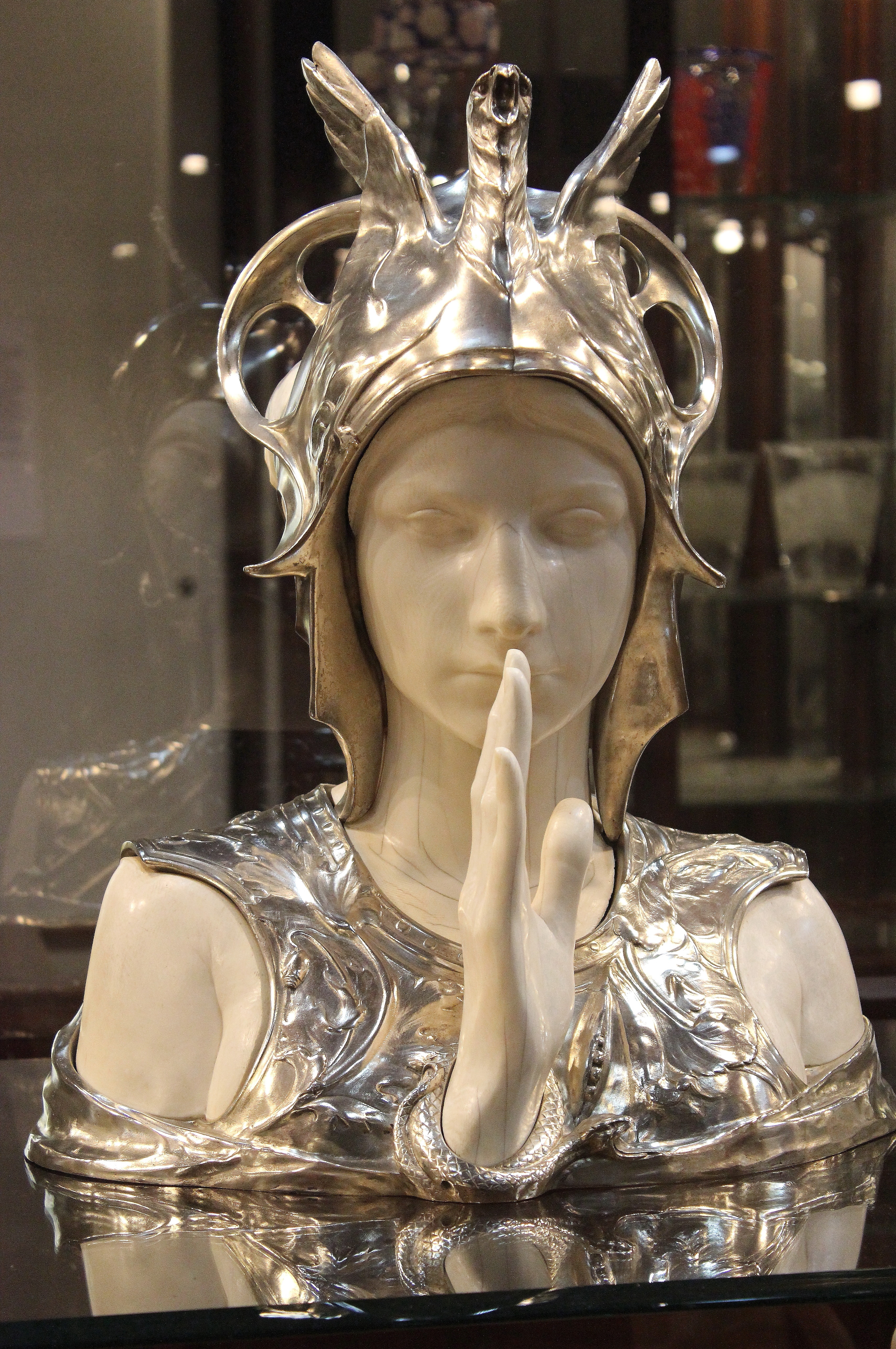
Charles Van der Stappen, Mysterieuze Sfinx,
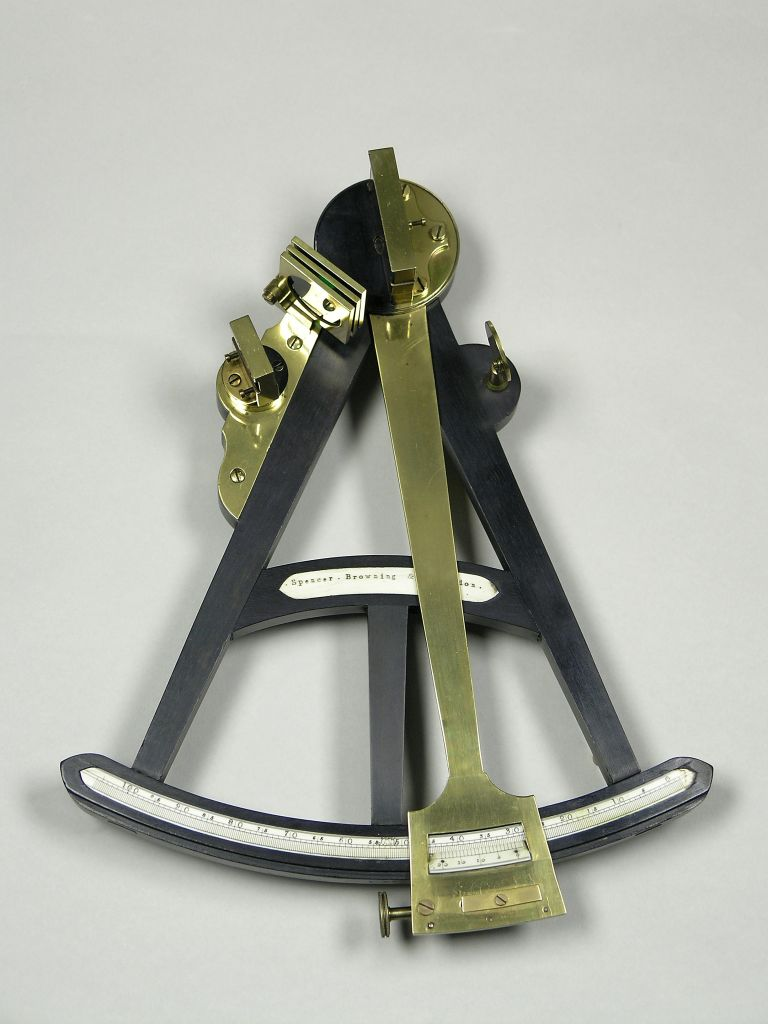
Octant met ivoren schaal
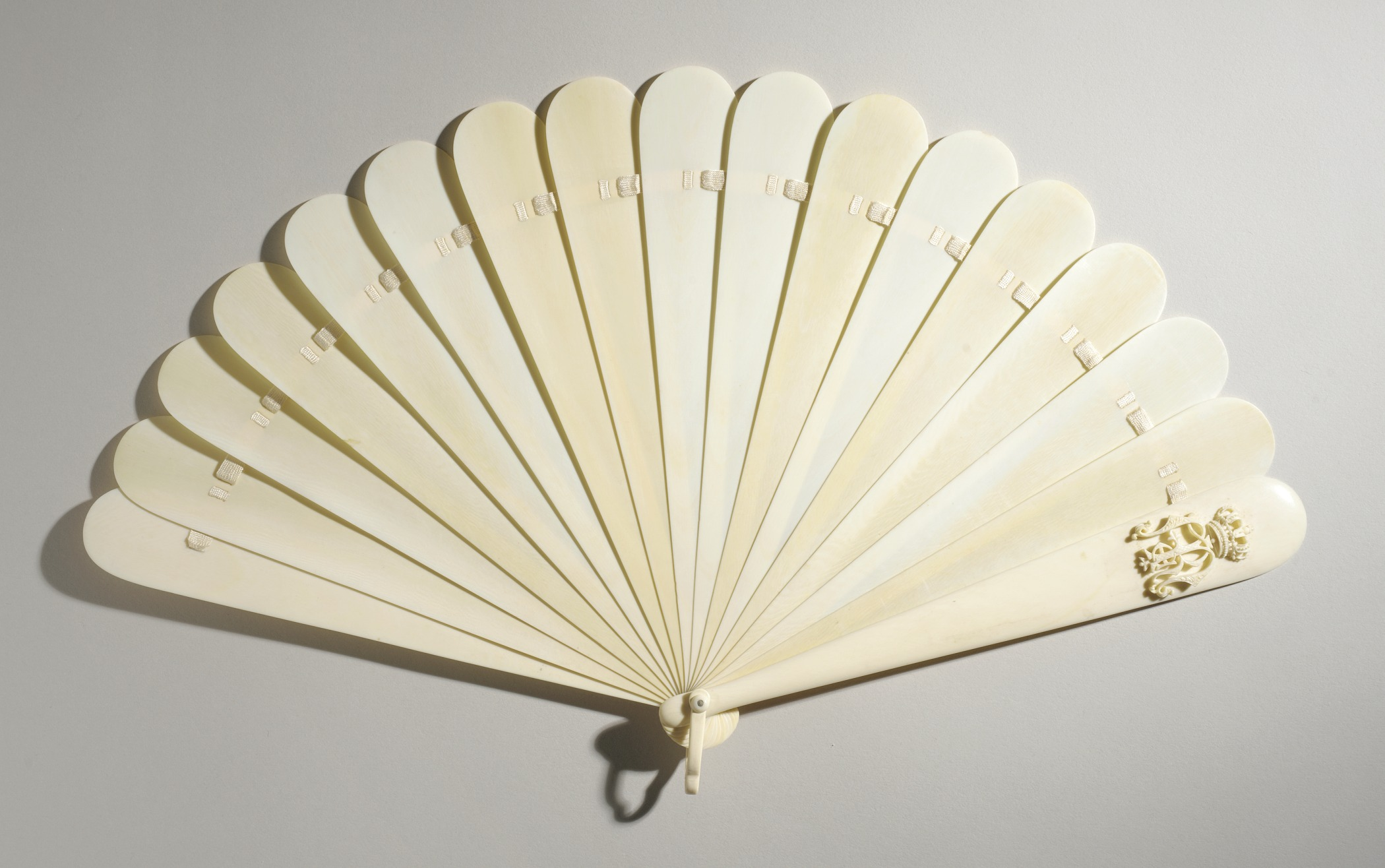
Ivoren waaier, Duitsland of Oostenrijk, 1865